# Vodní elektrárny v Rusku

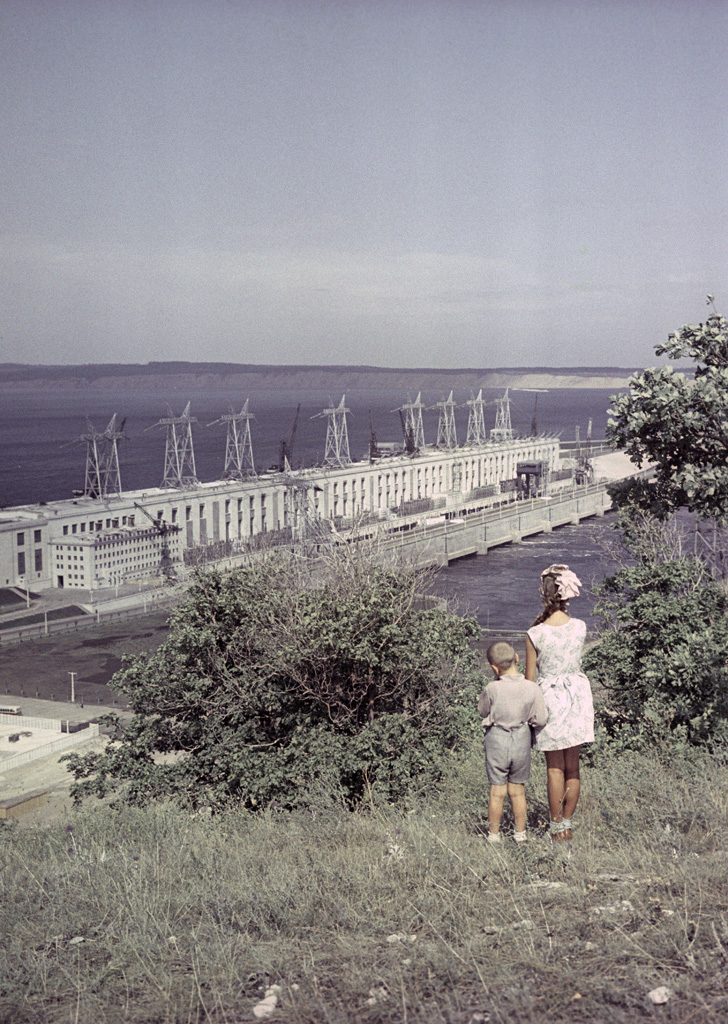
Žiguljovská vodní elektrárna na Volze v roce 1958

Vodní elektrárny v Rusku o souhrnném výkonu 51 000 MW dodávají 177 miliard kWh ročně. Instalovaným výkonem i výrobou elektrické energie stojí na pátém místě na světě. V letech 1960 až 1983 byly ruské vodní elektrárny nejvýkonnějšími vodními elektrárnami na světě. V celkové výrobě elektrické energie v Rusku zastupuje vodní energie méně jak 20 %.

## Historie výstavby

### Vodní kola
Ve zprávě Ruské technické společnosti z roku 1913 je uváděn celkový počet vodních kol v Ruském impériu 49 088 o celkovém výkonu kolem jednoho milionu koňských sil. Vrcholem ve vývoji technologie vodních kol byly slavné podzemní důlní systémy vodního mistra Kozmy Dmitrijeviče Frolova, které postavil v polovině 18. století na řece Zmjejovka v Altaji. 18 m vysoká a přes 120 m dlouhá sypaná hráz zadržovala vodu pro náhon do podzemí, kde v prostorách o výšce 21 m pracovala obří kola se svrchním náhonem o průměru 16 m. Pomocí důmyslného systému bylo vodní síly využito pomocí hřídelí, spojovacích tyčí a lan k pohonu důlních zařízení. Svými rozměry dílo převyšovalo proslulý systém Machine de Marly na Seině i obří kola londýnských vodáren na Temži.
Nejvýkonnější vodní kolo na světě využívalo od roku 1857 spádu a průtoků Narevských vodopádů jako součást Kreenholmské textilní manufaktury. Železné kolo se spodním náhonem o šířce 7,5 m a průměru 9,5 m pohánělo stroje na spřádání bavlny jednoho z největších textilních podniků v Evropě. 

### Turbíny
Klasické vodní kolo s vodorovnou osou otáčení nebylo jediným zdrojem vodní síly. V zemi, kde vznikaly celé kostely jen pomocí sekery, byly zejména v 16. a 17. stoleté rozšířeny tzv. naběračkové mlýny (rusky мутовчатые мельницы). Voda zde padala soustředěným kolmým proudem na dřevěné naběračky umístěné po obvodu kola s výdlabem směrovaným podle obvodové tečny. Tyto prehistorické prototypy Peltonova kola dokázaly podat potřebný výkon při poměrně malých rozměrech a vysokých otáčkách. Byly používány především na mělkých řekách s většími spády.
První turbínu v Rusku vyvinul důlní mistr na Uralu, vynálezce samouk Ignác Eustafjevič Sofonov (1800-1873).  V roce 1835 zprovoznil vertikální vodní kolo v uzavřené kašně a na vlastní náklady a rizika zprovoznil v roce 1837 turbínu, kde voda byla přiváděna z vnitřního prostoru skrze soustavu pevných rozváděcích lopatek na lopatky upevněné na otočném talíři. Voda se pohybovala směrem ke stěně turbíny, podél které odtékala bez sacího účinku do spodní části s výstupními otvory. Regulace vstupu vody mezi lopatky byla řešena řetězovým tahem za plochá vstupní šoupátka. Stejný princip patentoval o tři roky dříve Benoit Fourneyron, jehož turbína se stala nejpoužívanější turbínou 19. století a dodávala energii i na slavné Adamsově elektrárně na Niagaře. Samouk na Urale, vyučený strojním zámečníkem, neměl ponětí ani o diferenciálním počtu ani o Fourneyronově patentu a těžké kované komponenty spojoval šrouby a nýty. Přestože voda měla v takovémto zařízení mnoho příležitostí k turbulenci, vykazoval první vodní stroj účinnost 53 %. Vylepšená turbína z roku 1841 vykazovala podle provozních podmínek účinnost v rozsahu 70-75 %. Při spádu 3,5 m a průtoku 240 l/s překročila výkon tří vodních kol, pracujících při průtoku 800 l/s na spádu 6,4 m.
Ve své době nejvýkonnější vodní turbíny na světě byly v 80. letech 19. století instalovány na spádu Narevských vodopádů v Kreenholmské textilní továrně, kde 11 turbín poskytovalo celkem 8 550 koňských sil.
Turbíny začaly v Rusku nahrazovat vodní kola od poloviny 19. století pomaleji než v ostatní Evropě a ve zprávě z roku 1913 je uváděn celkový počet vodních turbín v Ruském impériu 4648 o celkovém výkonu 215 894 koňských sil.

### Vodní elektrárny Ruského impéria
Rozvoj vodní energetiky v Rusku musel ve svých počátcích překonat dvě významné monopolní překážky. První byl monopol plynáren na plynové osvětlení, který blokoval rozvoj využití elektrické energie obecně. Jediným významným objektem v Petrohradu, který nebyl smluvně na plynové osvětlení navázán, byl Alexandrovský most. Jeho osvětlení zajišťovala parní elektrárna firmy Siemens o výkonu 35 kW, která byla umístěna na lodi ukotvené při břehu Něvy. Další překážkou byl zájem zahraničních investorů o výstavbu tepelných elektráren a na něj navázaný dovoz uhlí. Vodní elektrárny tak vznikaly pouze u soukromých subjektů v oblastech tradičního využití vodní energie.
Nejstarší a dodnes (2019) fungující vodní elektrárnou na území současného Ruska je Ozjorská elektrárna v Kaliningradské oblasti, uvedená do provozu roku 1880. Byla však postavena na území tehdejšího Východního Pruska a do dějin ruské vodní energetiky se nezapisuje. První významná ruská vodní elektrárna byla postavena v roce 1892 na řece Berjozovka v povodí Irtyše v Turkestánu u hornické osady Zyrjanovsk. Výkon kolem 150 kW byl použit v důlním provozu
V roce 1896 byla přímo v hlavním městě na řece Ochta zprovozněna elektrárna o odhadovaném výkonu 300 kW, sloužící k provozu prachárny. V témže roce byla v Zabajkalí uvedena do provozu elektrárna na řece Nygri v povodí Leny. Byla to první moderní elektrárna na střídavý proud, která kromě důlních zařízení poháněla i lokomotivy na první elektrifikované železnici v Rusku.
Mimořádný význam má vodní elektrárna Bjelyj Ugol. Byla postavena v roce 1903 v lázeňské oblasti v podhůří Kavkazu a do dějin nejen ruské ale i světové energetiky vstoupila jako součást prvního energetického systému na světě. V roce 1913 pracovala zhruba jednu hodinu v paralelní síti s dieselovou elektrárnou o podobném výkonu.
Nejdéle pracující ruskou vodní elektrárnou je vodní elektrárna Porogi na Urale. Od roku 1910 do roku 2017 pracovala jako součást první ruské továrny na výrobu ferroslitin.
Největší vodní elektrárna v Ruském impériu byla postavena v Turkestánu na řece Murghab za účelem zavlažování zahrad na pěstování ovoce pro carský dvůr.

Celkový výkon vodních elektráren v Rusku k roku 1917 byl kolem 16 MW. Samotná největší vodní elektrárna té doby na světě, elektrárna Keokuk na řece Mississippi, podávala maximální výkon 142 MW. 

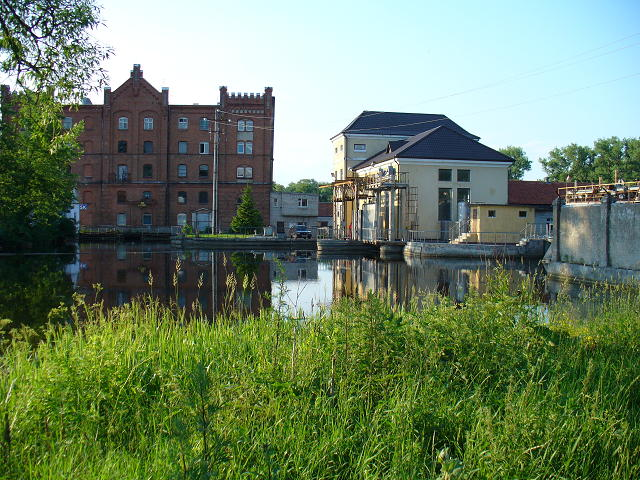
Ozjorská
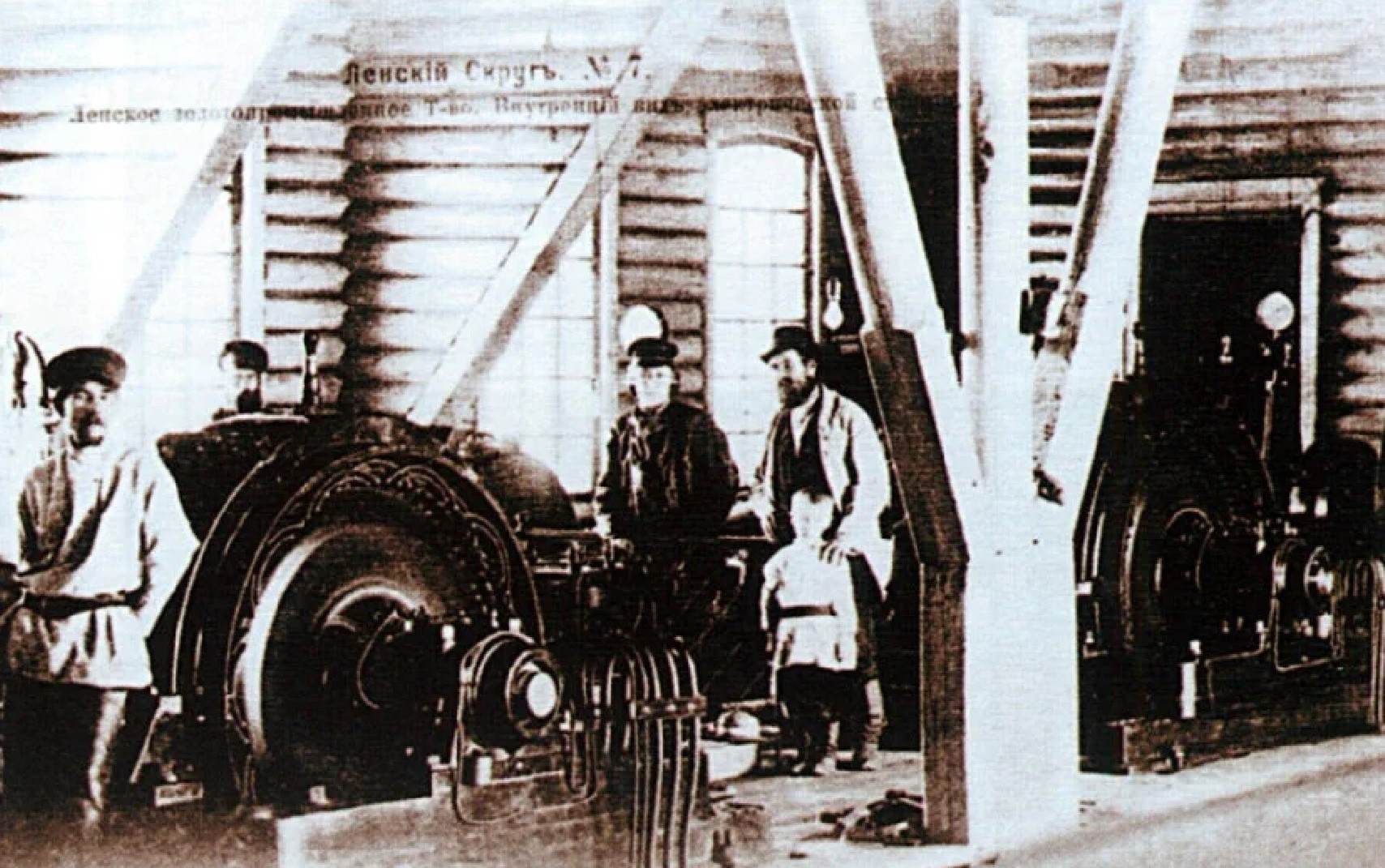
Elektrárna na řece Nygri
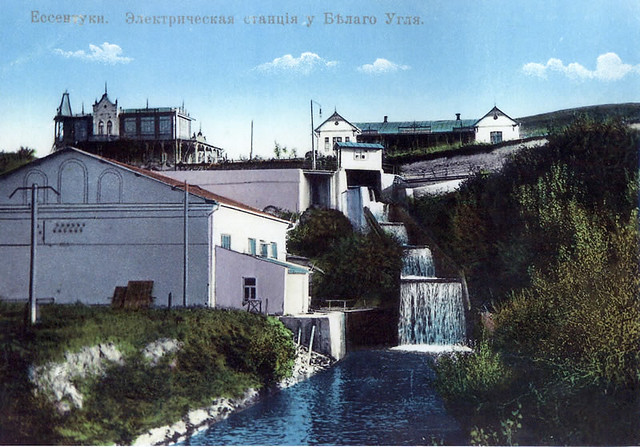
Bjelyj Ugol
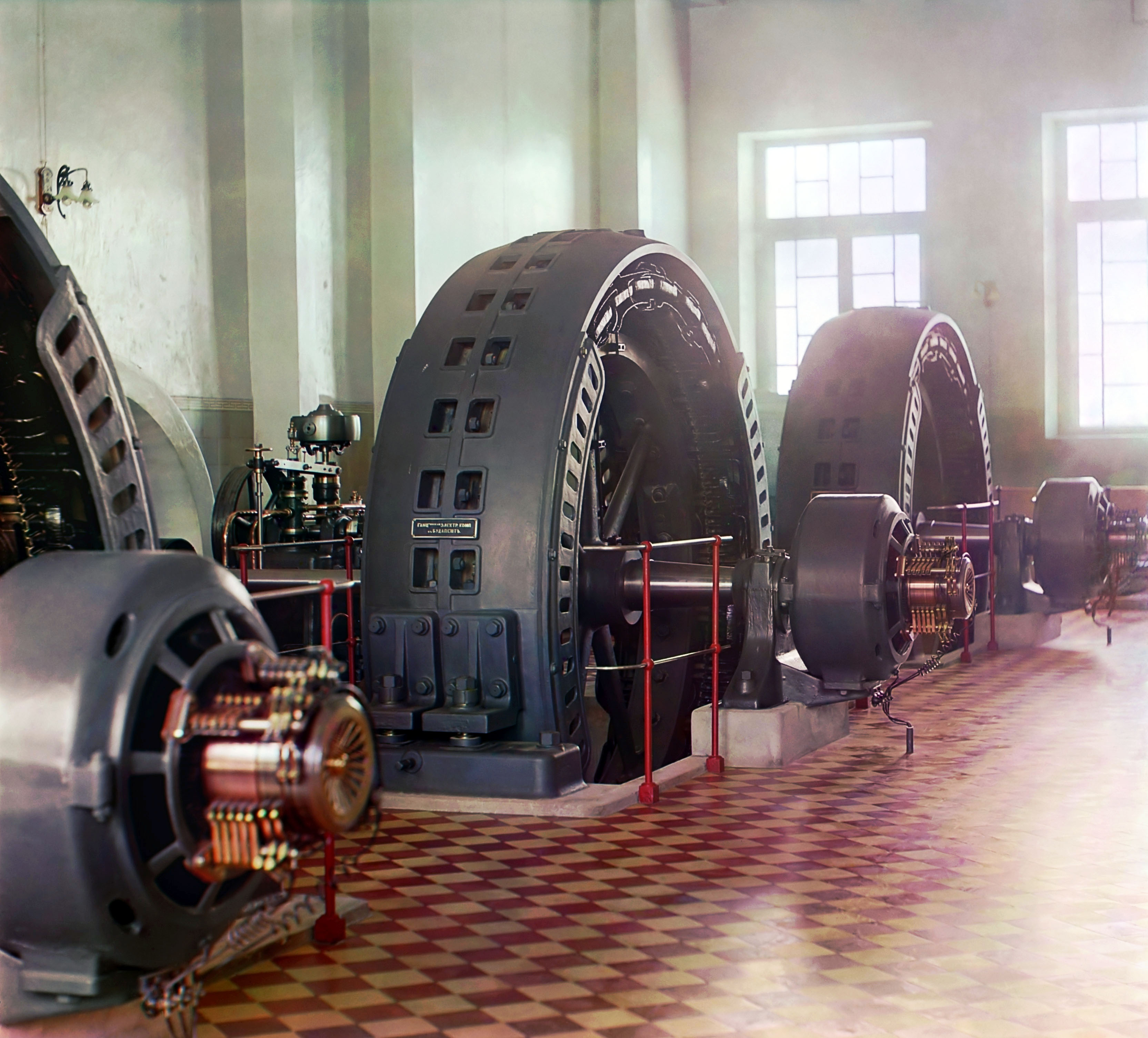
Hindúkušská elektrárna
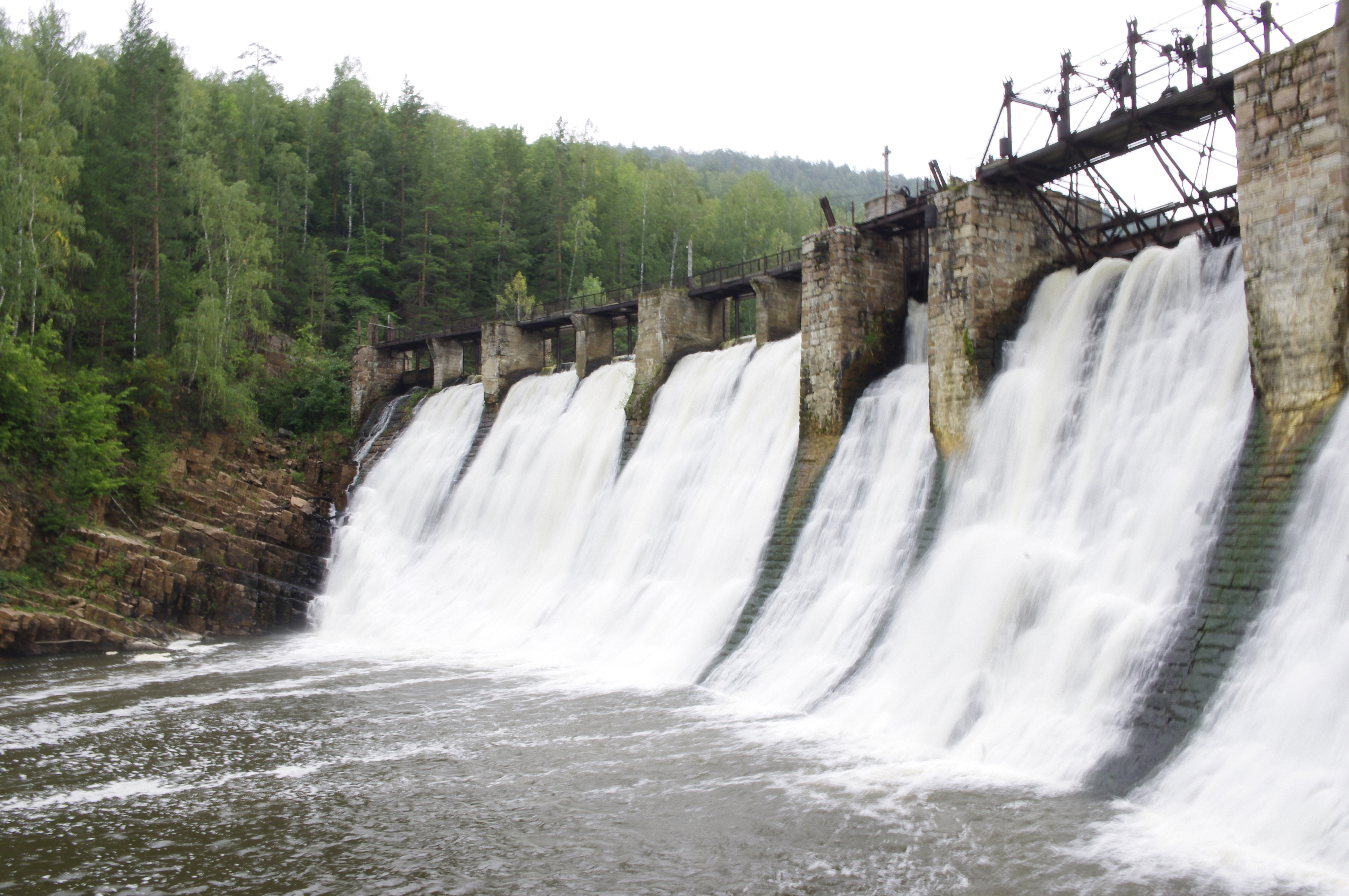
Porogi

### Po první světové válce
První hospodářský plán Sovětského svazu měl už v samotném názvu slovo elektrifikace.  V prosinci 1920 byl schválen plán obnovy a rozvoje Ruska s názvem Státní komise pro elektrifikaci Ruska (Государственная комиссия по электрификации России) s proslulou zkratkou GOELRO. Na vypracování plánu se podílela elita ruské akademické obce. Předsedou se stal Gleb Maximilinovič Křižanovskij, dlouholetý přítel Leninův a nadšený hydroenergetik, který již v roce 1910 předložil carské vládě projekt na vybudování velké vodní elektrárny na dolní Volze. Rozvoj vodní energetiky tak dostal zelenou v politické rovině, každopádně jednalo se o období poválečné hospodářské devastace, umocněné občanskou válkou. Sovětský svaz se navíc ocitl v politické i hospodářské izolaci. Ze zahraničních odborníků nevěřil v realizaci plánu GOELRO nikdo.

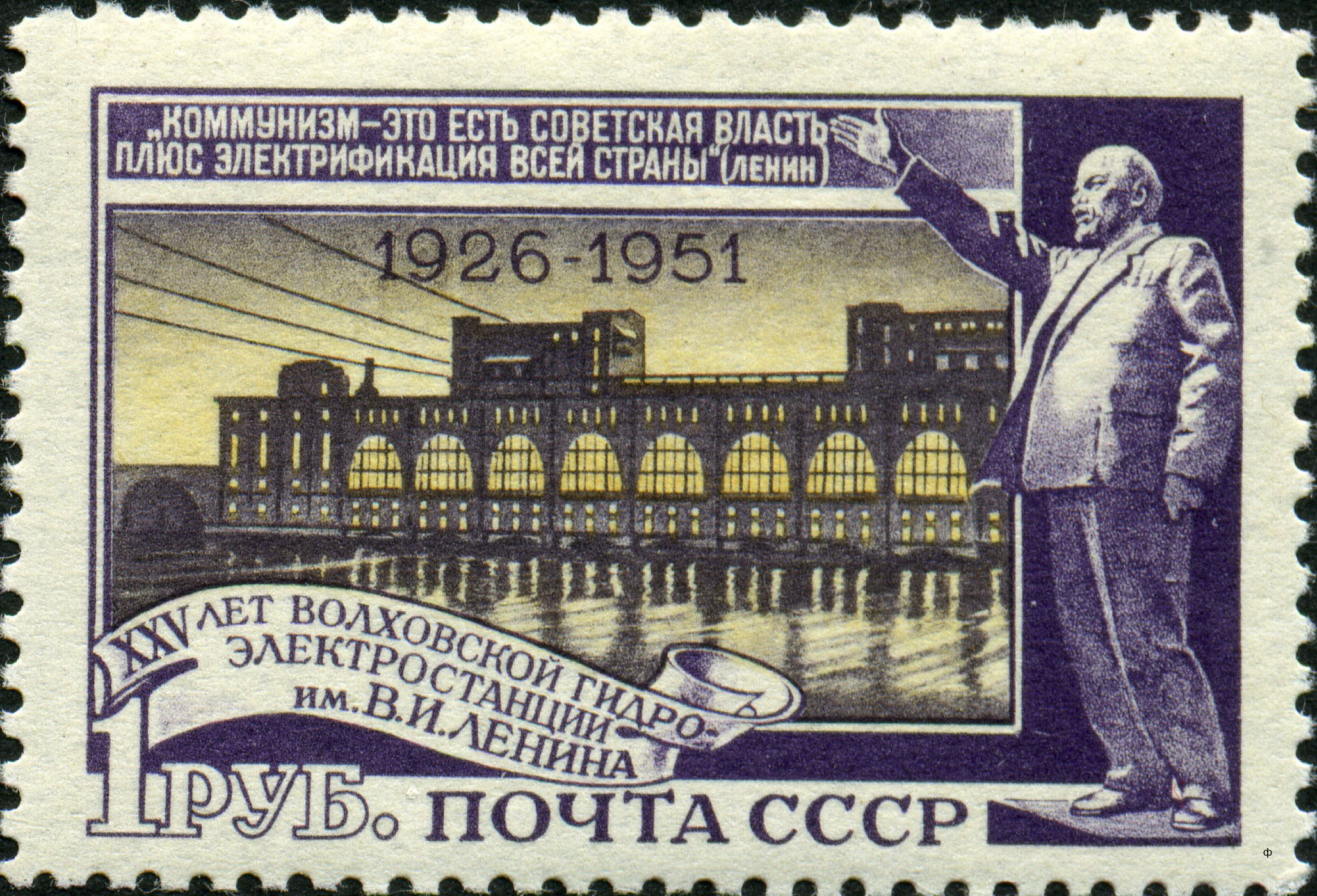
Volchovská elektrárna

Na příkaz Lenina byly skrovné devizové prostředky uvolněny na nákup turbín a generátorů z neutrálního Švédska a z vyšetřovací vazby propuštěn profesor Graftio. Prvním cílem sovětské vodní energetiky se stala řeka Volchov. V roce 1926 byla uvedena do provozu jako první vodní dítě GOELRO Volchovská elektrárna o výkonu 58 MW. Nejvýkonnější vodní elektrárnu Ruského impéria převyšovala výkonem více než 40 X.
Dalšími plánovanými vodními díly byly elektrárny na řece Svir s důležitými zdymadly na Mariinském dopravním systému, kaskáda elektráren v Karélii na řece Suna a vodní díla na horní Volze za účelem podpory sítě pro hlavní město Moskvu.
Nejprestižnějším projektem GOELRO však byla stavba na Dněpru. Začala v roce 1927 za dohledu autora projektu elektrárny Keokuk na Mississippi Hugh Lee Coopera. V roce 1939 sovětská elektrárna Dněproges dosáhla výkonu 560 MW a stala se třetí nejvýkonnější elektrárnou na světě a první v Evropě.
Zatímco dosažení a překonání celkových cílů plánu GOERLO bylo jednoznačným úspěchem, samotná vodní energetika v některých částech v termínech splněna nebyla. Budování vodních děl je mimořádně náročné na objem výkopových prací, které se v první polovině 20. století neobešlo bez dostatku pracovních sil. Osvědčené vězeňské práce bylo v masovém měřítku použito na stavbách Bělomořského a Moskevského průplavu, v omezené míře byla použita pouze při stavbě elektráren na Volze.
V časovém skluzu byla stavba Hornosvirské elektrárny. Elektrárny na Volze zastihla druhá světová válka v době kolaudace prvních agregátů.

### Druhá světová válka
V průběhu Velké vlastenecké války sehrály vodní elektrárny významnou a dramatickou roli. Před rychle postupujícími nepřátelskými vojsky bylo mnoho vodních děl zničeno, pokud nebyl dostatek času k evakuaci zařízení dále na východ. Hráz na Dněpru byla zničena během tajné akce NKVD při významných ztrátách na vlastním obyvatelstvu i v řadách ustupující Rudé armády. Finskými vojsky byly zabrány a zničeny Donosvirská a Kondopožská elektrárna. Hydroagregáty na Volchovu byly odvezeny na Ural a na původním místě pracoval pouze 1 MW agregát pro zajištění provozu železnice a i ten byl připraven k sebezničení.
Potřeba vybudování průmyslu na Uralu vyvolala horečnou stavební aktivitu na místních řekách, ze které však nakonec kromě několika výjimek zůstalo pouze množství stavenišť vodních děl, zarostlých časem opět lesem.

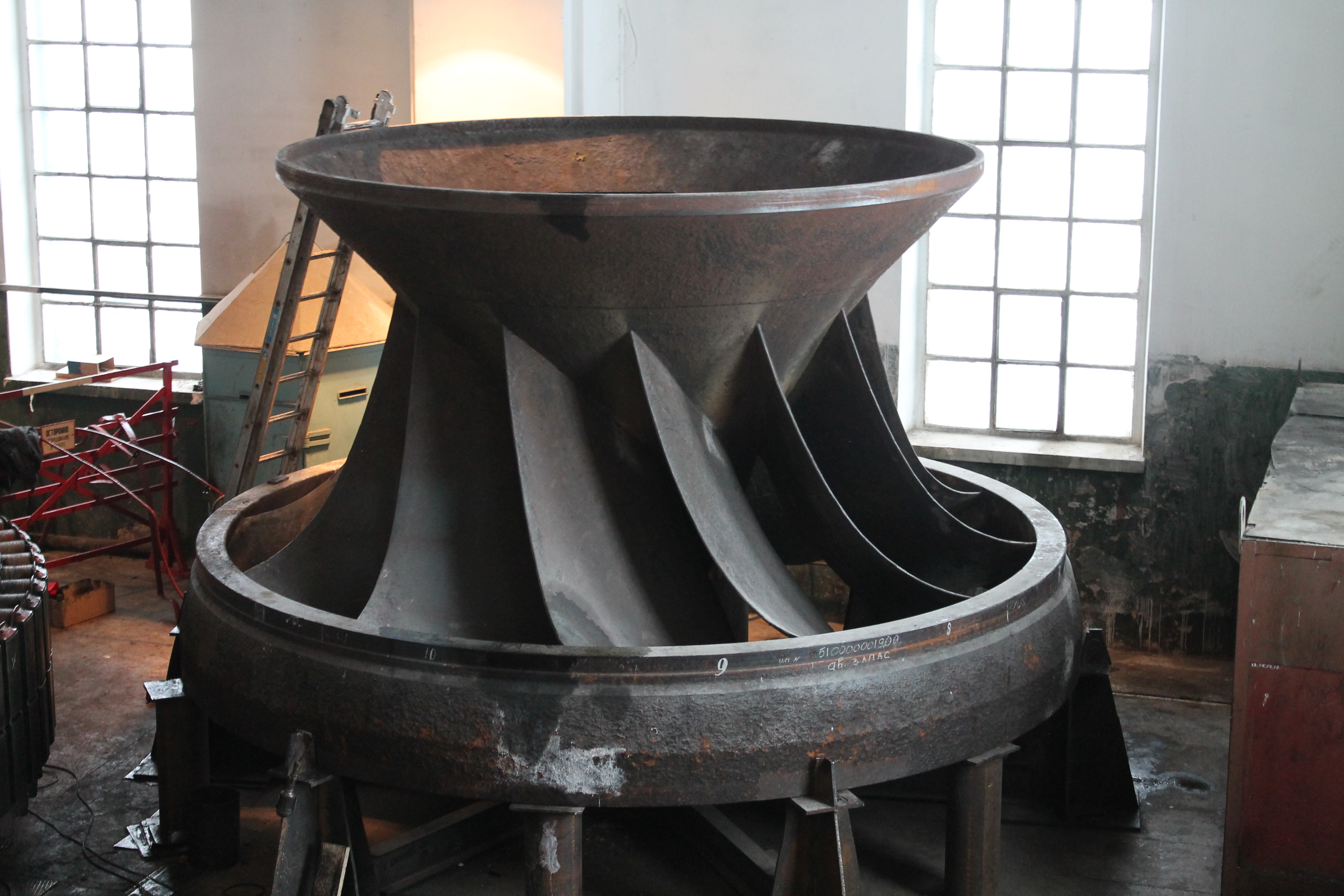
Turbína pro obležený Leningrad

Po stabilizaci fronty zůstaly v sovětských rukách kromě Volchovské elektrárny ještě elektrárny na horní Volze, jejichž nepřerušený provoz byl významným příspěvkem k obraně Moskvy. Ivaňkovská elektrárna pracovala pouze s jednou ze dvou jednotek, která byla podminována v očekávání německého záboru. Po vytvoření ledové pokrývky byla Ivaňkovská přehrada vypuštěna, aby rozlámaný led hladiny vytvořil překážku německému postupu. Ugličská elektrárna byla pokryta dřevěnými deskami s maskovacím nátěrem a agregáty Rybinské elektrárny byl teprve uváděny do provozu pod plátěnou střechou. Obsluhu všech elektráren zajišťovaly dívky ve věku od 14 let.
 Během válečných let vyrobily vodní elektrárny v Ugliči a Rybinsku přibližně 4 miliardy kWh elektřiny, čímž ušetřily 5 milionů tun tuhého paliva. Po celou dobu byly stanice provozovány za podmínek velkého nedostatku energie v rozvodném systému, frekvence proudu v síti často klesla pod 45 Hz při standardních 50 Hz. Bylo zaznamenáno, že tento režim provozu nepůsobil nepříznivě na zařízení vodních elektráren, na rozdíl od elektráren tepelných.
Volchovská elektrárna nakonec sehrála významnou roli při prolomení energetické blokády Leningradu. Před nástupem druhé zimy v období blokády se fronta již stabilizovala natolik, že některé agregáty odvezené na Ural byly přivezeny zpět a zprovozněny. Na dně Ladožského jezera byl během tajné noční akce položen kabel a později byly do hladiny jezera zamraženy sloupy pro vzdušné vedení. Obležené město pak dostalo od Volchovu energii, která umožnila plně obnovit veřejnou dopravu a obyvatelé si mohli v každé domácnosti rozsvítit každý den na dvě hodiny 40 W žárovku, což mělo obrovský psychický význam.
S postupem fronty na západ se začalo ihned s obnovou elektráren na osvobozeném území.

### Poválečné období

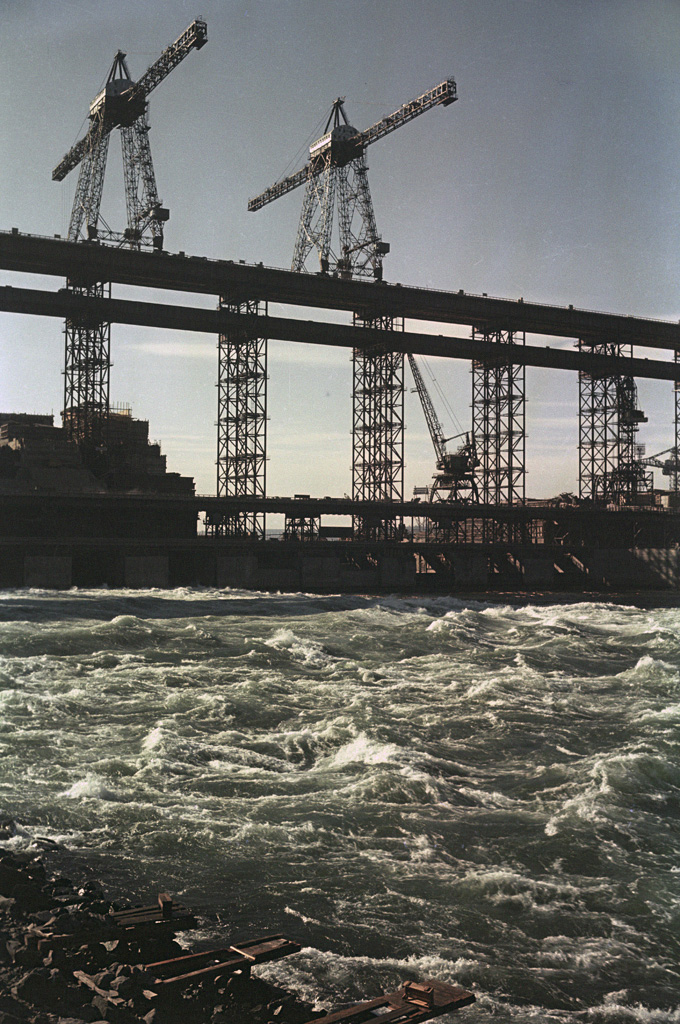
Angara u Bratsku v roce 1960

Poválečná obnova se soustředila na kaskádu na řece Svir, a to nejen z důvodů energetických, ale především plavebních.
V poválečném období již Sovětský průmysl disponoval schopnostmi vyvíjet i vyrábět největší turbíny i generátory vlastními zdroji. Dostavením Dněprogesu se sovětské vodní stavitelství se zahraniční pomocí dostalo na přední místo v Evropě, soustředění pracovních sil na dolní Volze a později na Sibiři uvedlo vlastními silami Sovětský svaz na přední místo ve světovém měřítku.
Vězeňské pracovní síly bylo v masovém měřítku použito při výstavbě Kujbyšebské (Žiguljovské), Stalingradské(Volžské) a Cimjlanské elektrárny. Poslední dílo bylo budováno spolu s Volžsko-donským průplavem, kde byly vlastní lidské zdroje rozšířeny ještě o výrazný příspěvek německých zajatců.  Po amnestii v roce 1953 prudce poklesl počet pracovních sil a v březnu 1958 byl jako poslední masový pracovní tábor zrušen Kunějevlag, s jehož pomocí byla dostavěna Kujbyševská elektrárna.
Dne 9. prosince 1960 dosáhla elektrárna Stalingrad (dnes Volžská elektrárna) kapacity 2 415 MW a stala se nejvýkonnější vodní elektrárnou na světě. Na Saratovské elektrárně na Volze byly instalovány turbíny sovětské výroby o největší htnosti na světě.
Následkem hromadných amnestií přibylo v civilní sféře velké množství lidí s praxí ve vodním stavitelství, kteří spolu s lidmi, kteří během války přišli o domov, tvořili základ lidských zdrojů pro další výstavbu. Tyto síly spolu s údernými brigádami Komsomolu zajistily dostatečné personální krytí na Sibiři, podporované navíc až trojnásobnými mzdami oproti výdělkům v centrálních oblastech.  Vzrostl počet a výkon techniky, především sklápěcích nákladních automobilů. Bratská elektrárna o výkonu 4 500 MW na Angaře udržela sovětské prvenství v letech 1963-1971, do roku 1983 pak Krasnojarská elektrárna na Jeniseji.
Základním konstrukčním typem nejvýkonnějších děl se stala gravitační železobetonová hráz s budovou elektrárny na úpatí a s Francisovými turbínami. Výjimku tvořily klenbová hráz nejvýkonnější ruské elektrárny Sajansko-šušenské a pilířová konstrukce Zejské elektrárny s diagonálními turbínami.

### Po rozpadu Sovětského Svazu
Světového prvenství dosáhlo sovětské vodní stavitelství i ve výšce sypaných hrází. Tato světová prvenství připadla spolu s elektrárnami na Irtyši nové vzniklým středoasijským státům. Kaskáda vodních děl na Dněpru je majetkem samostatné Ukrajiny, odvážná vysokotlaká díla na Kavkaze majetkem Gruzie a Ázerbájdžánu.
V 90. letech byla výstavba velkých vodních děl v Rusku pozastavena nebo výrazně omezena. Hlavním zdrojem přerušení byly nevyjasněné majetkové vztahy, ale i prudký nárůst ekologických aktivita a vliv církve v případě zatápění pozemků. Největším vodním dílem, zasaženým těmito komplikacemi byla Bugučanská elektrárna, jejíž výstavba začala v roce 1978 a která byla uvedena do provozu až v roce 2014. První velkou vodní elektrárnou, která byla vybudována od počátku v období samostatného Ruska je Nižněburejská elektrárna na Dálném Východě.  Diskuse o zatápěných plochách v povodí Kamy a Volhy stále drží hladinu přehradních jezer Dolnokamské a Čeboksarské elektrárny na úrovni pro poloviční výkon v režimu zvýšeného opotřebení. Výrazný odpor proti další výstavbě velkých elektráren s potřebou rozsáhlých přehradních jezer představuje organizace Plotina.net.

## Osobnosti
Zatímco technologické samostatnosti dosáhlo Rusko v oblasti výstavby velkých vodních děl až během 30. let 20. století, v případě odborného zázemí se mohlo obracet na dostatečné vlastní zdroje kdykoli. Již sám Michail Vasiljevič Lomonosov studoval působení vodní síly a ve své továrně na barevné sklo v Usť-Rudici sám navrhl řešení vodního pohonu provozů. Na téma „Kterak voda na sklonu rychlost svou uvyšuje a jakou silou pak bije“ si dopisoval s dalším významným petrohradským vědcem Leonardem Eulerem. A byl to Leonard Euler, kdo první navrhl princip moderní turbíny s rotorem a pevnými návodnými lopatkami.
Základní metoda matematického popisu hydrodynamických procesů, energetická bilance zvaná Bernouliho rovnice, vznikla rovněž v Petrohradu, Z celkového počtu 75 prací týkajících se chování kapaliny publikoval Daniel Bernoulli 45 ve věstníku Petrohradské akademie věd.
První dálkový přenos elektrické energie pomocí střídavého napětí uskutečnil v Německu absolvent Petrohradské polytechniky ruského původu Michail Osipovič Dolivo-Dobrovolský, pět let před srbským vynálezcem Teslou.  První paralelní zapojení dvou elektráren do energetického systému na světě uskutečnili v podhůří Kavkazu petrohradští akademici Michail Andrejevič Šateten a Genrich Osipovič Graftio. O čtyři roky později provedl toto zapojení ve Švýcarsku absolvent Petrohradské university, Polák Gabriel Narutowitz, který byl později díky světovému odbornému věhlasu zvolen prvním presidentem svobodného Polska.  

Po Říjnové revoluci sice došlo k částečnému úniku mozků, nicméně většina odborného potenciálu země pokračovala ve své činnosti ve své vlasti. Pod jejich vedením a dohledem se Rusko definitivně vypořádalo s technologickou zaostalostí a byla vybudována největší vodní díla v Evropě a později na světě.   

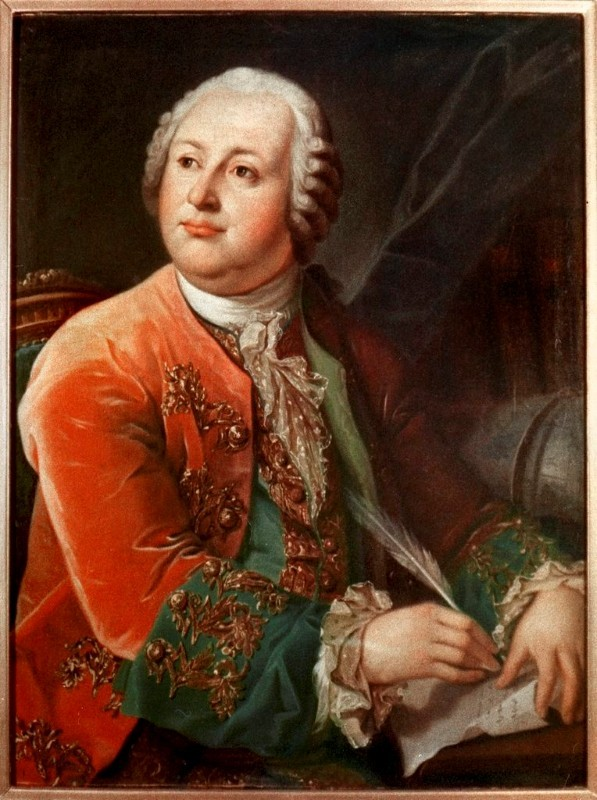
Michail Vasiljevič Lomonosov
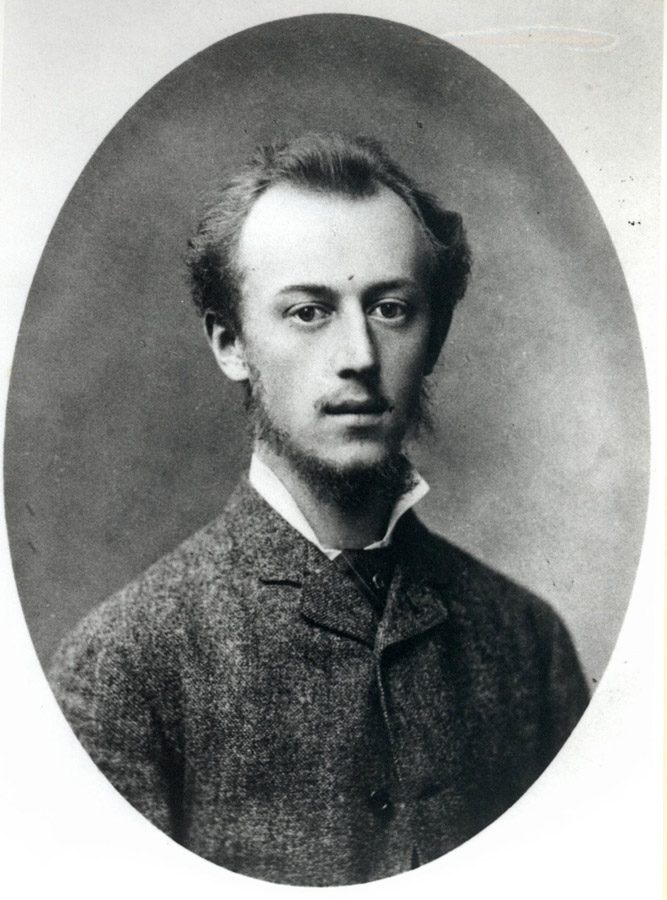
Michail Dolivo-Dobrovolskij
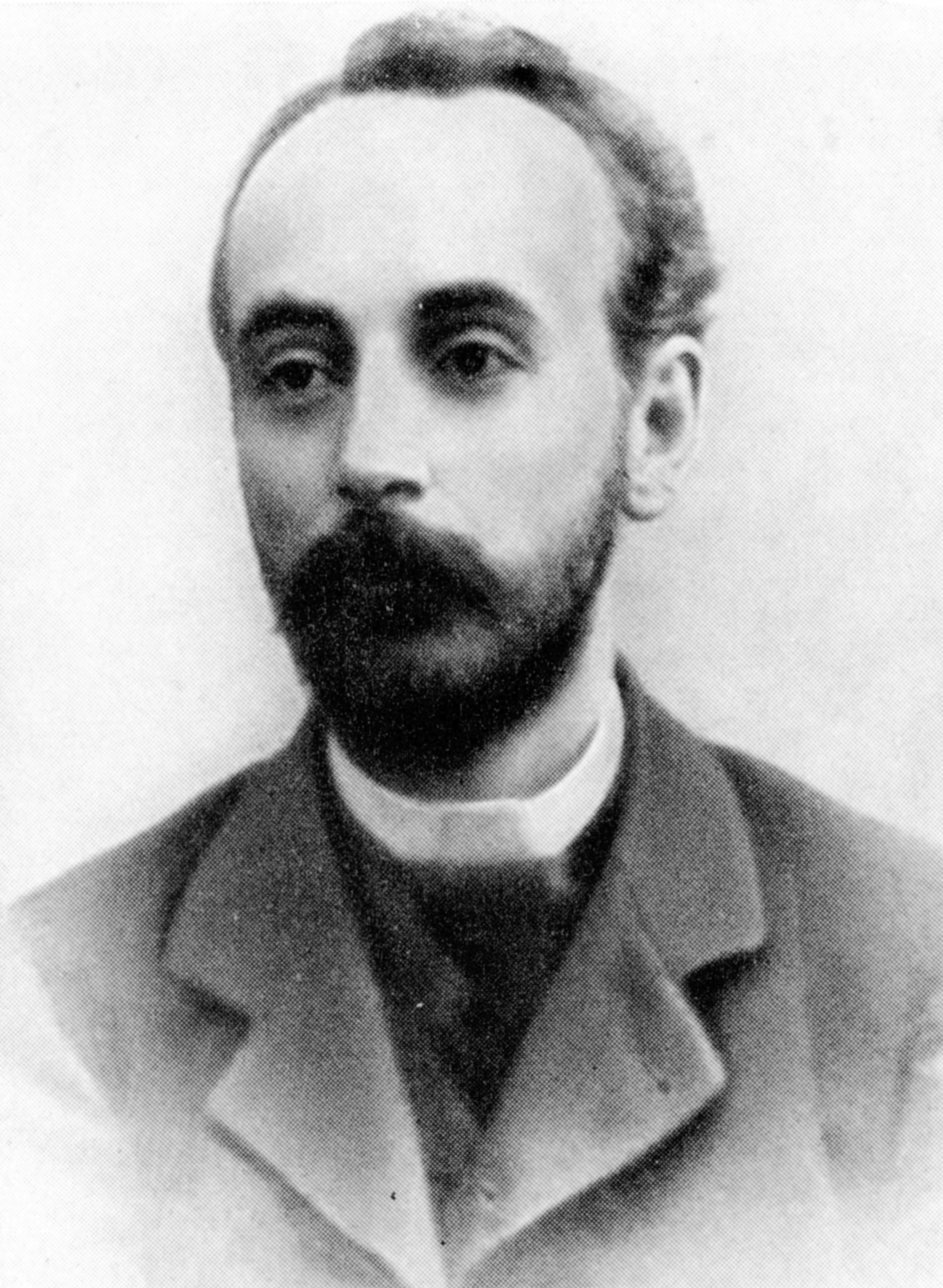
Gleb Maximilianovič Křižanovskij
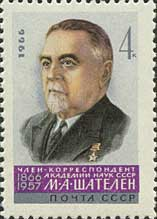
Michail Andrejevič Šatelen
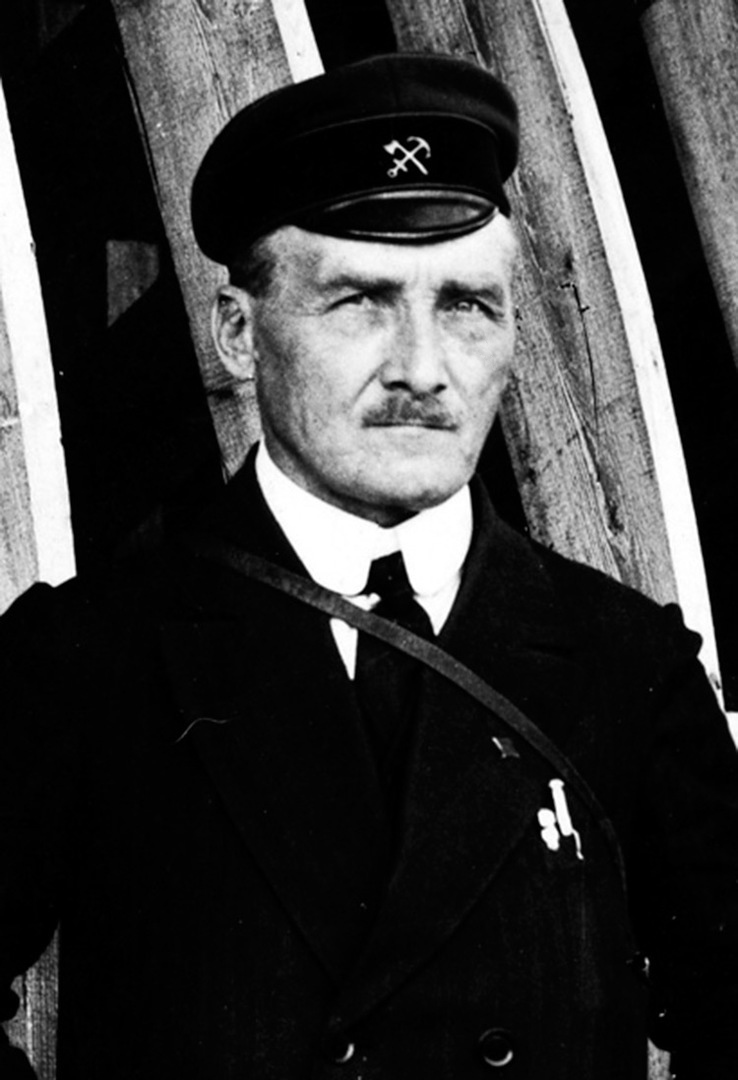
Genrich Osipovič Graftio
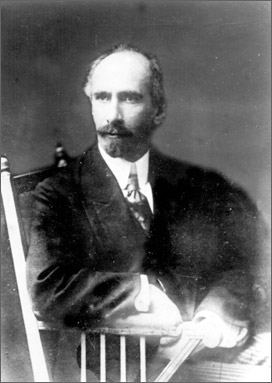
Ivan Gavrilovič Alexandrov
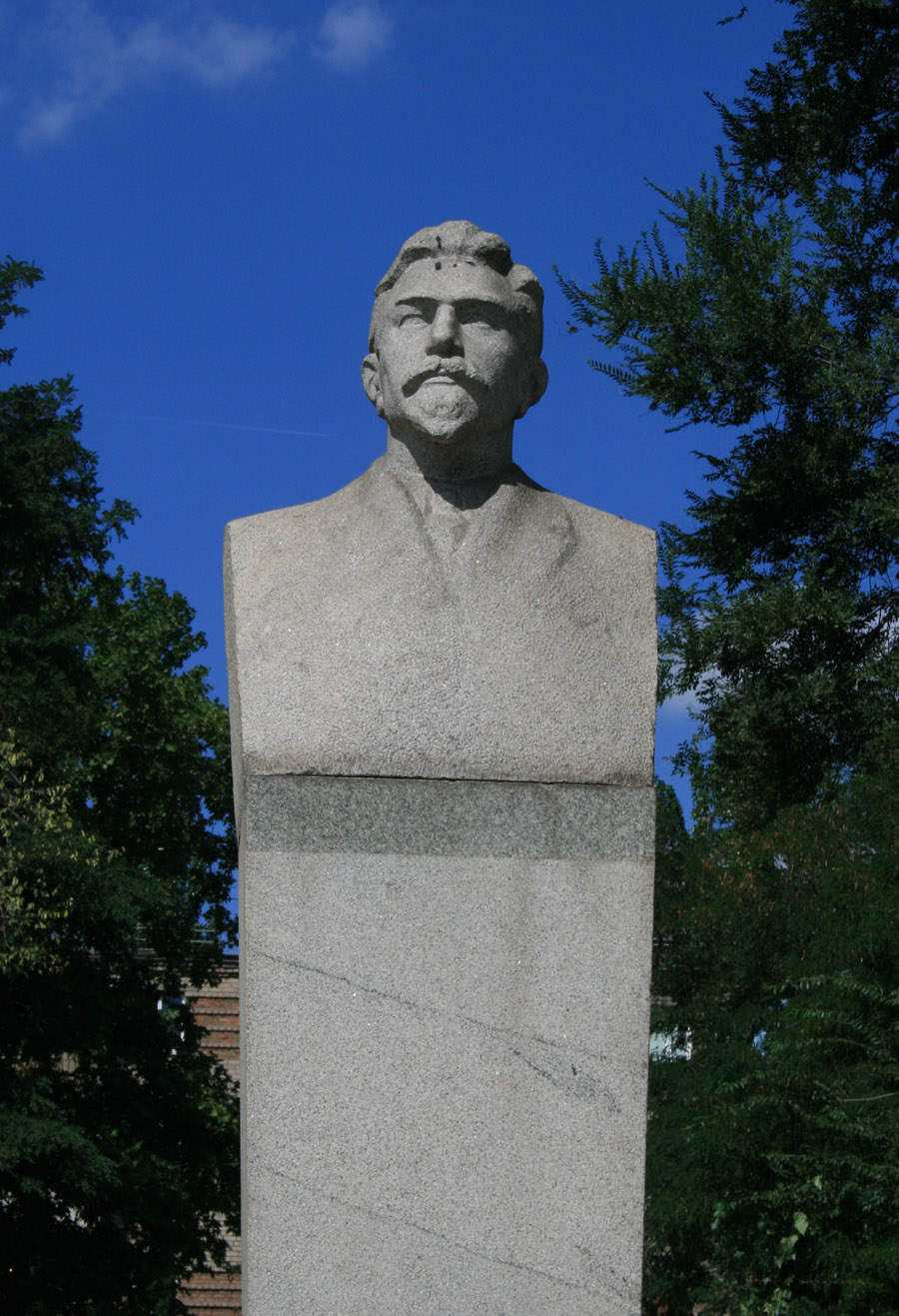
Alexandr Vasiljevič Vinter

## Zeměpisné členění

### Severozápad
Význam Petrohradu jako hlavního města předurčoval severozápadní oblasti Ruského impéria pro první snahy o budování energetického zázemí. Jižní povodí Něvy se navíc nacházelo i v zájmu vodní dopravy ze směru od úrodných oblastí v povodí horní Volhy. Povrch území je zformován ledovcovou činností a vodní toky překonávají četné prahy i vodopády. Pozornost vždy přitahovala viditelná energie Narevských a Kivačských vodopádů.  
Na vodní toky severozápadu se soustředil i plán GOERLO. Volchovská elektrárna byla prvním dílem sovětského úsilí, vybudování energetických stupňů na řece Svir vyžadoval strategický význam řeky jako dopravní cesty mezi Baltem, Volhou a Bílým mořem.
Do oblasti spadají i elektrárny vybudované na finském území, které se později staly součástí Ruska. Třebaže v oblasti severozápadu se nenachází největší vodní díla, hustotou středních elektráren setrvávají na prvním místě. Jako energetický celek jsou majetkem společnosti TGK-1.

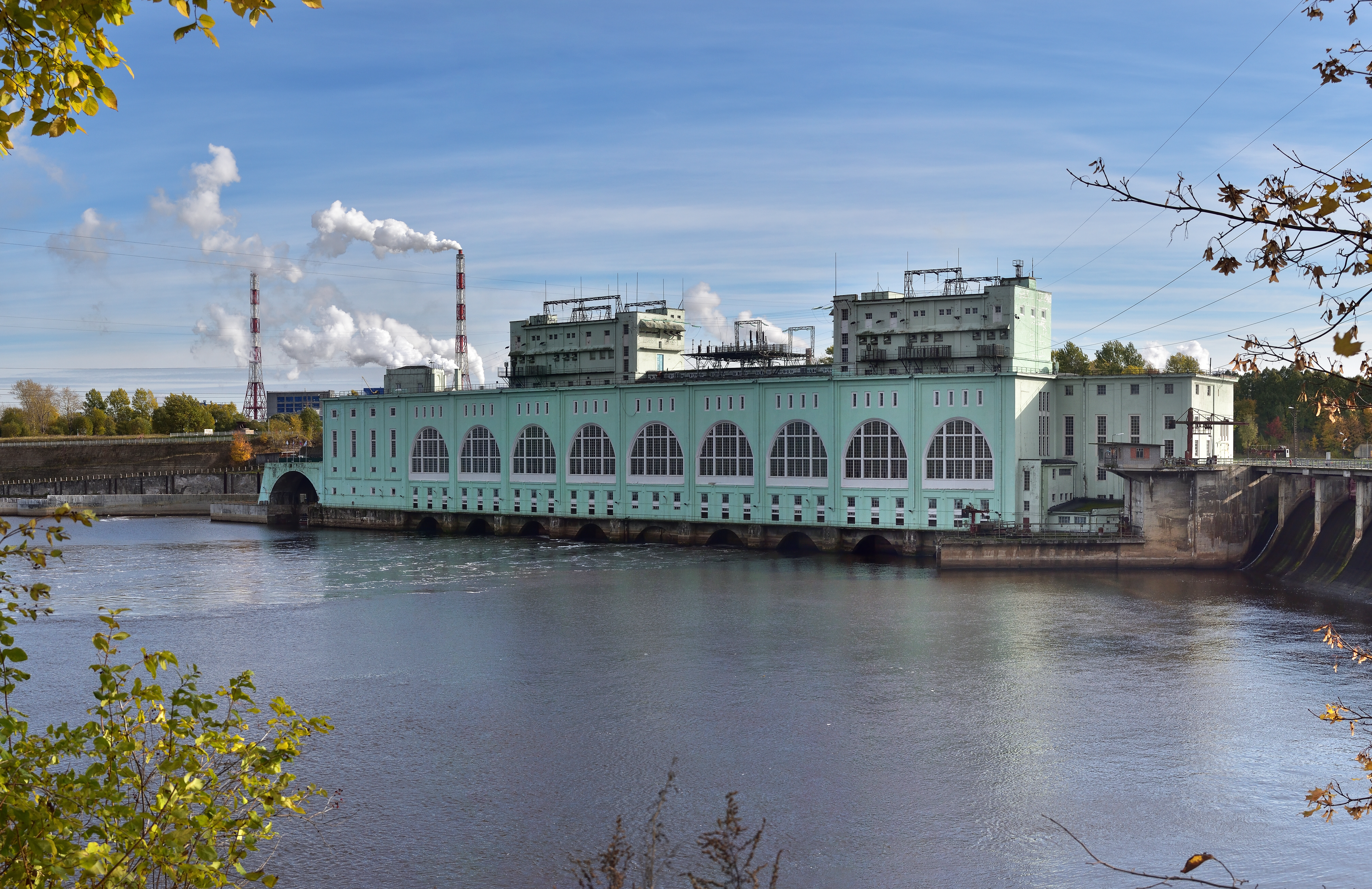
Volchovská
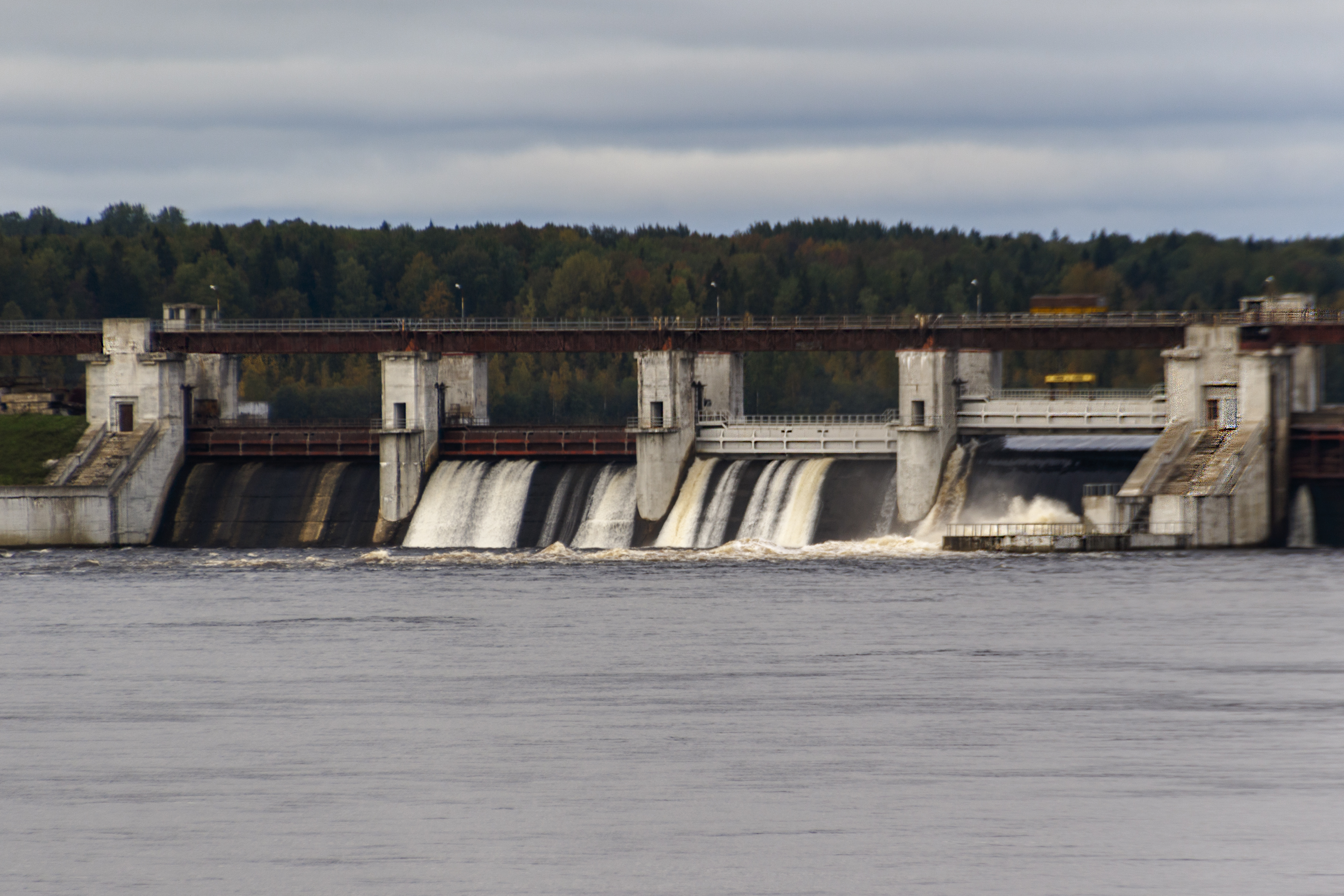
Dolnosvirská
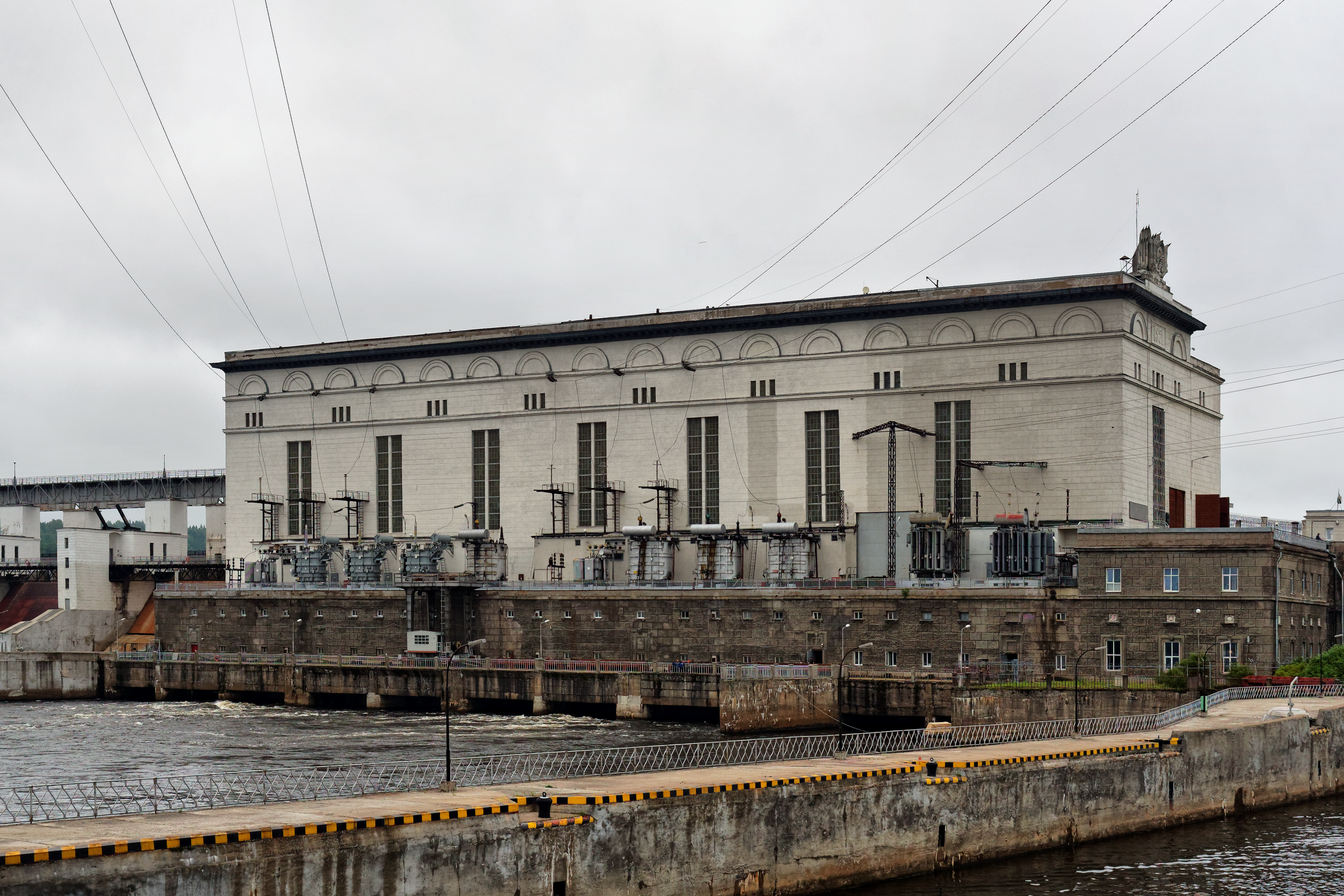
Hornosvirská
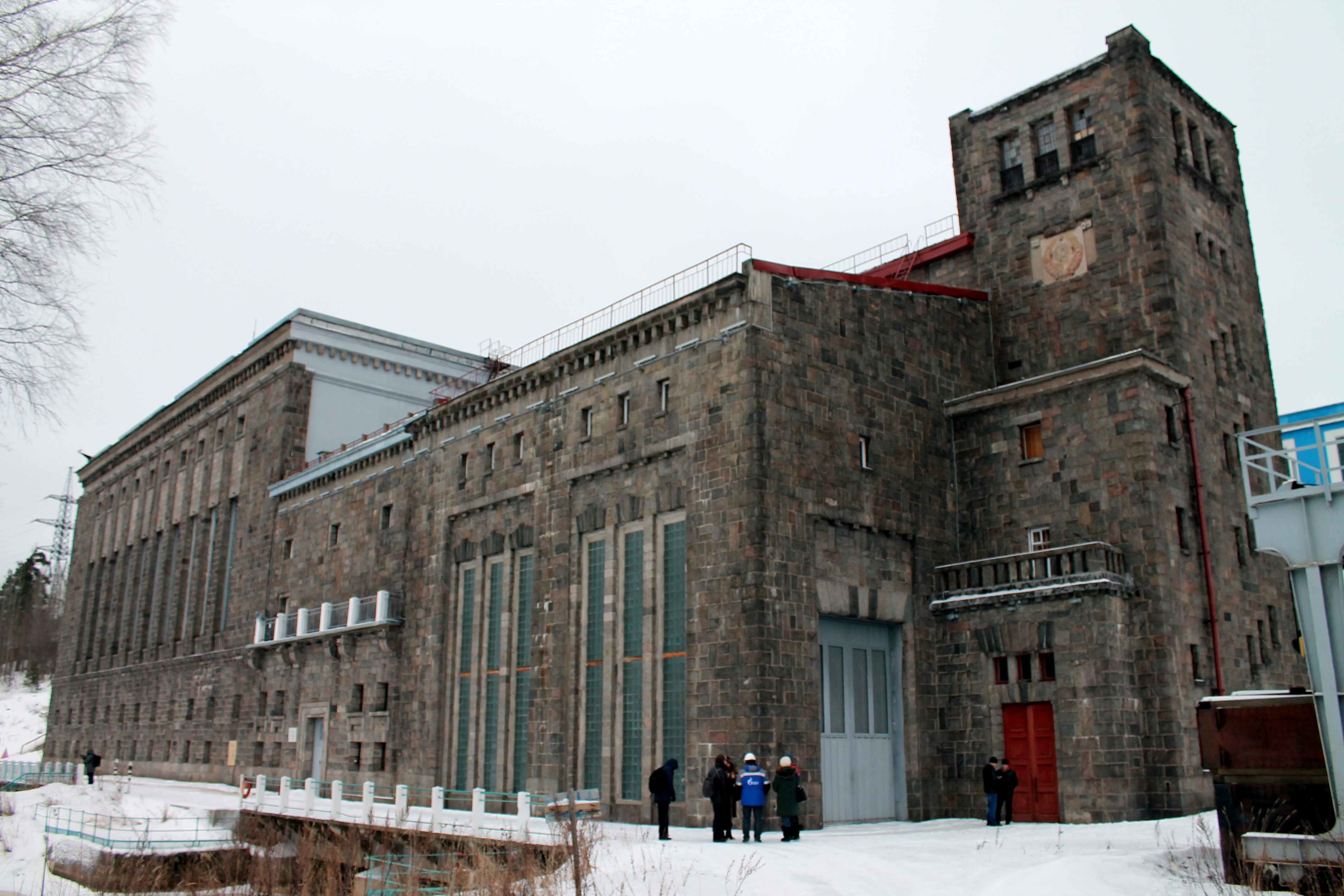
Kondopožská
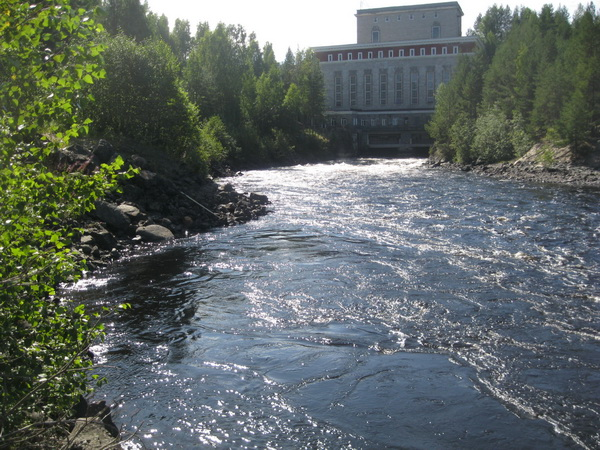
Paleozjorská
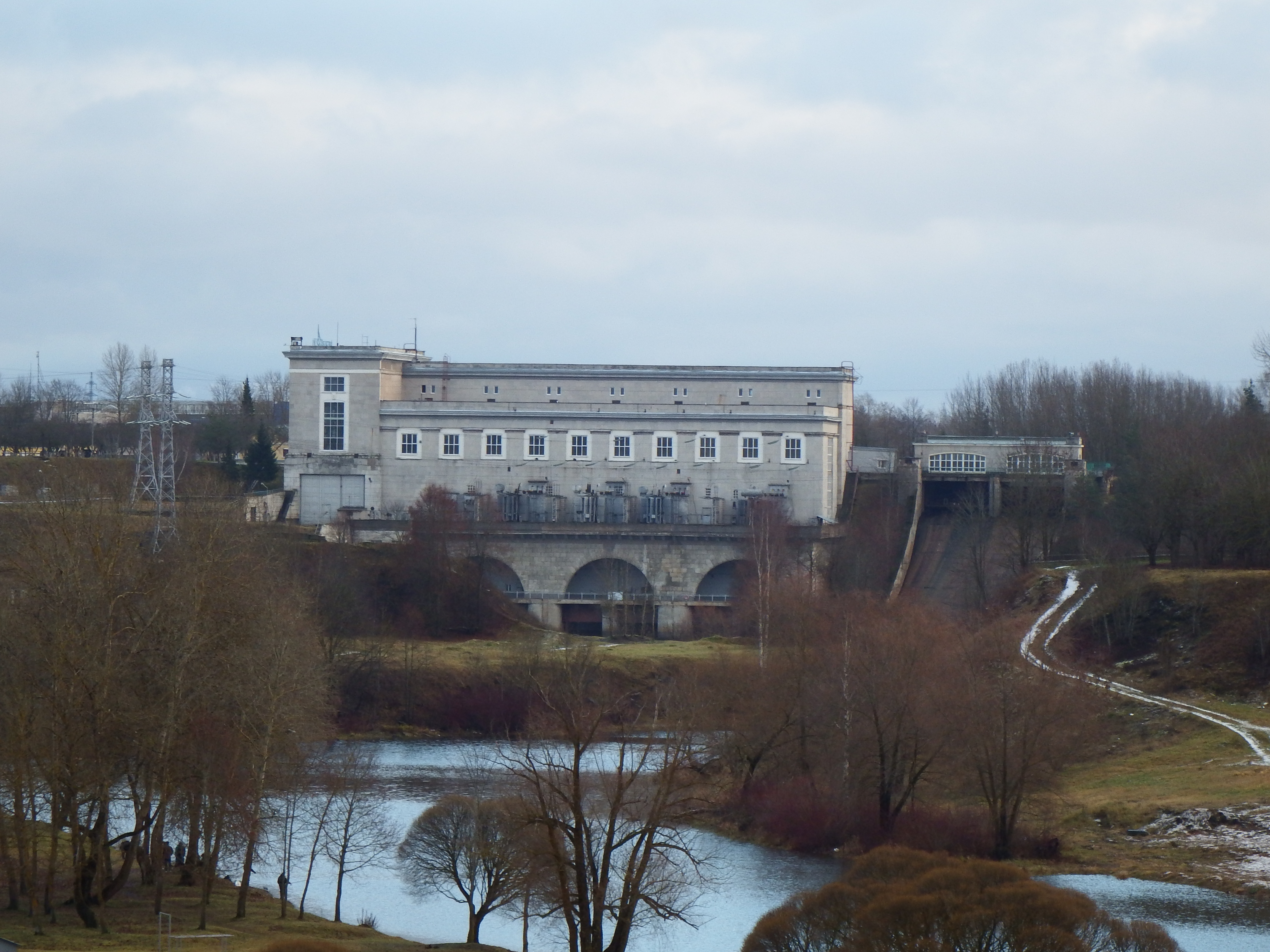
Narevská

### Centrální oblast
Ve zprávě Ruské technické společnosti z roku 1913 nalezneme mezi řekami technické využitelnosti pouze horní Volhu po soutok s Šeksnou v Rybinsku. Dále zde nalezneme i řeku Šeksnu, což je dáno její dobrou povědomostí jako součásti Mariinské vodní cesty. Průtok Volhy od soutoku se Šeksnou je považován za nezpracovatelný a ve zprávě se pouze uvažuje dílčí zpracování na příbřežních kanálech. Přesto již v roce 1910 předložil Gleb Křižanovskij plán na vybudování vodních děl v údolí u Žiguljovských hor. Teprve dostatek zkušeností se zpracováním velkých průtoků na širokých řekách, získaných při výstavbě Dněprogesu a zkušenosti s budováním vodních děl na stlačitelném podloží, získaných při výstavbě děl na Volchovu a Sviru, bylo přistoupeno k budování velkých přehrad nejen na dolní a střední Volze, ale i na jejím nejvodnatějším přítoku Kamě.
Volžko-kamská kaskáda je jednou ze tří nejvýkonnějších kaskád ruské hydroenergetiky. 

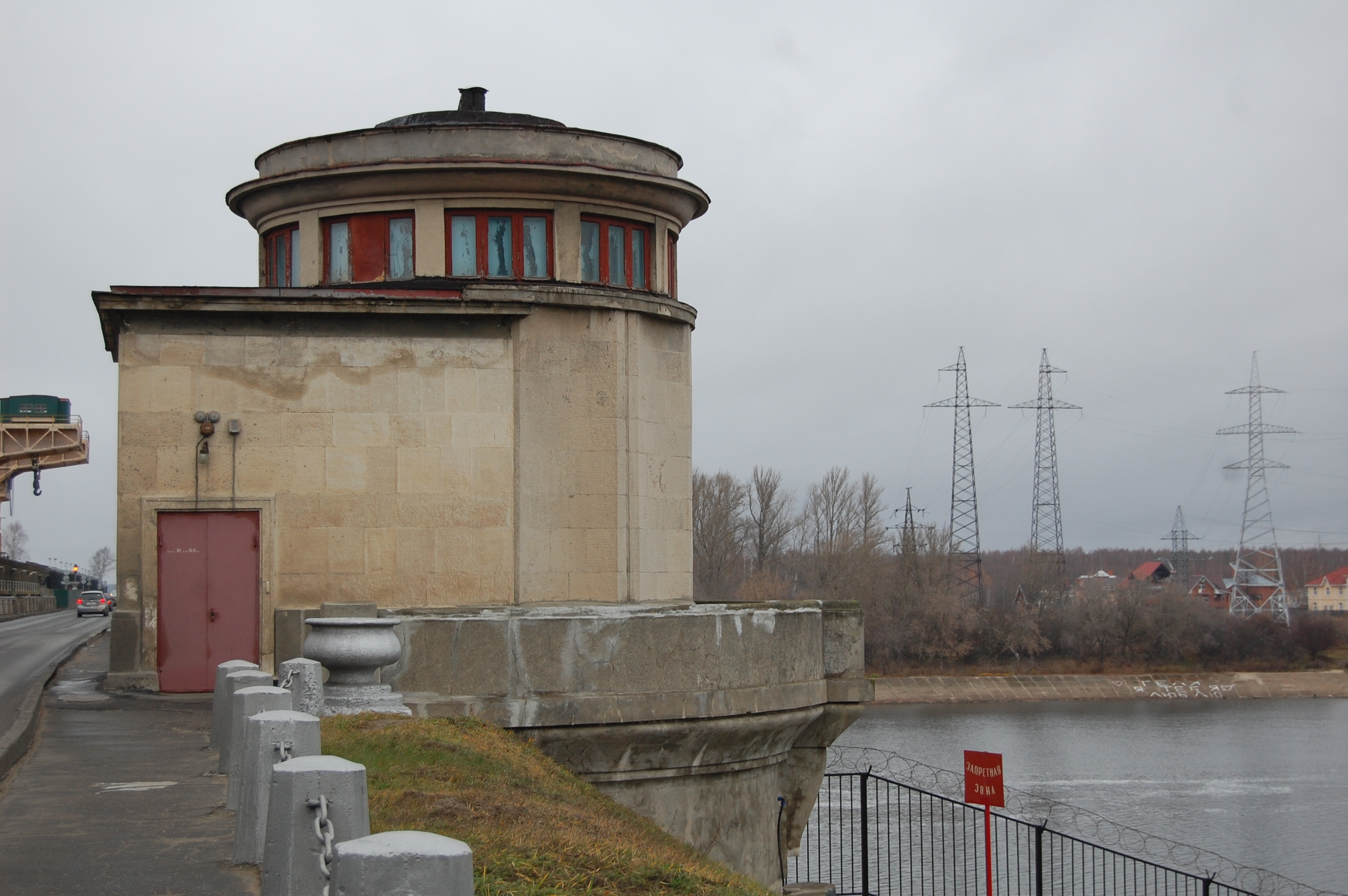
Ivaňkovská
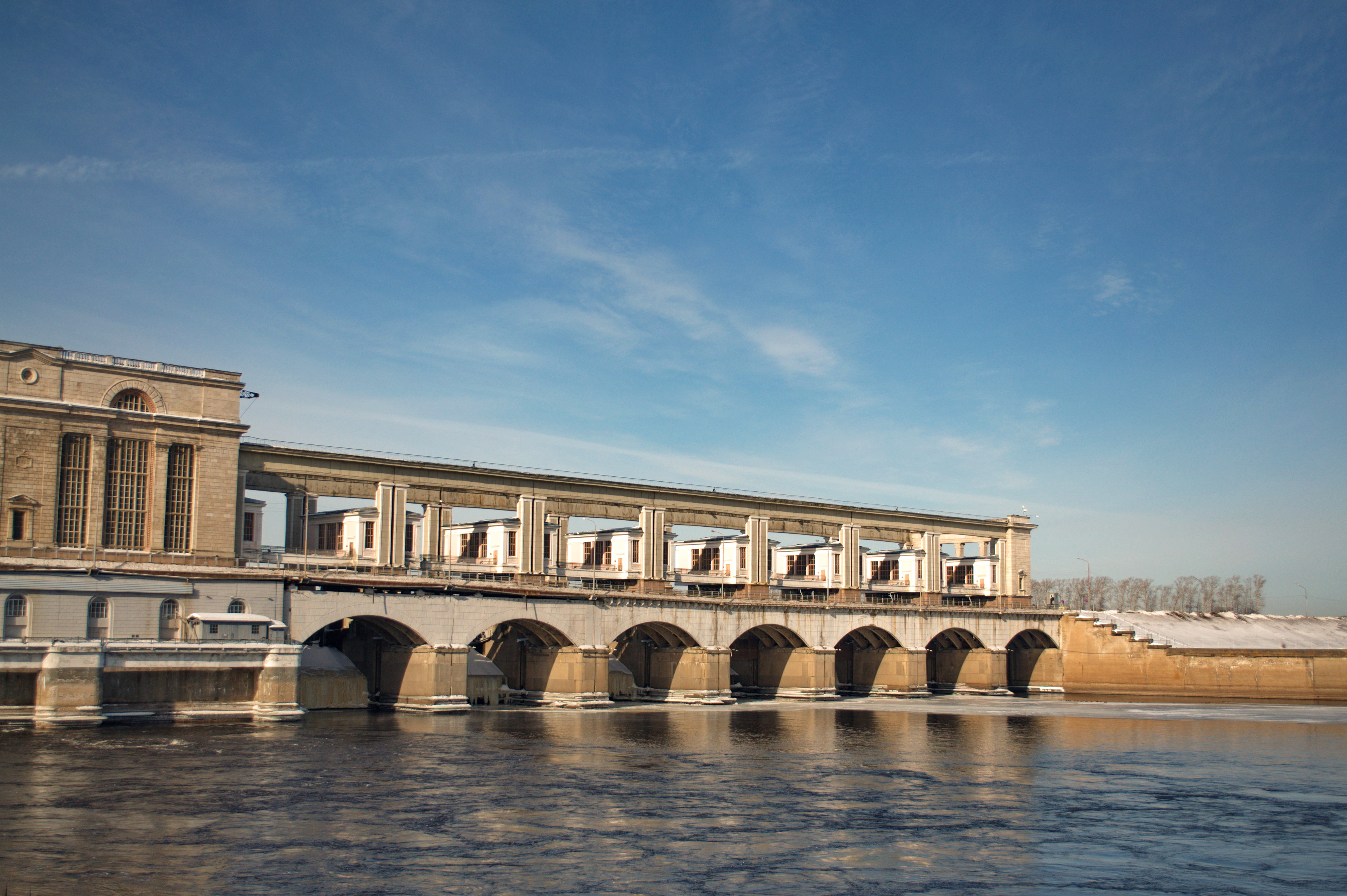
Ugličská
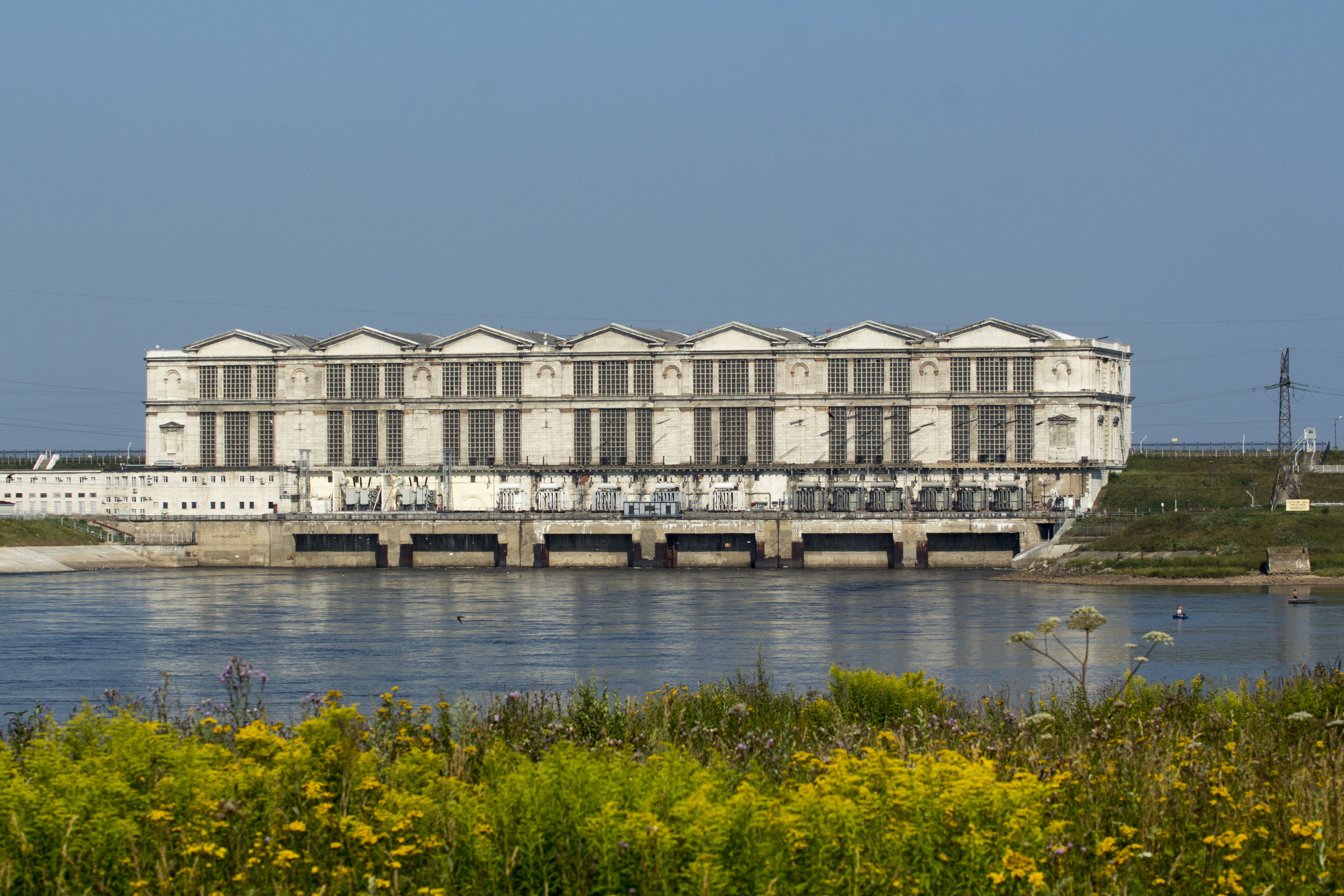
Rybinská
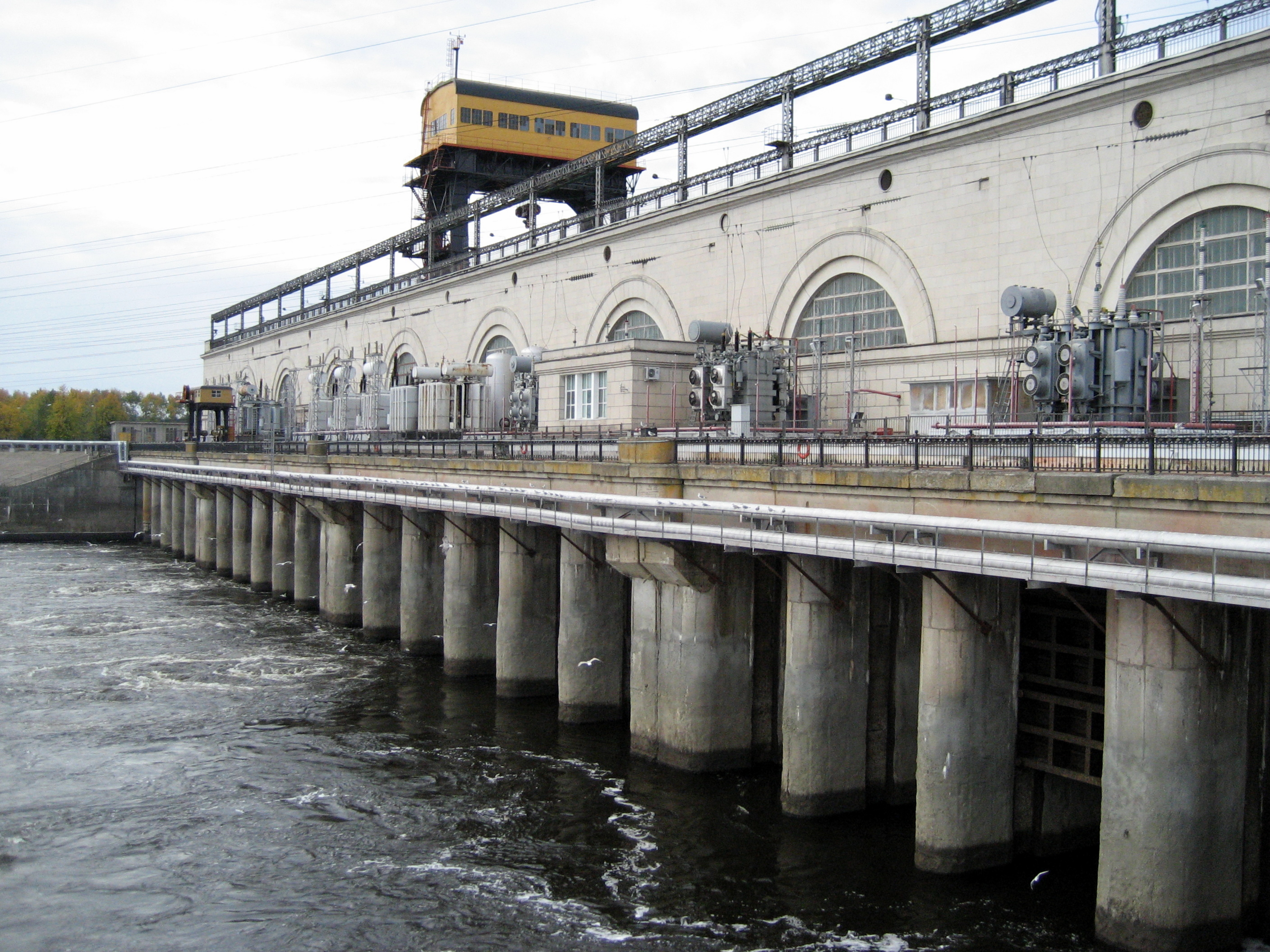
Nižněnovgorodská
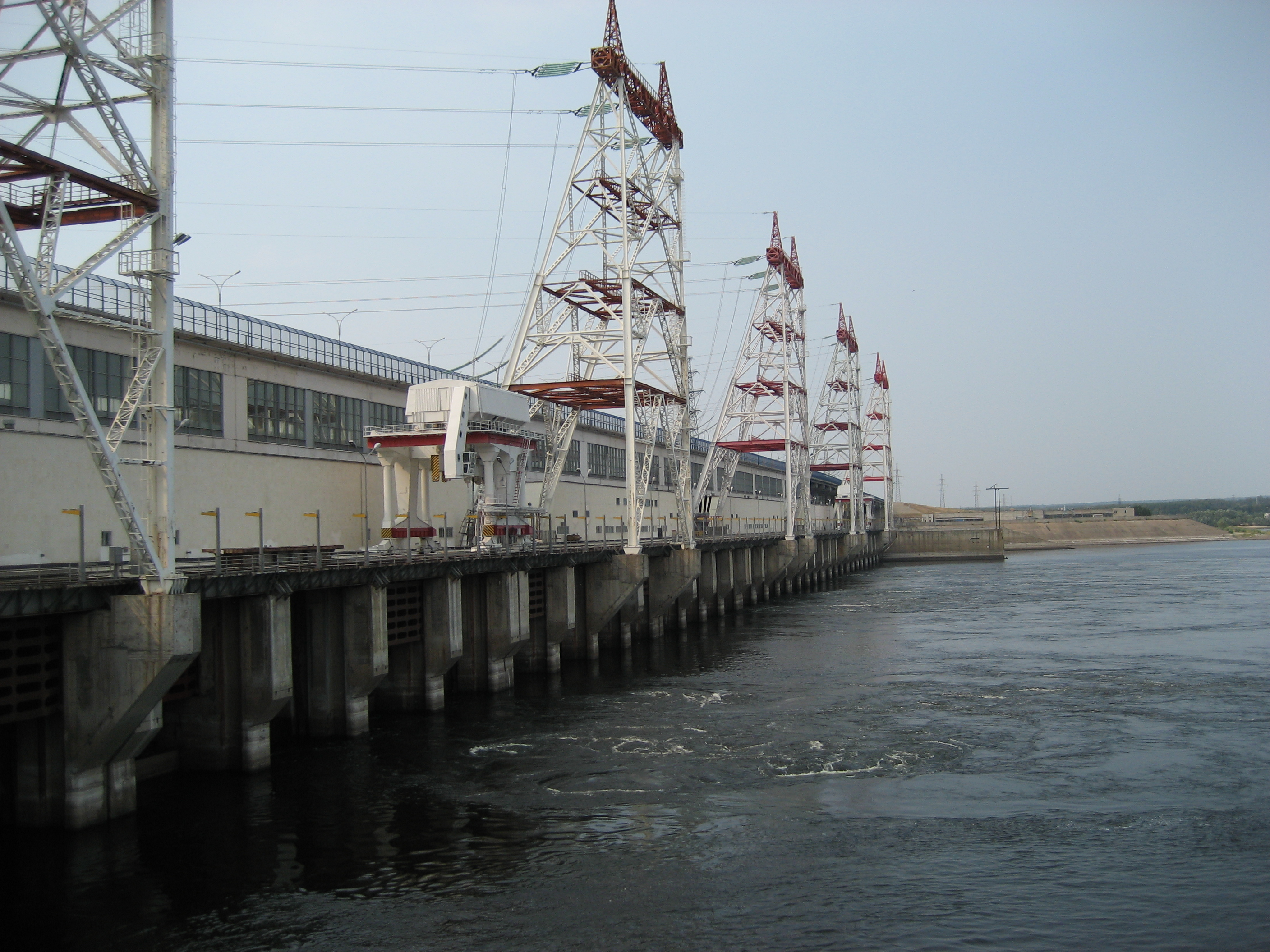
Čeboksarská
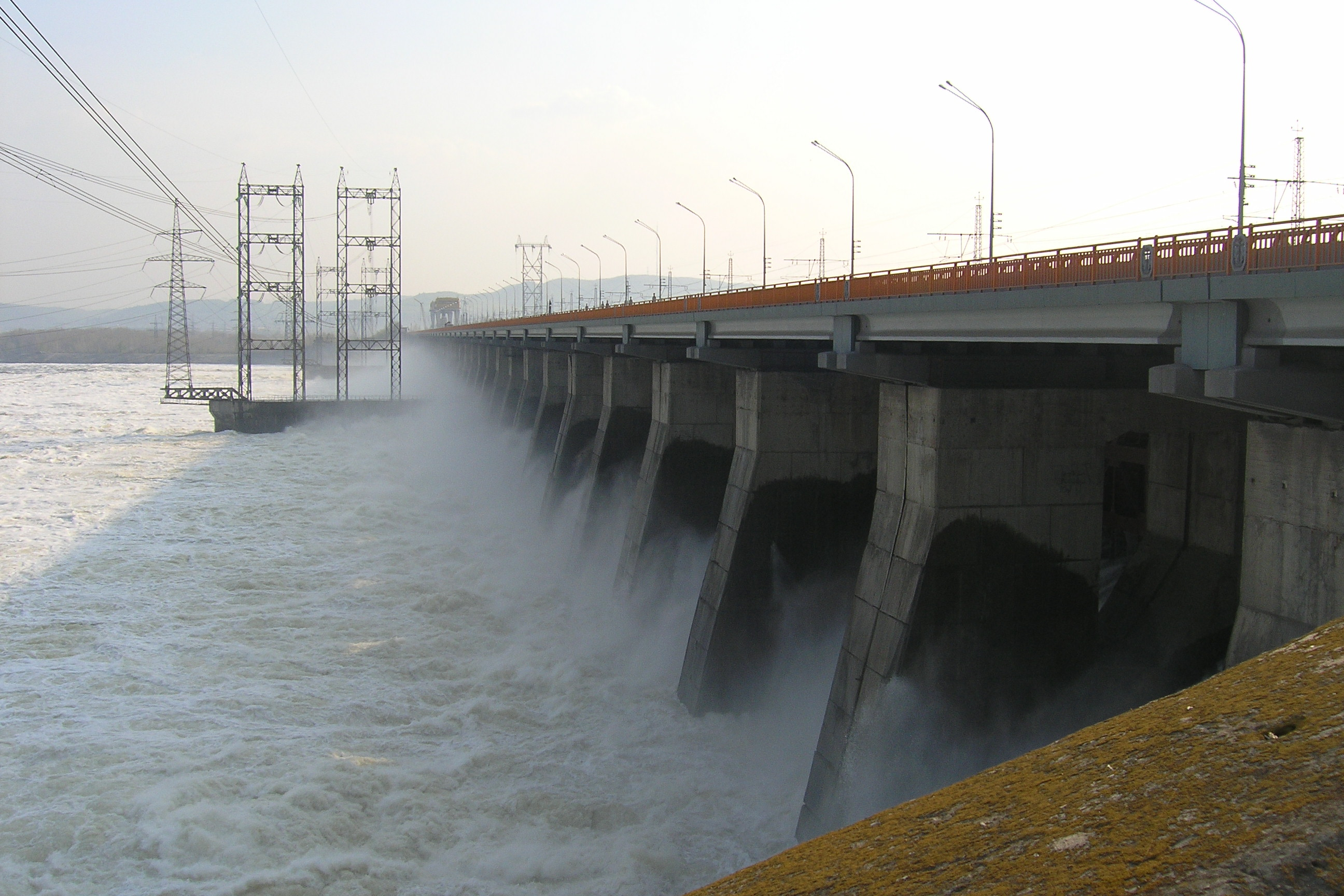
Žiguljovská
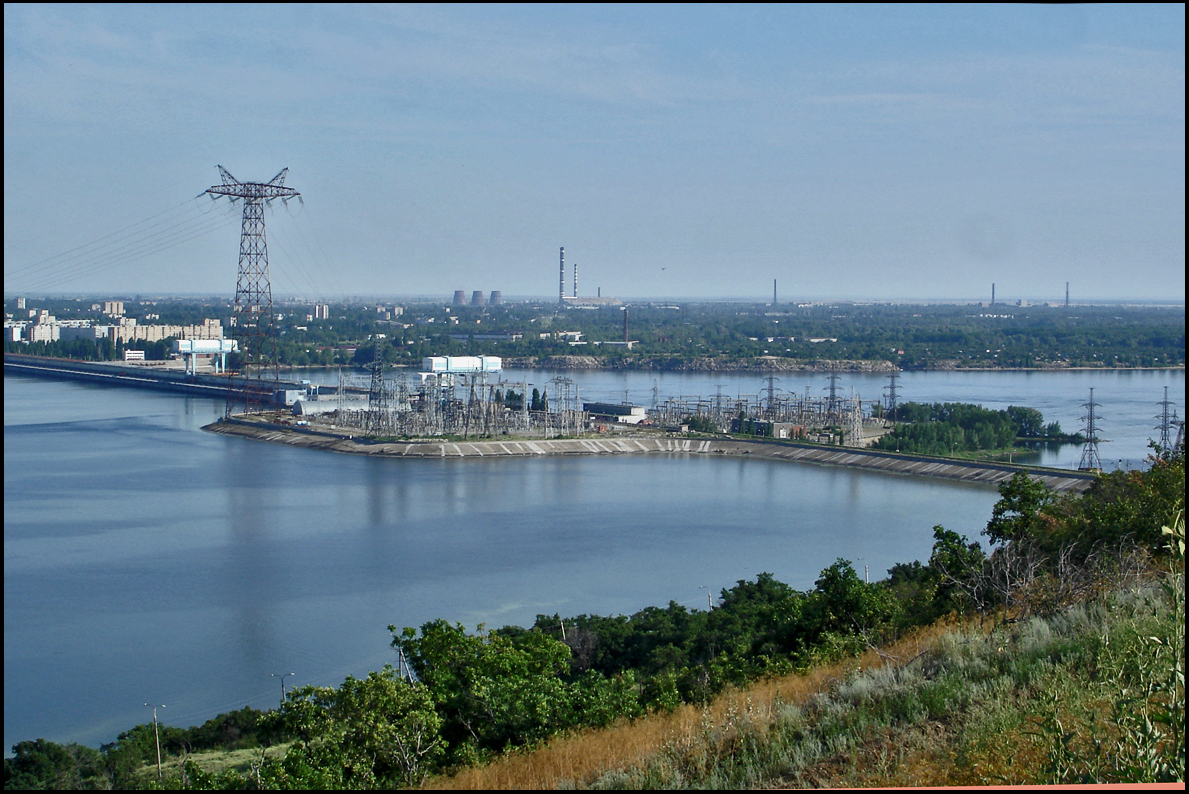
Saratovská
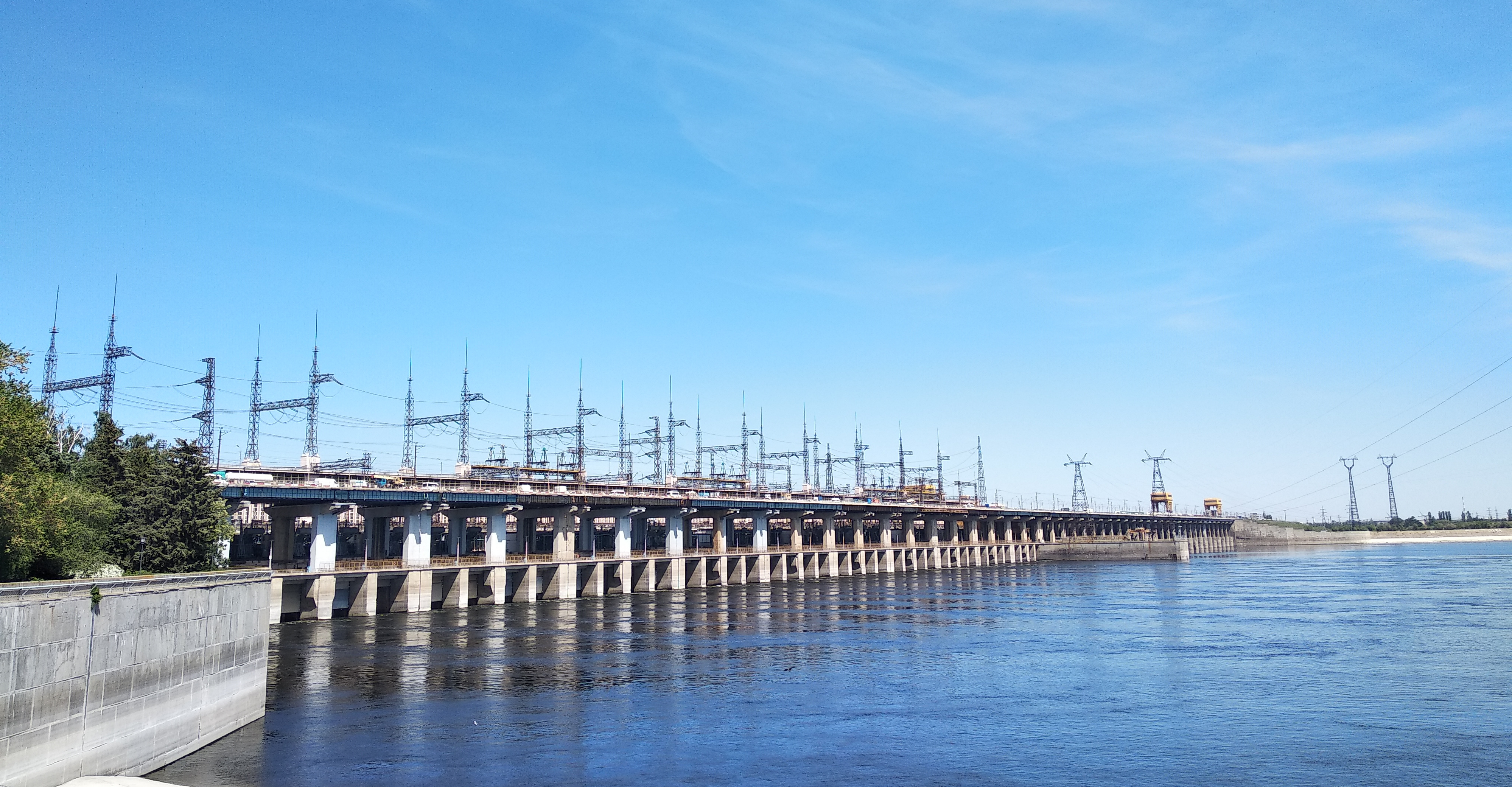
Volžská

Spolu s budováním hráze u Volgogradu, byl vybudován i Volžsko-donský průplav, jehož nedílnou součástí je i Cimljanská elektrárna. Ta však pracuje v podřízeném režimu vůči potřebám splavnosti a zavlažování. Stejně tak i Šeksninská vodní elektrárna od počátku produkovala energii v druhotném významu vůči dopravě na Volžko-baltské vodní cestě. 

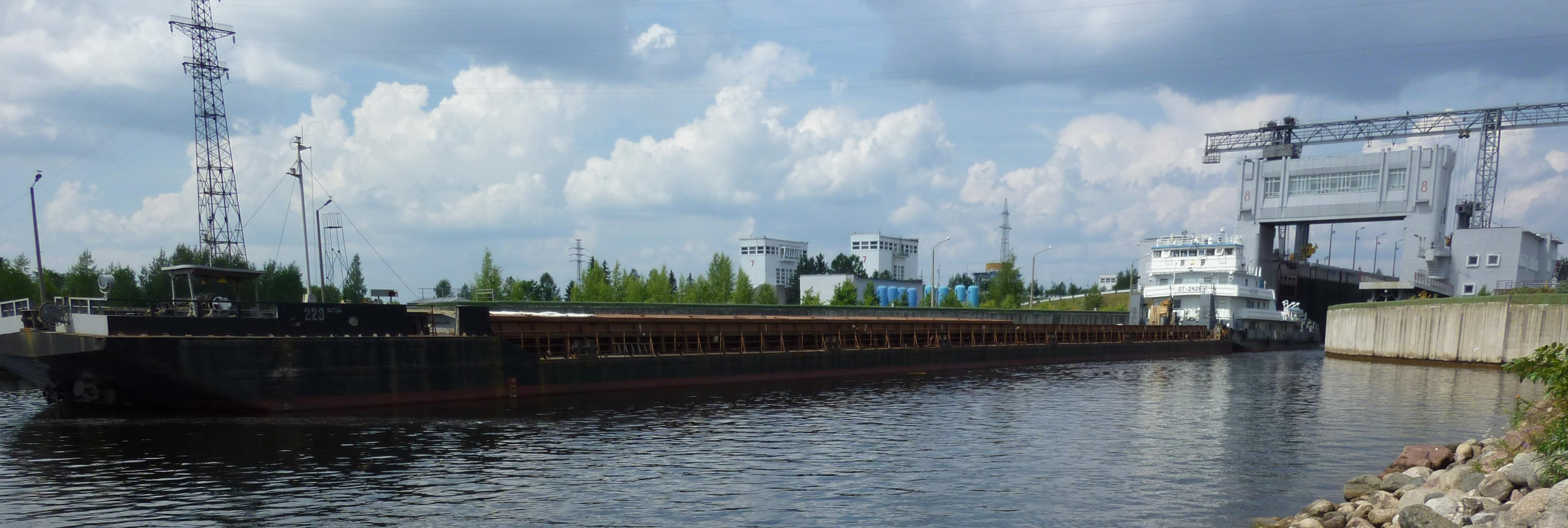
Šeksninská
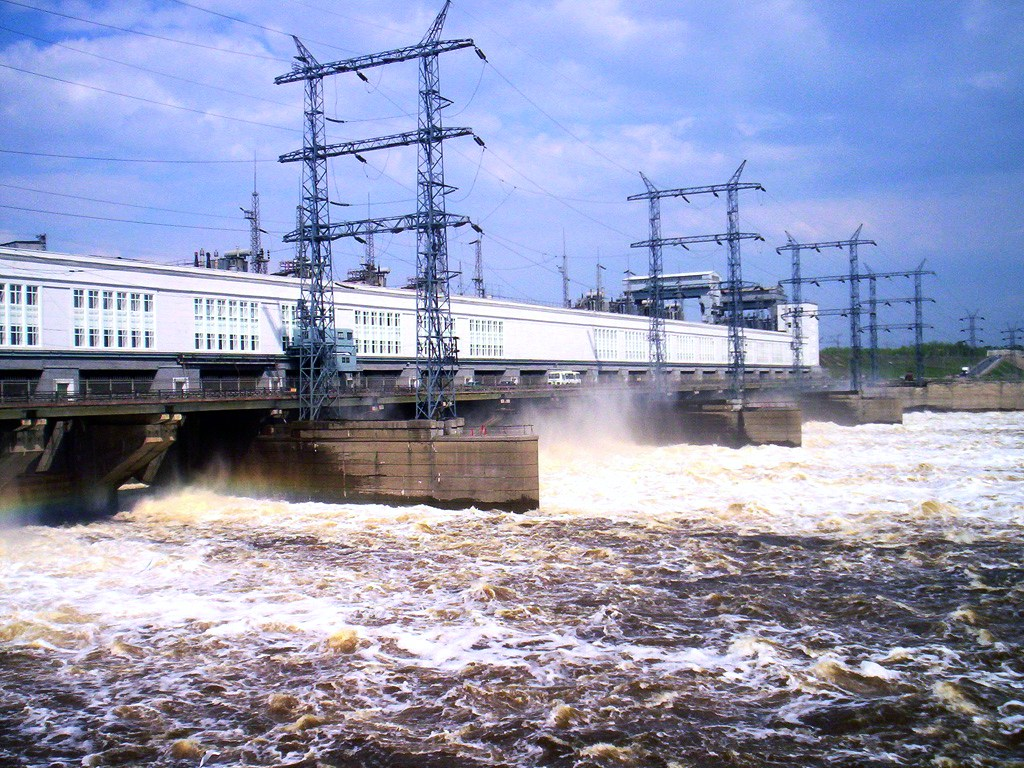
Kamská
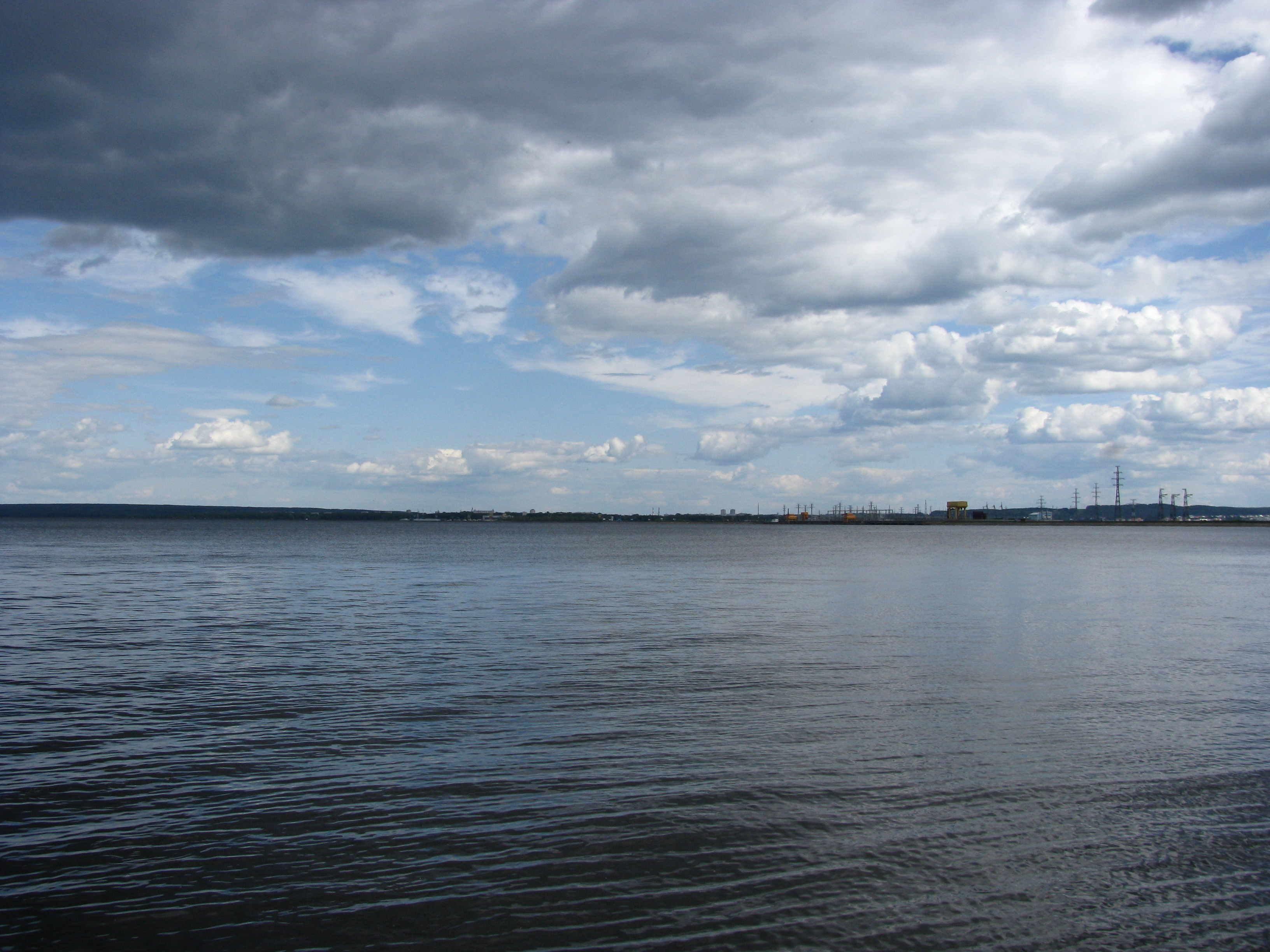
Votkinská
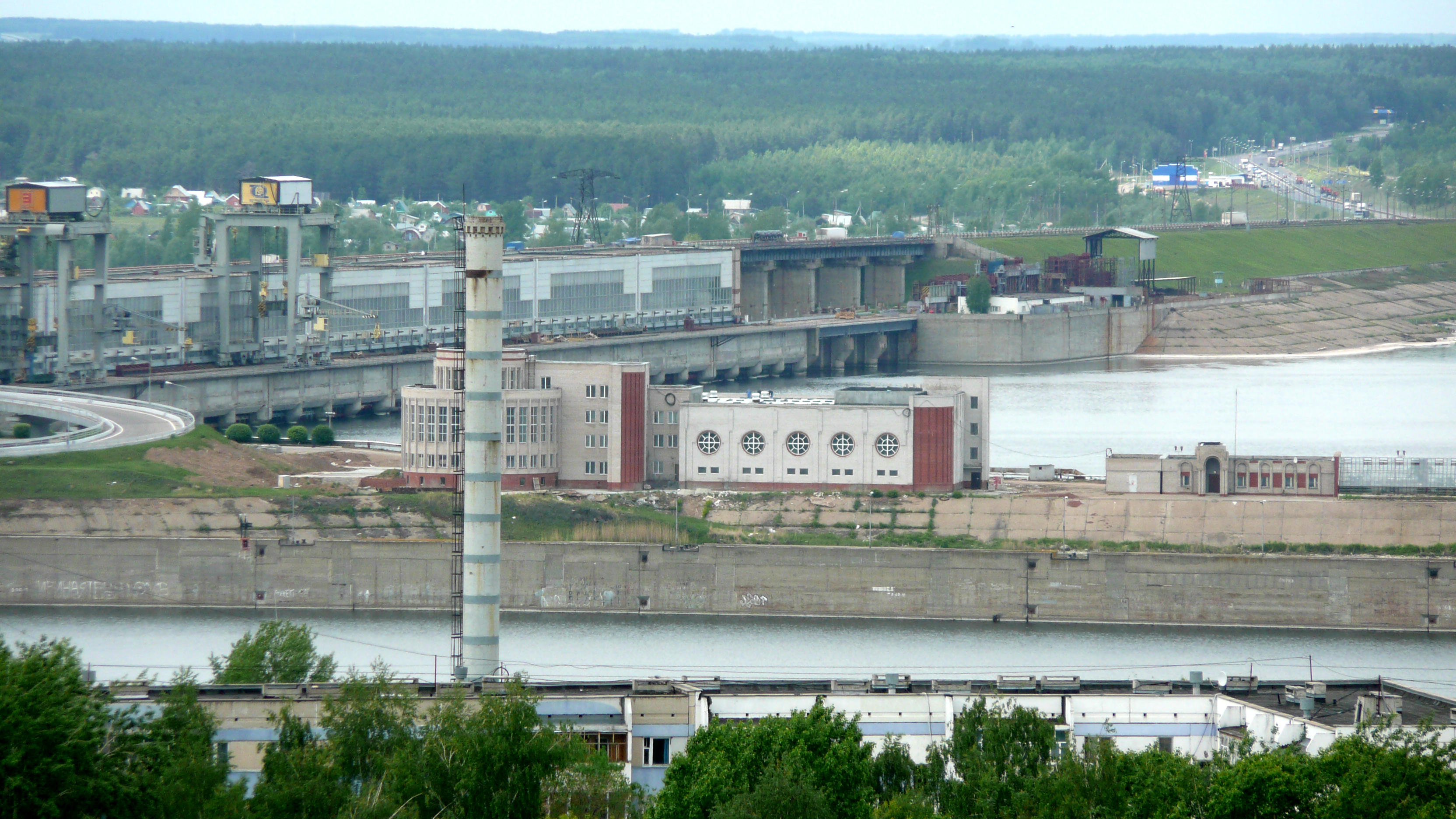
Nižněkamská
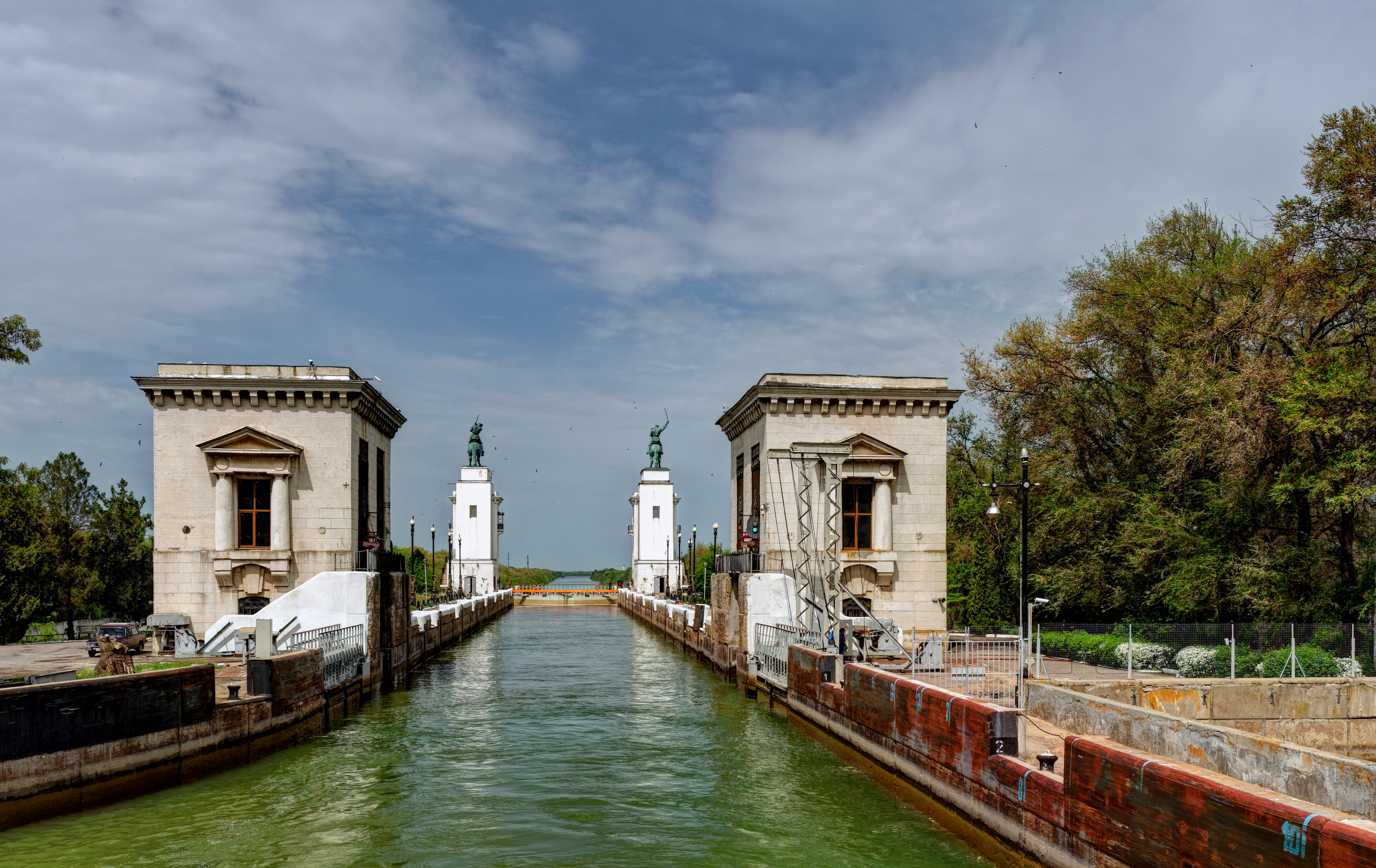
Cimljanská

### Ural
Mohutné pohoří Ural je zdrojnicí velkého množství řek. Jeho severní část napájí třetí nejvodnatější řeku Evropy Pečoru, střední a jižní část největší přítok Volhy Kamu. Nejjižnější část pak odvodňuje řeka Ural. V hodnocení využitelnosti vodních toků ve zprávě Ruské technické společnosti je oblast Uralu zařazena mezi potenciálně nejvýkonnější.
Rozvinutá důlní a metalurgická činnost na Uralu učinila z pohoří tradiční oblast využití vodní energie. Na Uralu jako součást Apalajevských závodů pracovaly turbíny Ignáce Sofonova a na Uralu byla poprvé v zemi využita vodní energie pro výrobu ferroslitin.
Přes tradiční význam neodpovídá současné využití vodní energie na řekách Uralu původním historickým záměrům a ve 20. století nebyla v této oblasti vybudována velká vodní elektrárna. Instalovaný výkon na všech elektrárnách Uralu je srovnatelný s Vltavskou kaskádou.
Krátké období mimořádného zájmu o využití energie uralských řek spadá jen do prvních let druhé světové války. Po přesunu ruského průmyslu na východ byl oživen projekt z roku 1935 na vybudování tří středních a 11 malých vodních elektráren pro potřeby nově vznikajících zbrojních závodů. Jako pracovní síla byla použita vězeňská práce za nejhorších podmínek v celé stalinské éře. Vývoj válečných událostí však zájem o střední a malé elektrárny na Uralu opět odsunul do sféry časově neurčených projektů. Po válce byla z elektráren středního výkonu dostavěna pouze Širokovská a později Pavlovská elektrárna a ostatní staveniště časem zmizela v lesnaté krajině.    

Ve 21. století spolu se zvýšeným zájmem o střední a malé vodní elektrárny, stejně jako o elektrárny přečerpávací, roste opět i zájem o řeky a údolí Uralu.

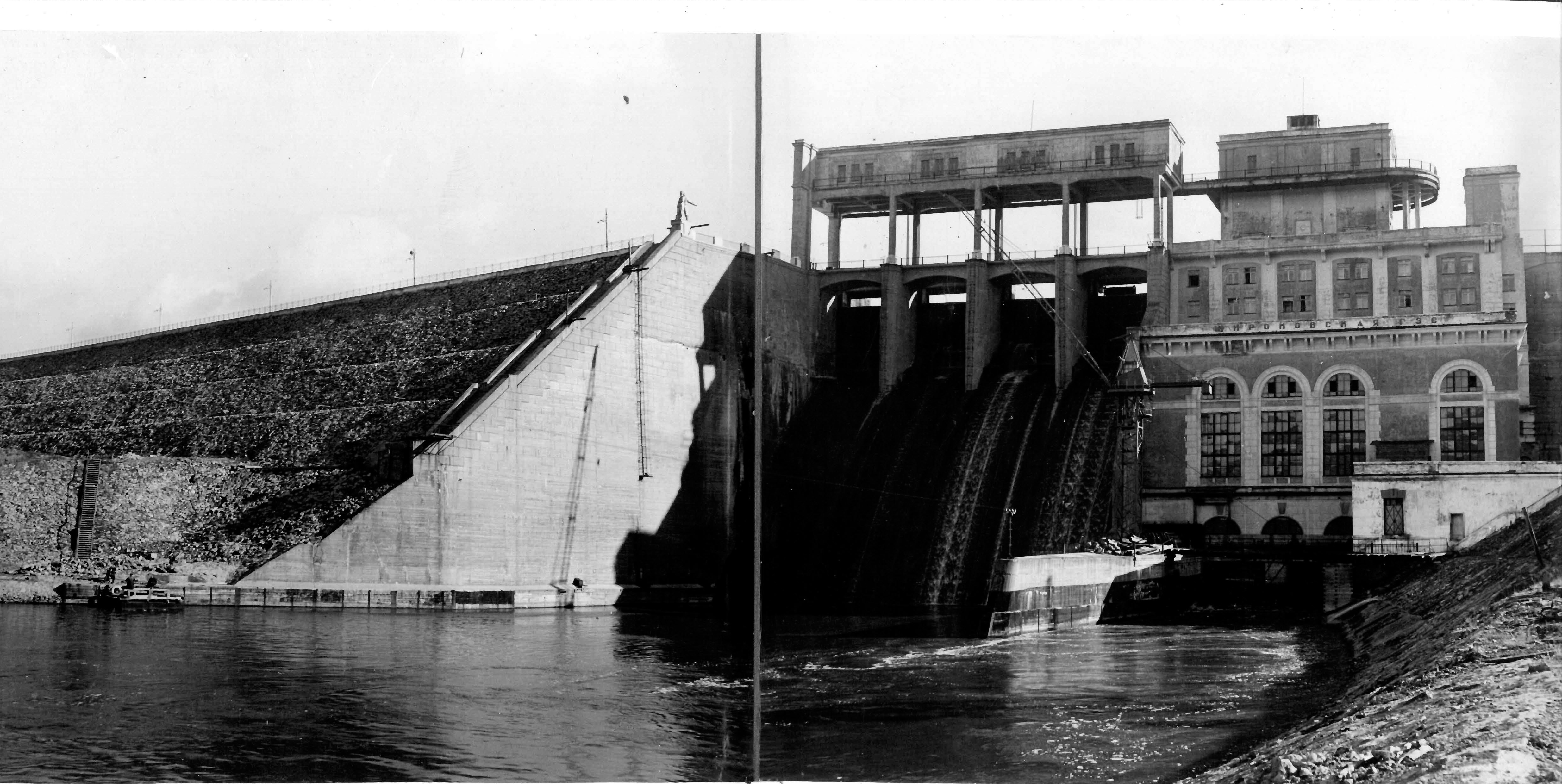
Širokovská
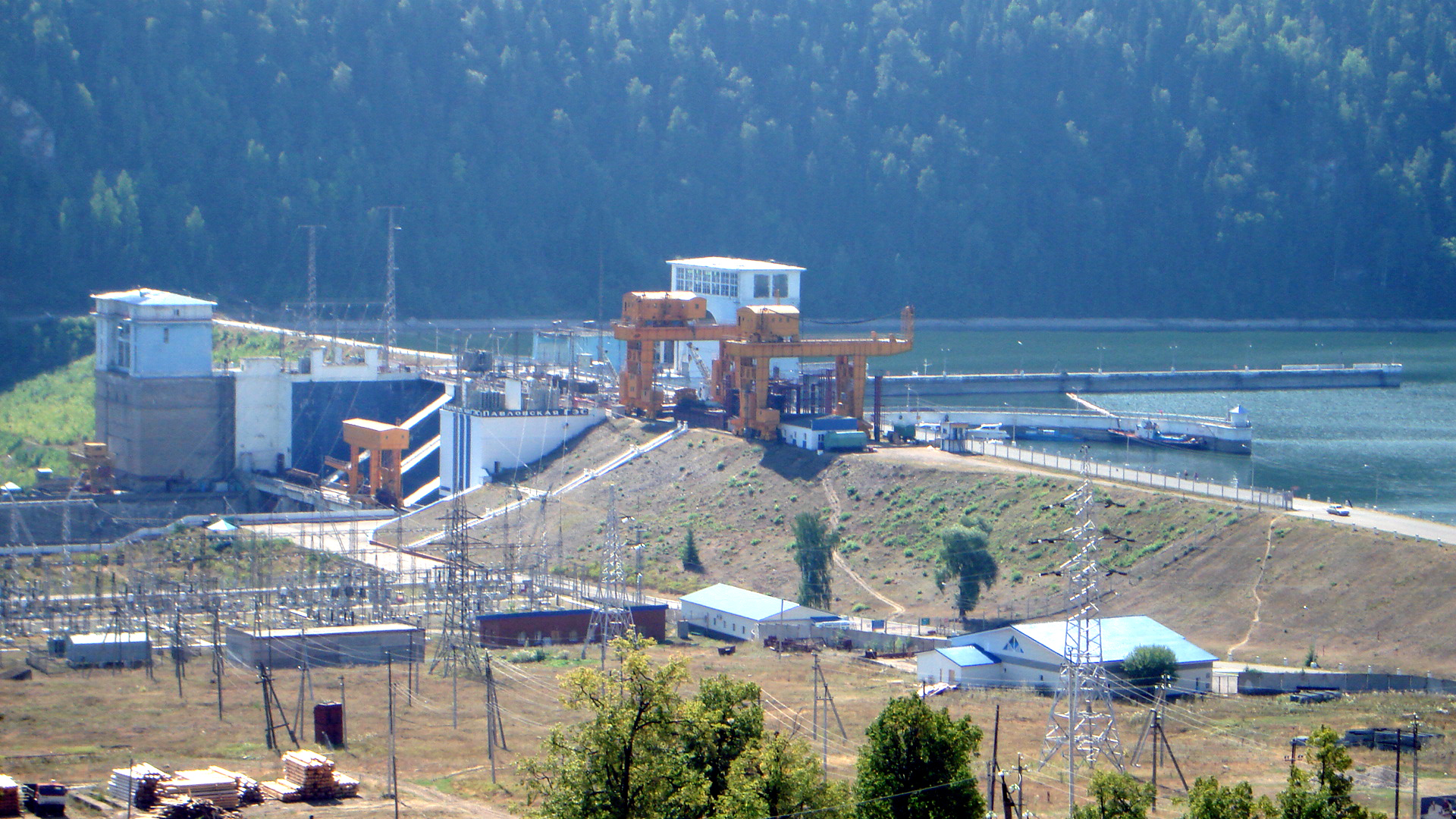
Pavlovská
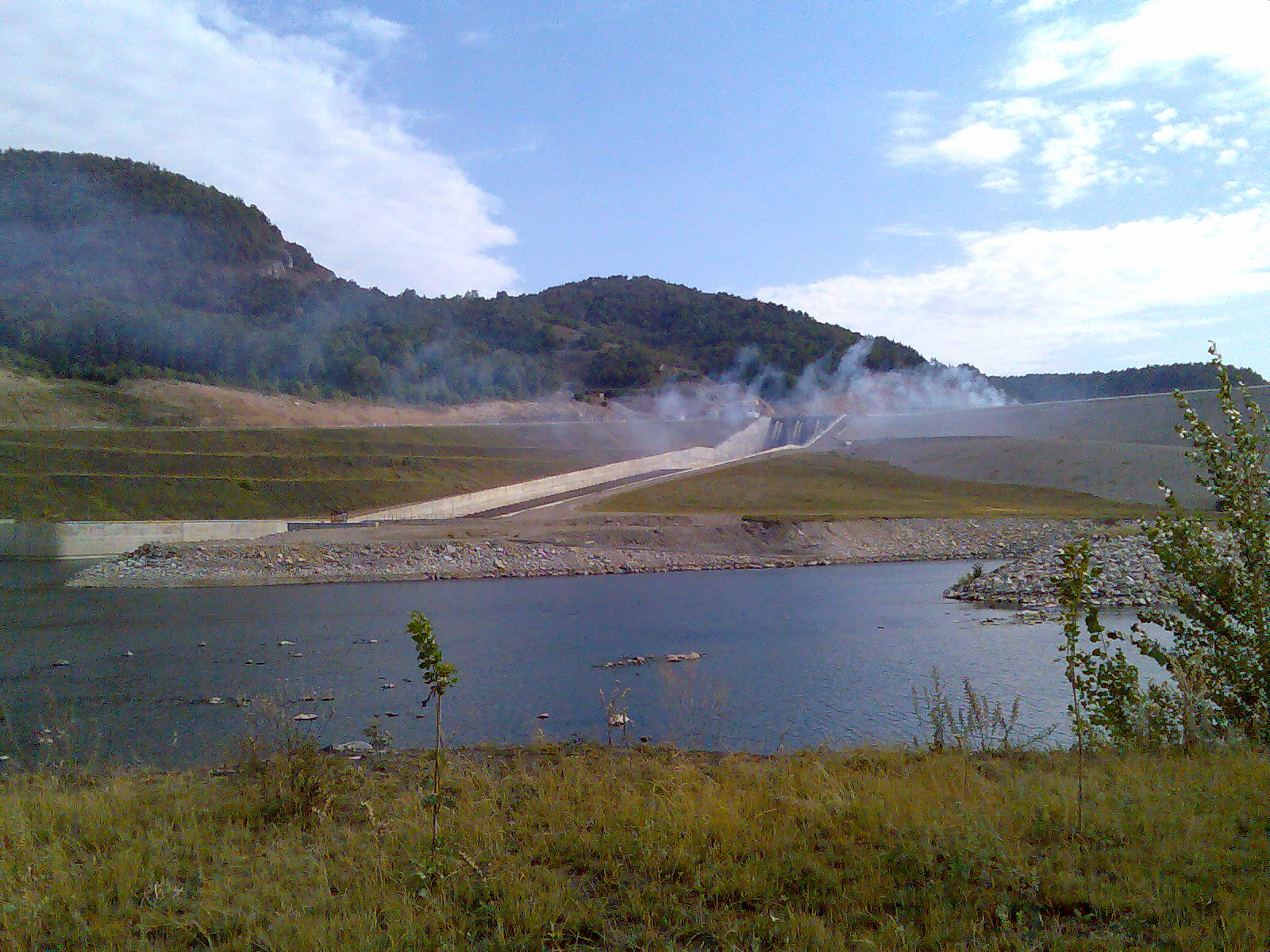
Jumaguzinská
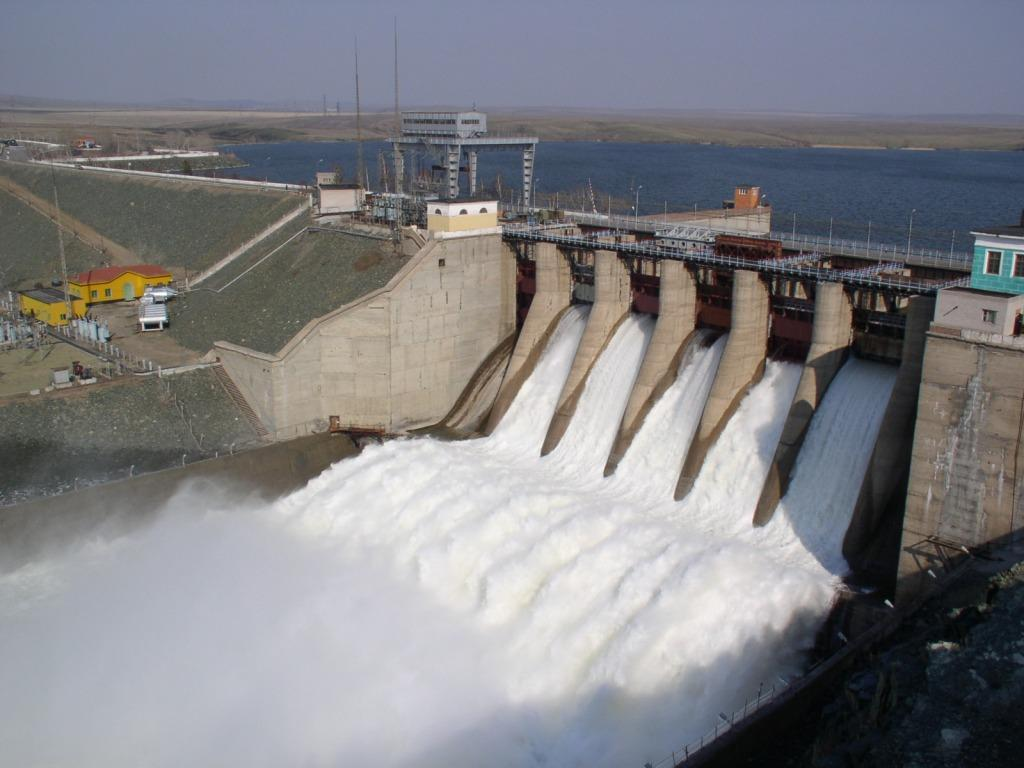
Iriklinská

### Kavkaz
Divoké řeky v těsných údolích Kavkazu přitahovaly stavitele vodních energetických děl od dob Ruského impéria přes sovětskou éru až do 21. století. V podhůří Kavkazu byla poprvé uvedena do provozu paralelní soustava dvou elektráren, později oblast nabízela ideální prostředí pro originální klenbové konstrukce i meziúdolní derivační cesty. Velké množství sovětských vodních elektráren na Kavkaze se po rozpadu Sovětského svazu ocitlo na území nových samostatných států. Přesto i na současném území Ruska lze zejména v Dagestánu najít mnoho zajímavých a výkonných děl. Čirkejská elektrárna o spádu 170 m převyšuje stanoveným výkonem hranici 1 000 MW.

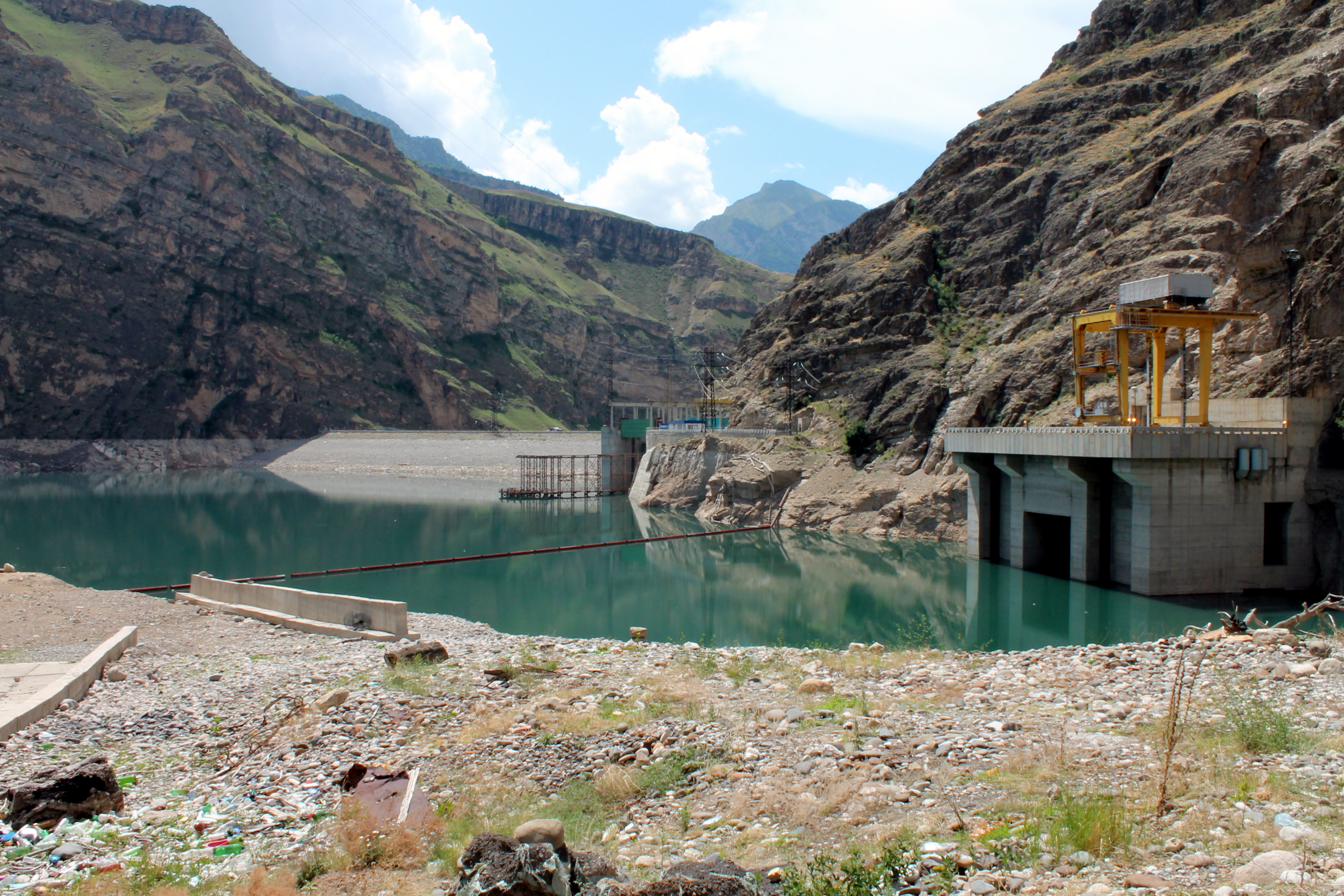
Irganajská
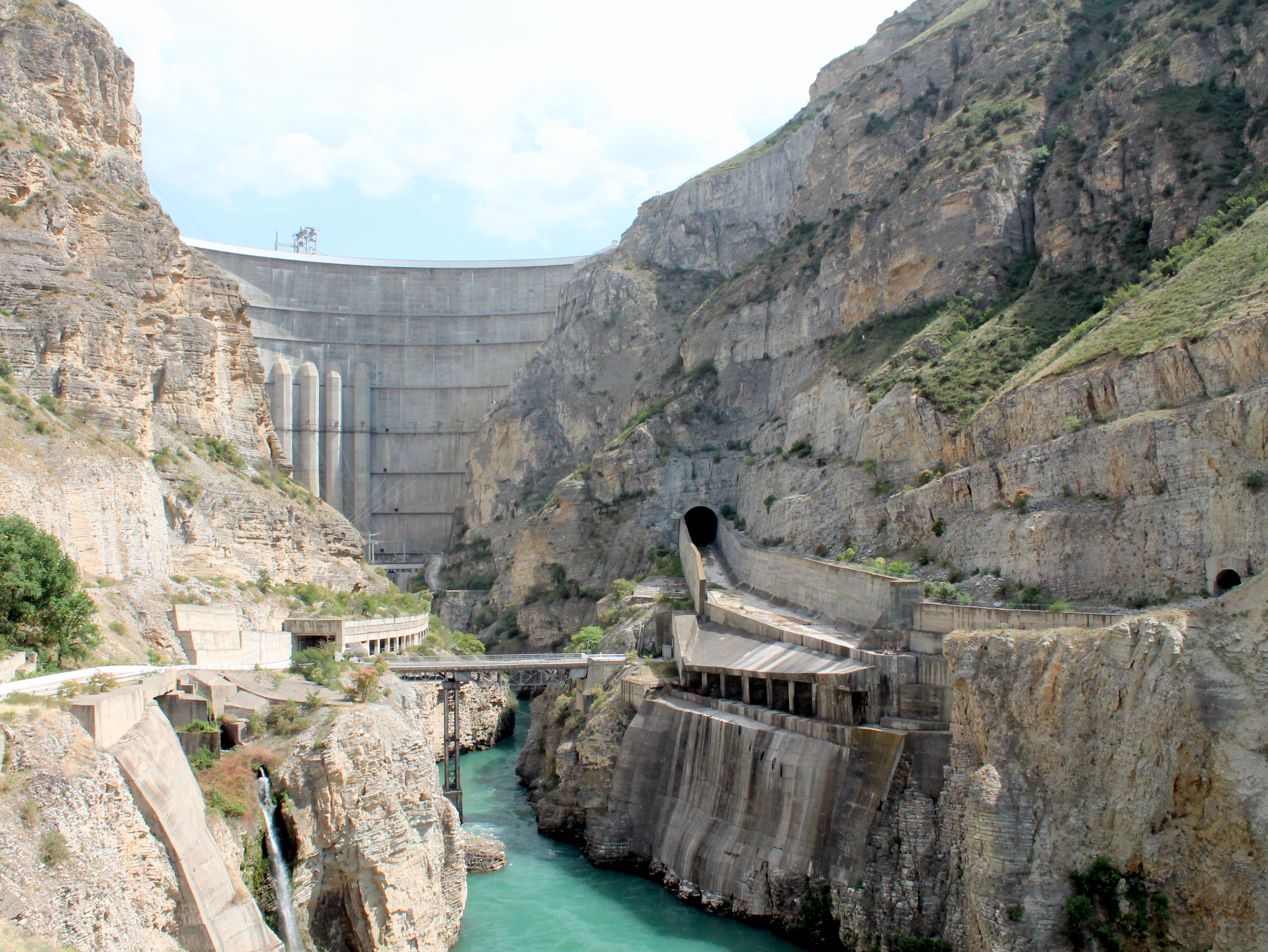
Čirkejská
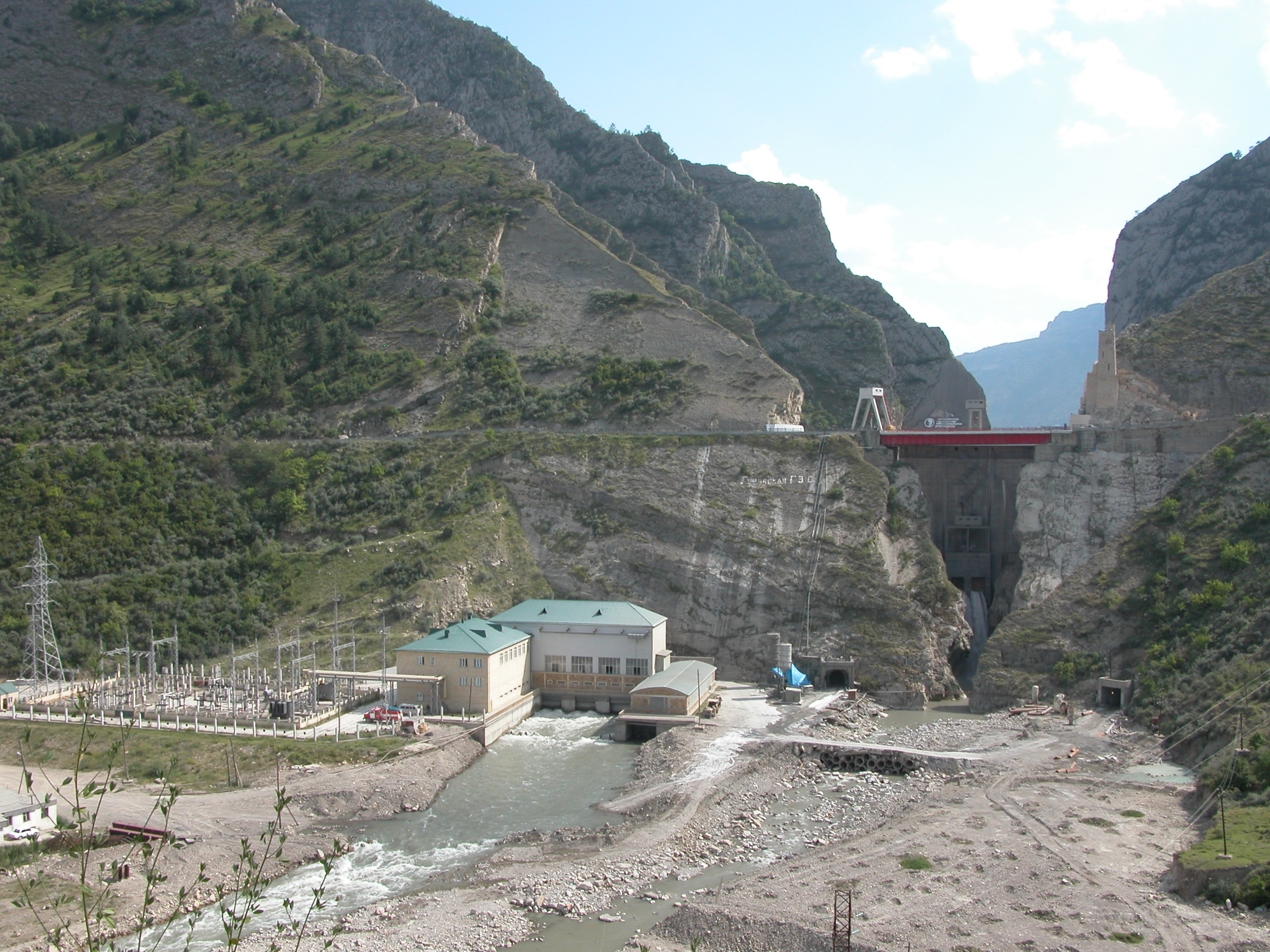
Gunibská
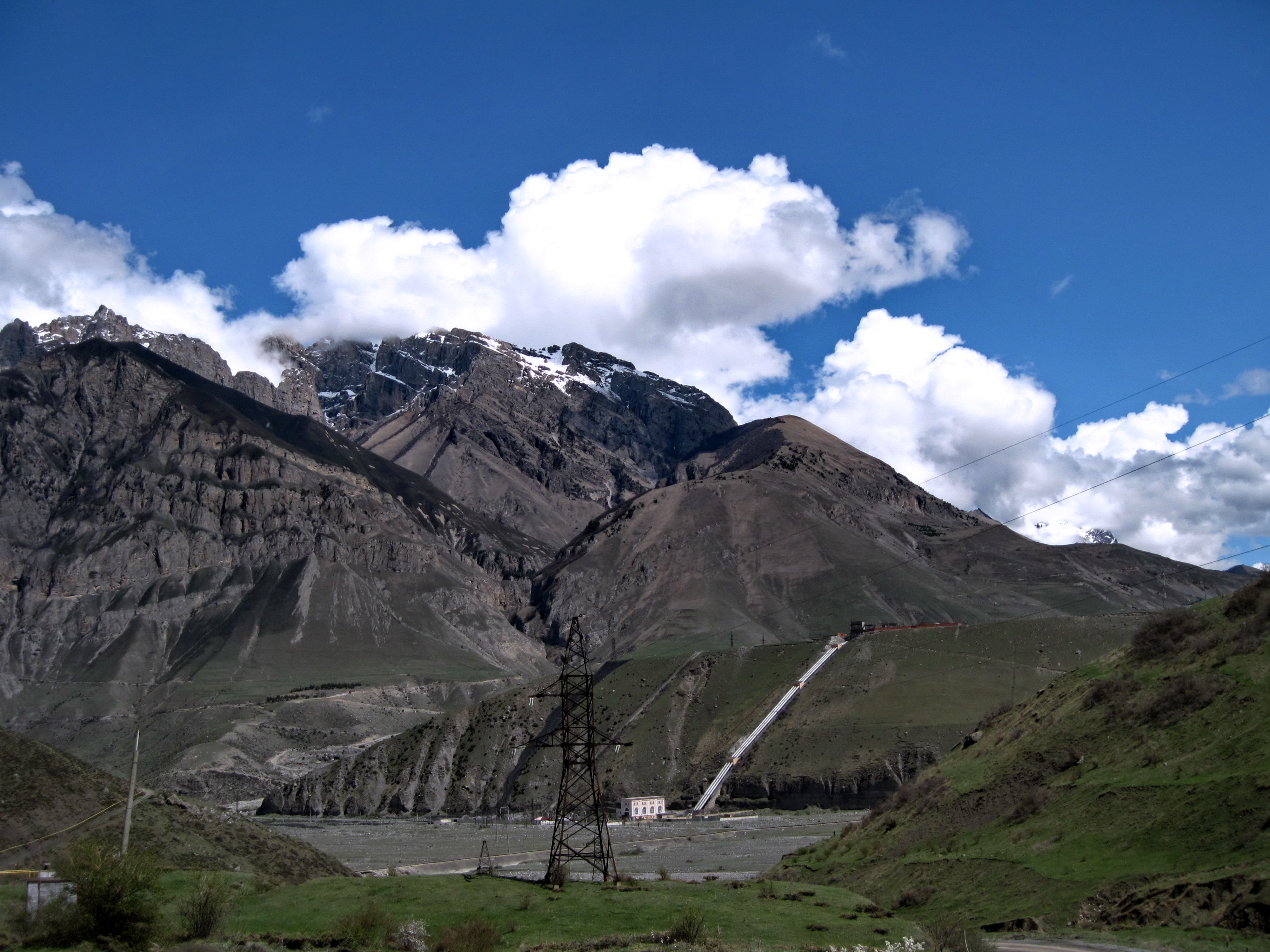
Ezminská

### Západní a Střední Sibiř
Plány na vybudování vodních děl na horním Obu a Irtyši se objevily již ve 30. letech 20. století. Potřebnost realizace těchto projektů si po válce vyžádal nárůst významu Novosibirsku. V tradičních oblastech využívání vodní energie na Altaji byly v padesátých letech vybudovány Usť-Kamenogorská a Buchtarminská elektrárna, které se po rozpadu Sovětského svazu staly součástí samostatného Kazachstánu. Novosibirská elektrárna na Obu z padesátých let je v současnosti jedinou ruskou velkou vodní elektrárnou v západní Sibiři.  

Na pravostranných přítocích Jeniseje za polárním kruhem byly vybudovány vodní elektrárny Usť-Chantajská a Kurejská , zásobující samostatnou místní síť (nenapojenou na Jednotný energetický systém Ruska), která podporuje rozvoj místního těžebního průmyslu. Samostatně pracují i Viljujská a Světlinská elektrárna na Viljuji, jejíž energii odebírá společnost pro těžbu diamantů ALROSA.

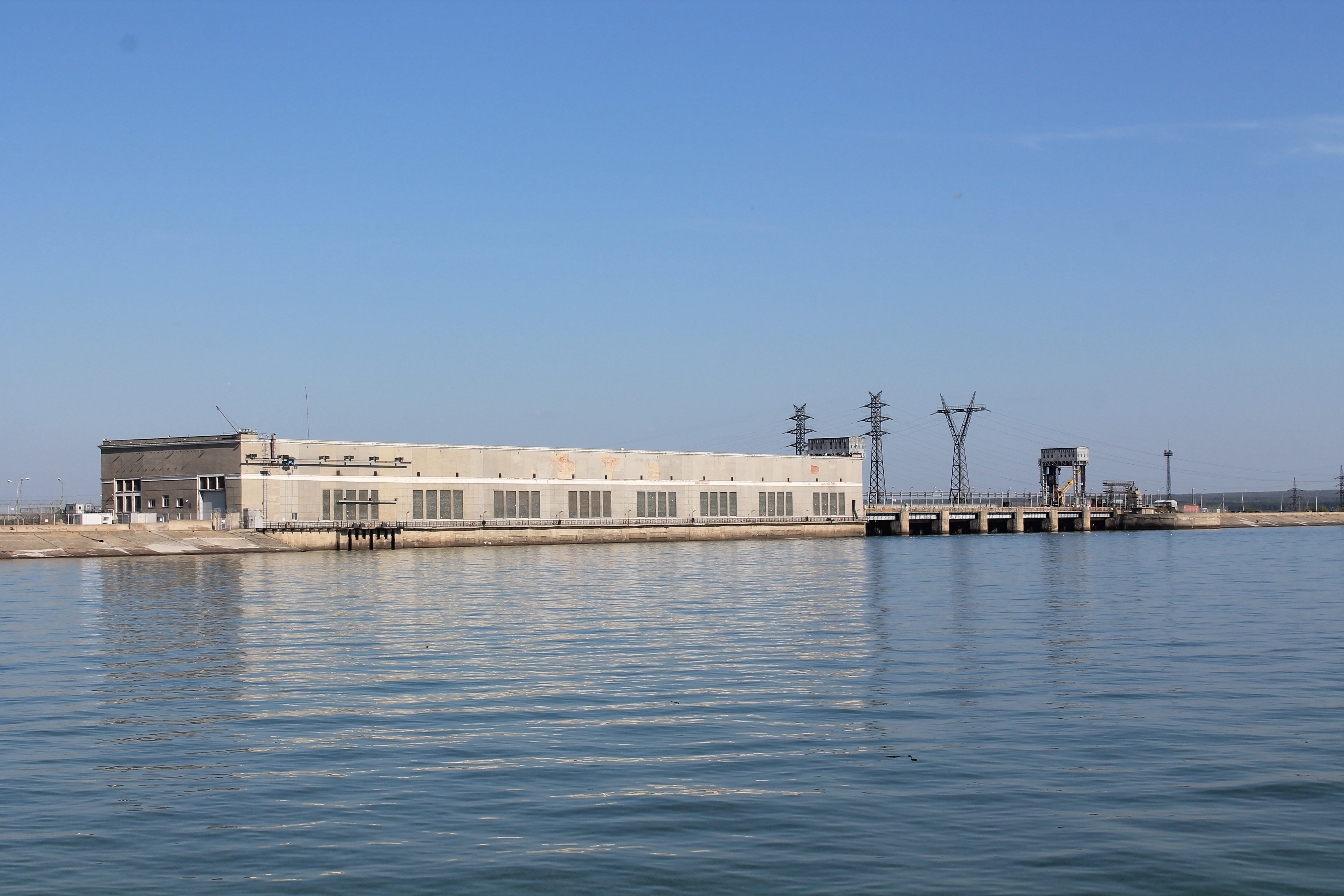
Novosibirská
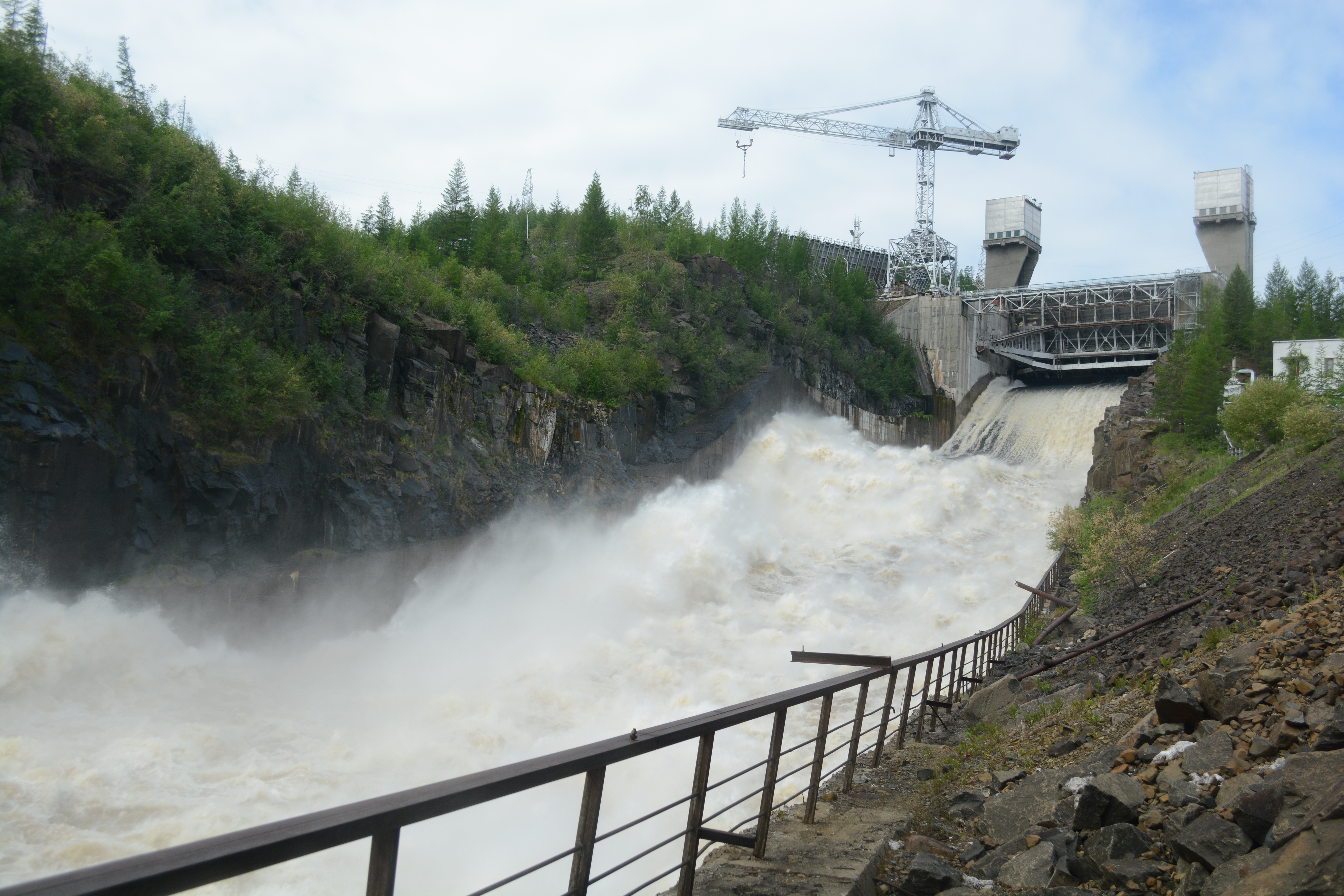
Viljujská
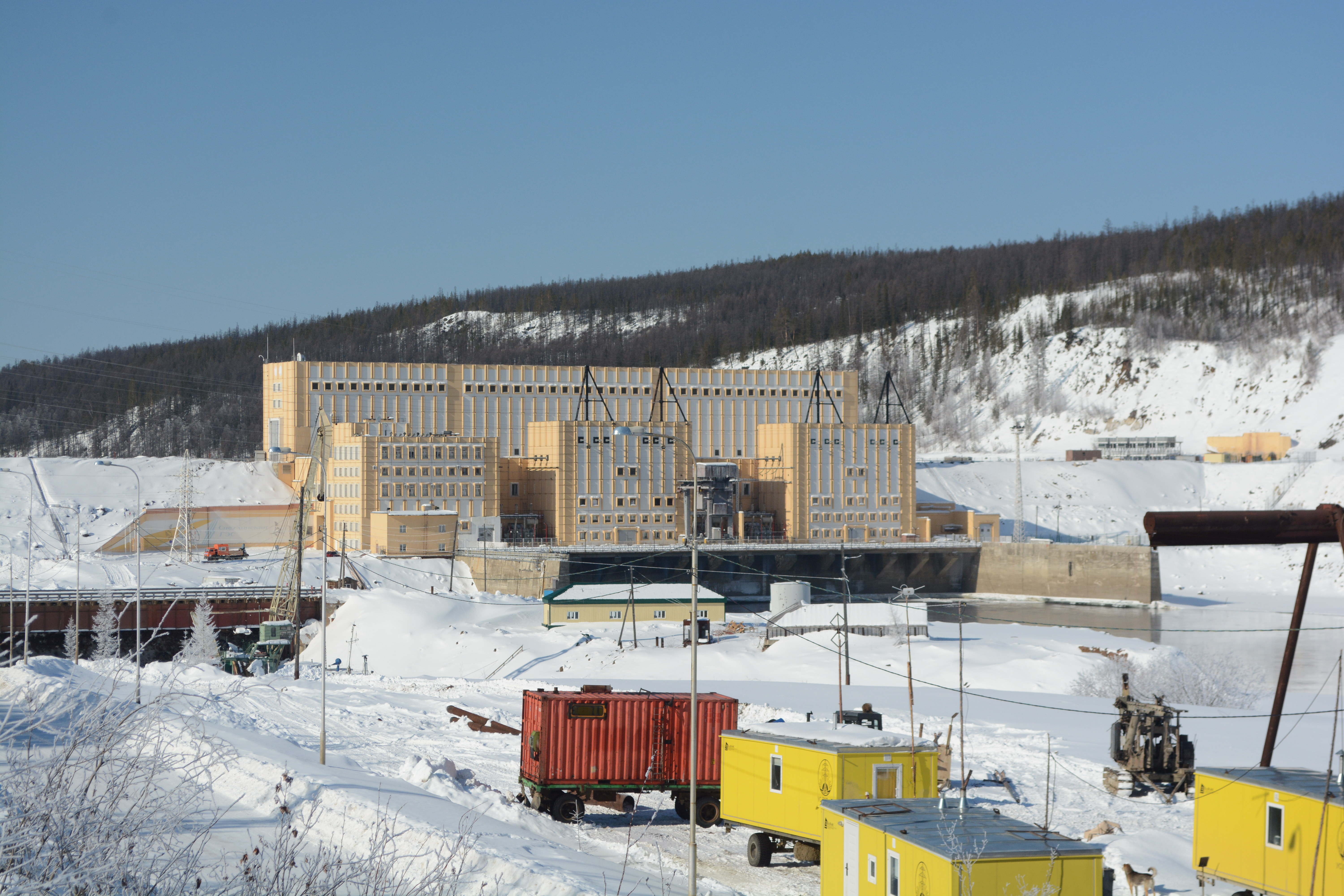
Světlinská
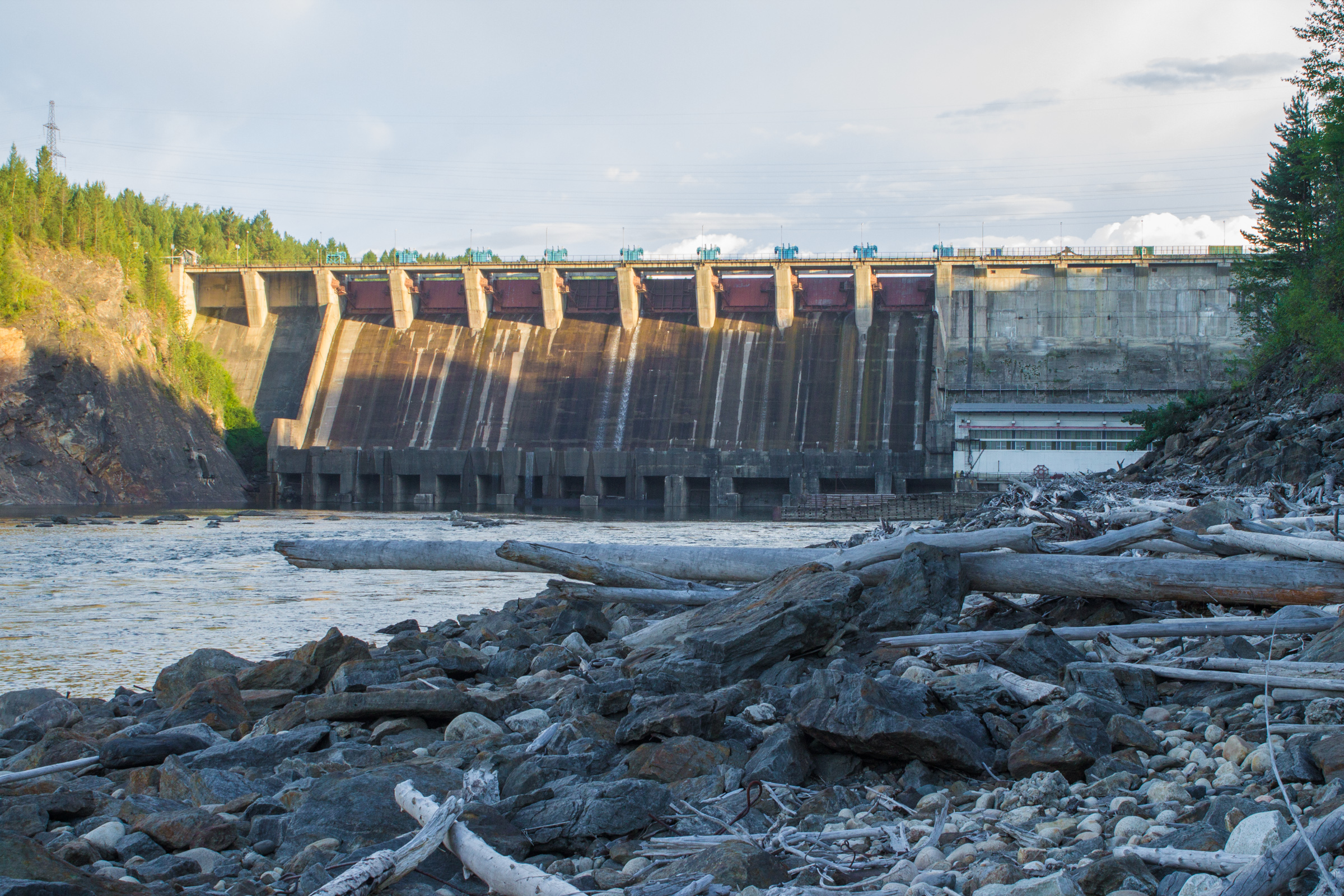
Mamakanská
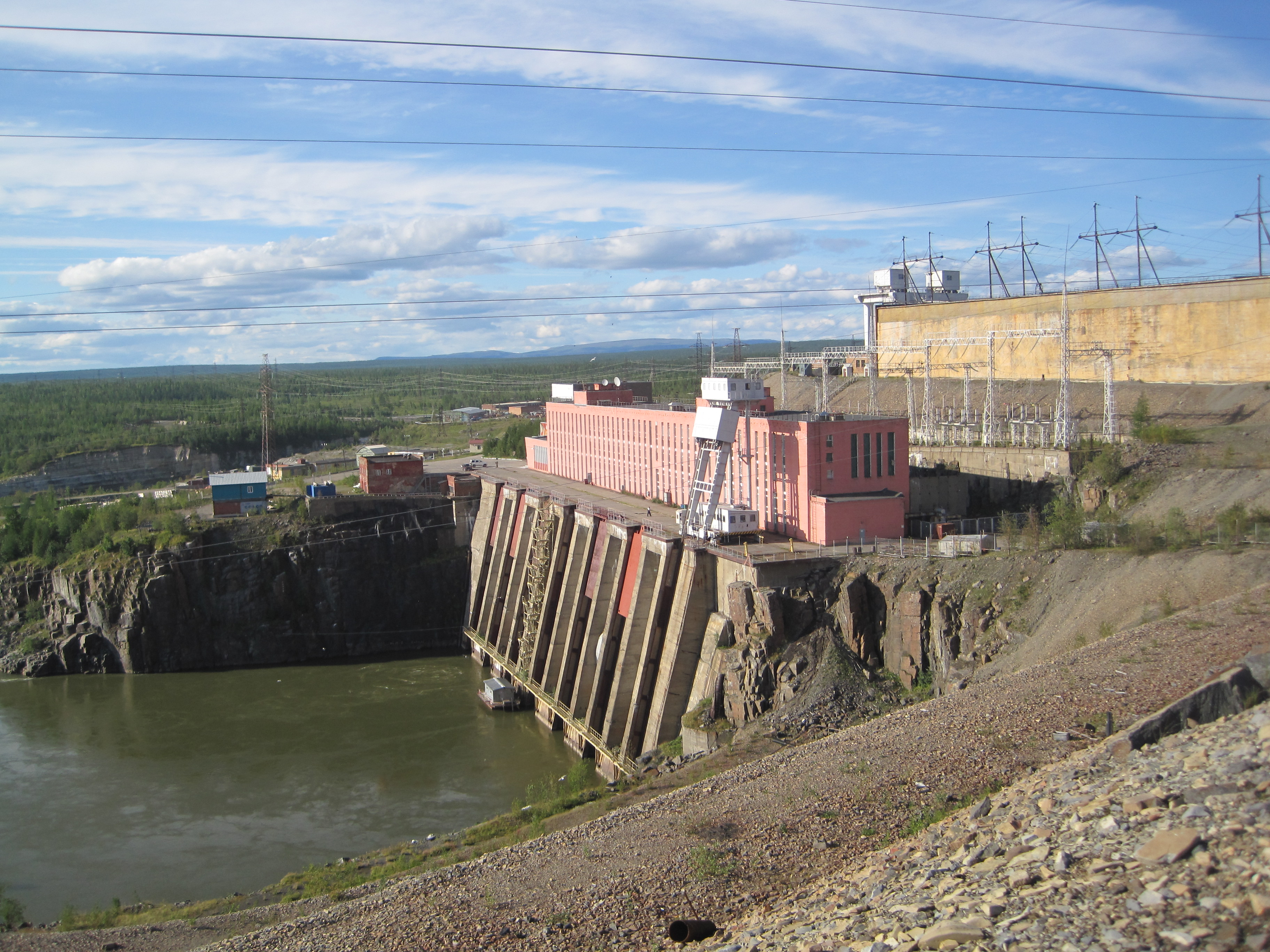
Usť-Chantajská

Celkový výkon Angarské kaskády k roku 2019 činí 12 014 MW, instalovaný výkon elektráren na Jeniseji 12 721 MW. Obě řeky tak zajišťují polovinu výroby vodní energie Ruska. Toto obrovské množství spotřebovává v největší míře rozvinutá výroba hliníku. Bratská vodní elektrárna je největším výrobcem elektrické energie v Rusku.

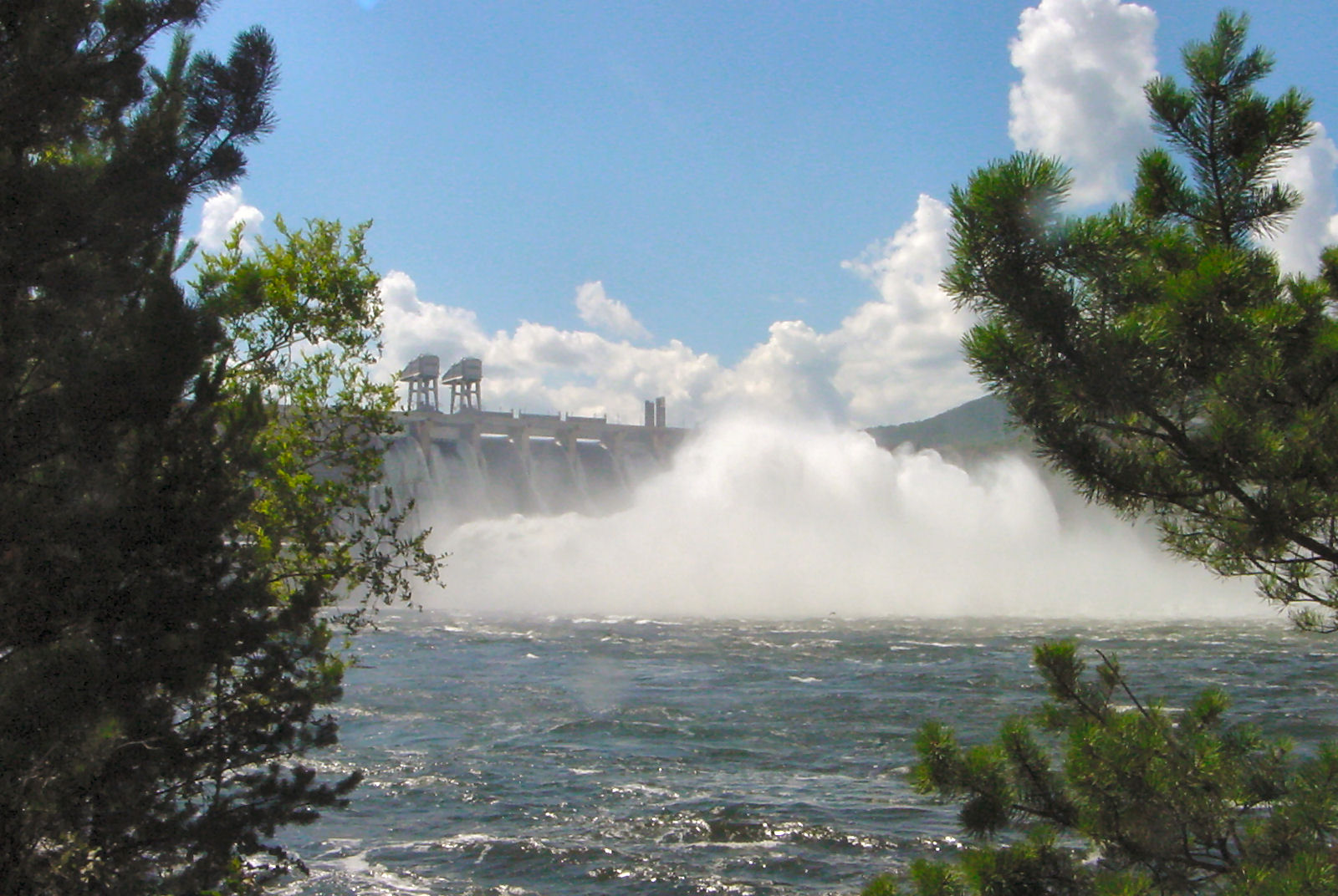
Krasnojarská
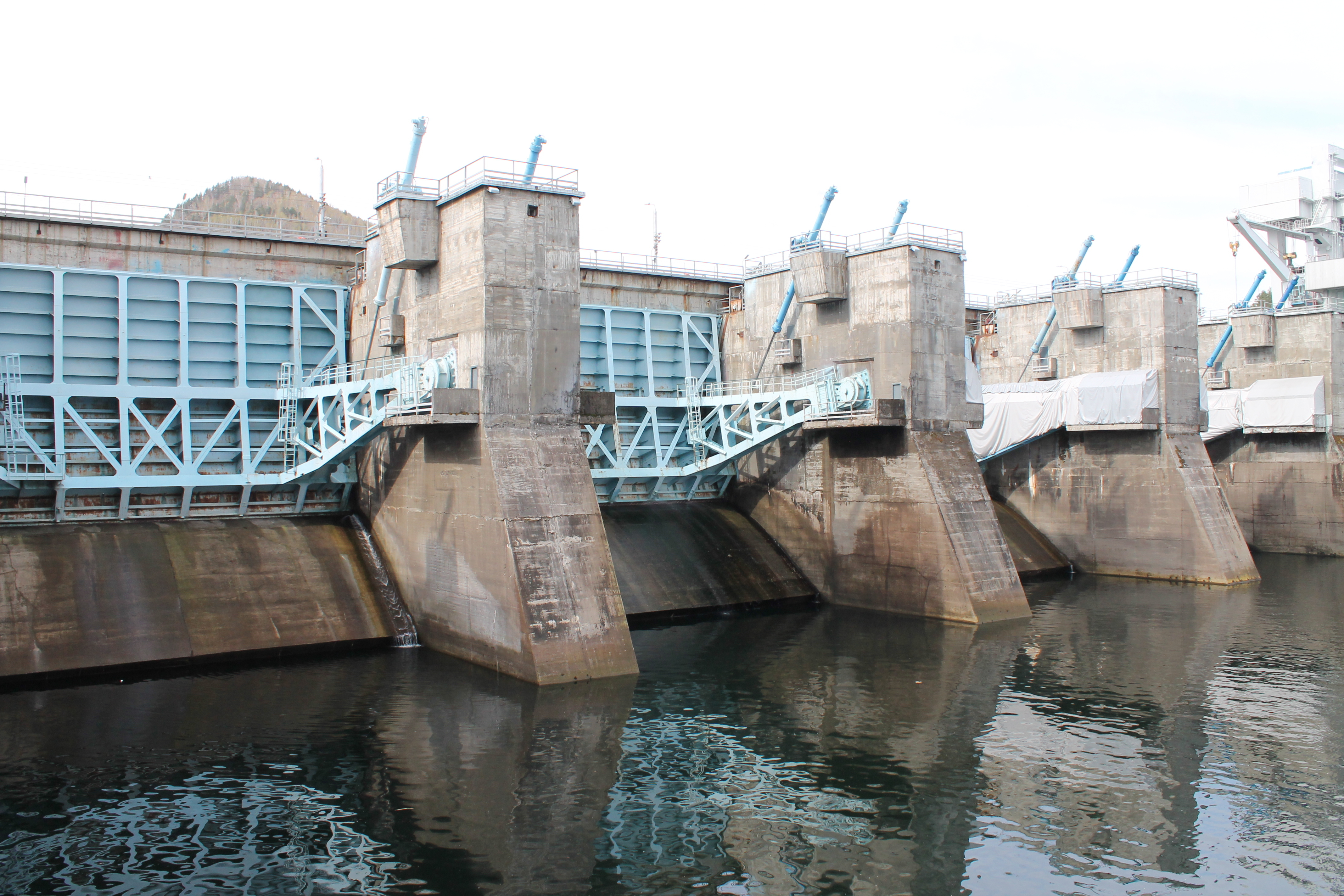
Majnská
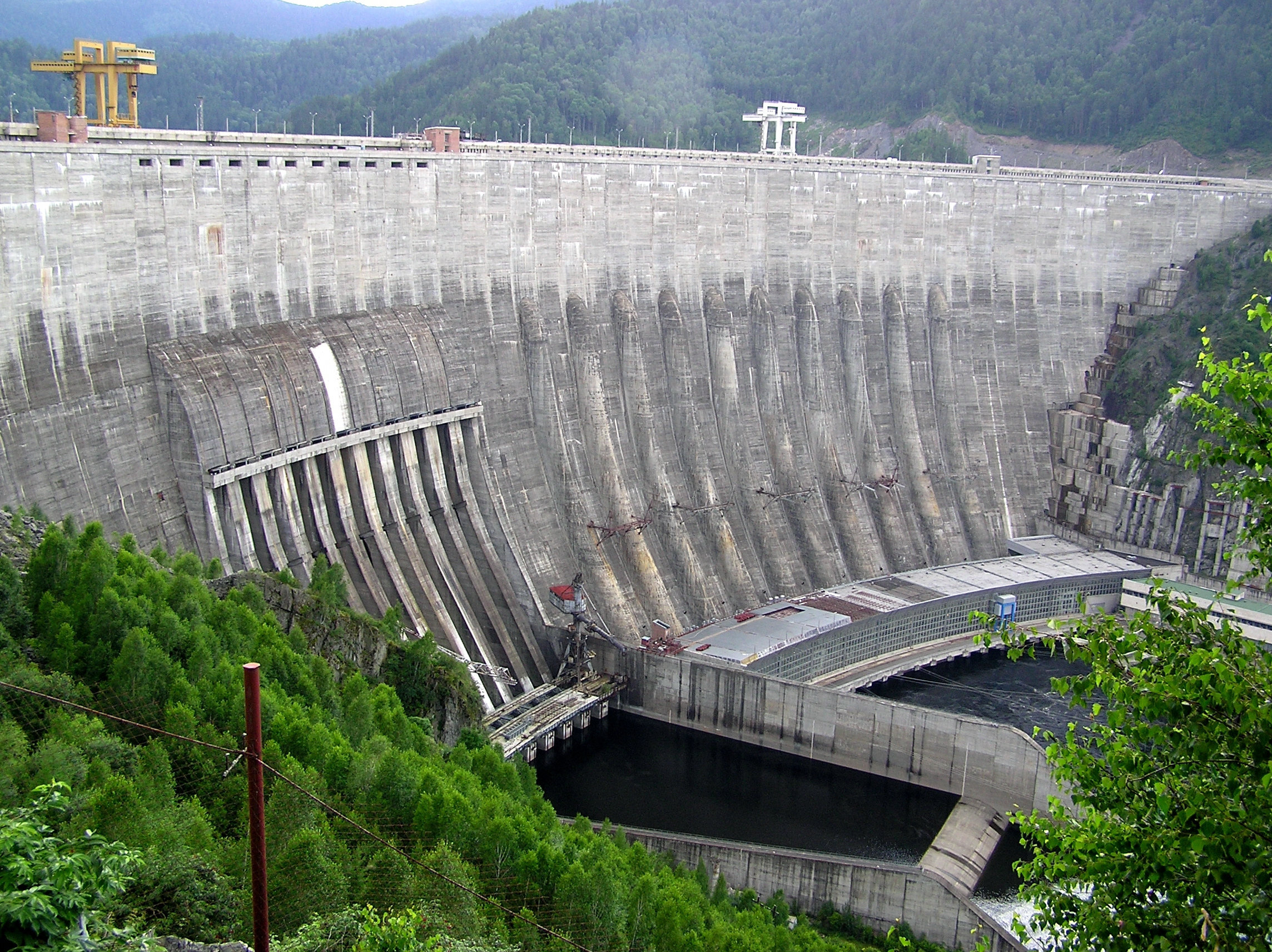
Sajansko-šušenská
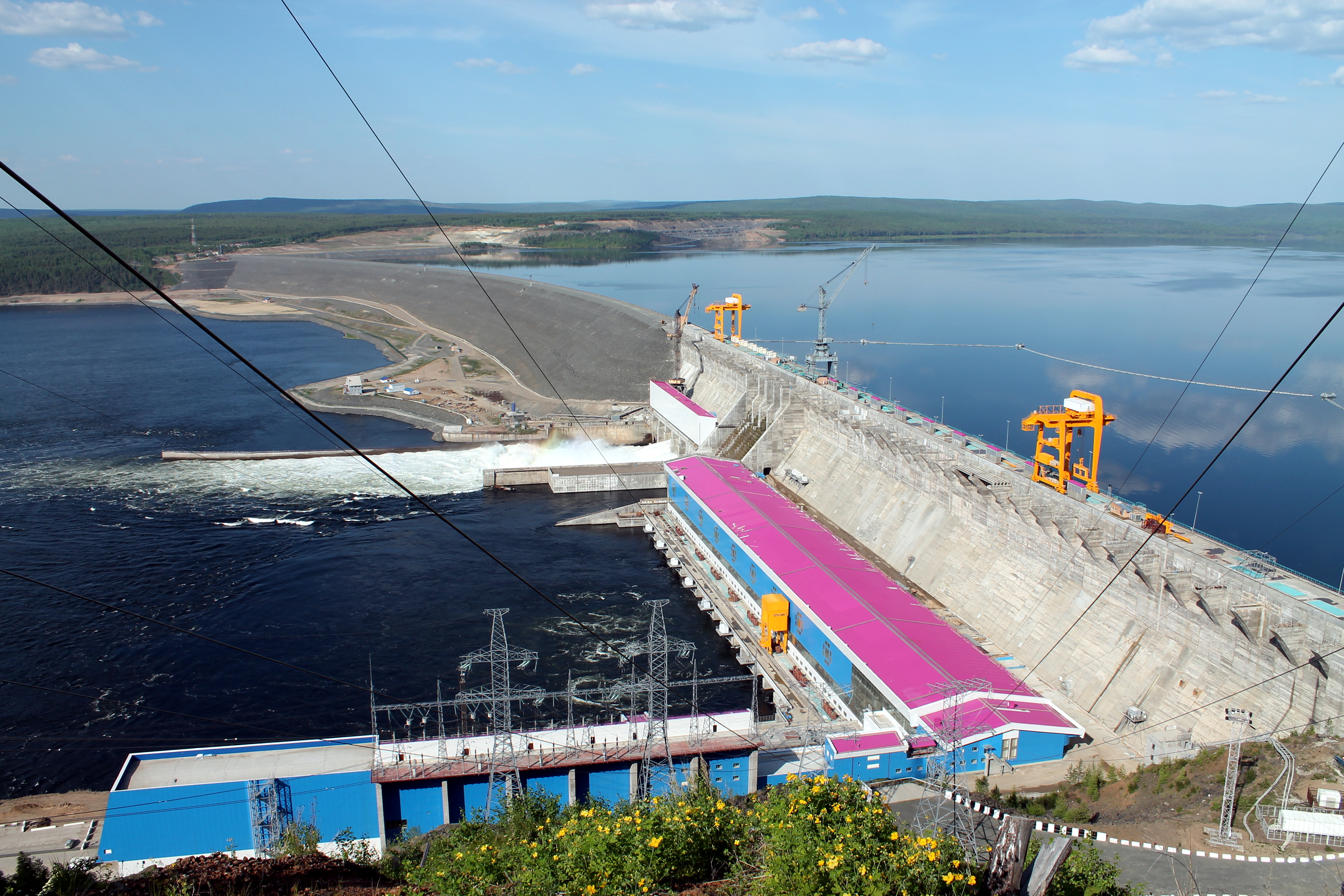
Bogučanská
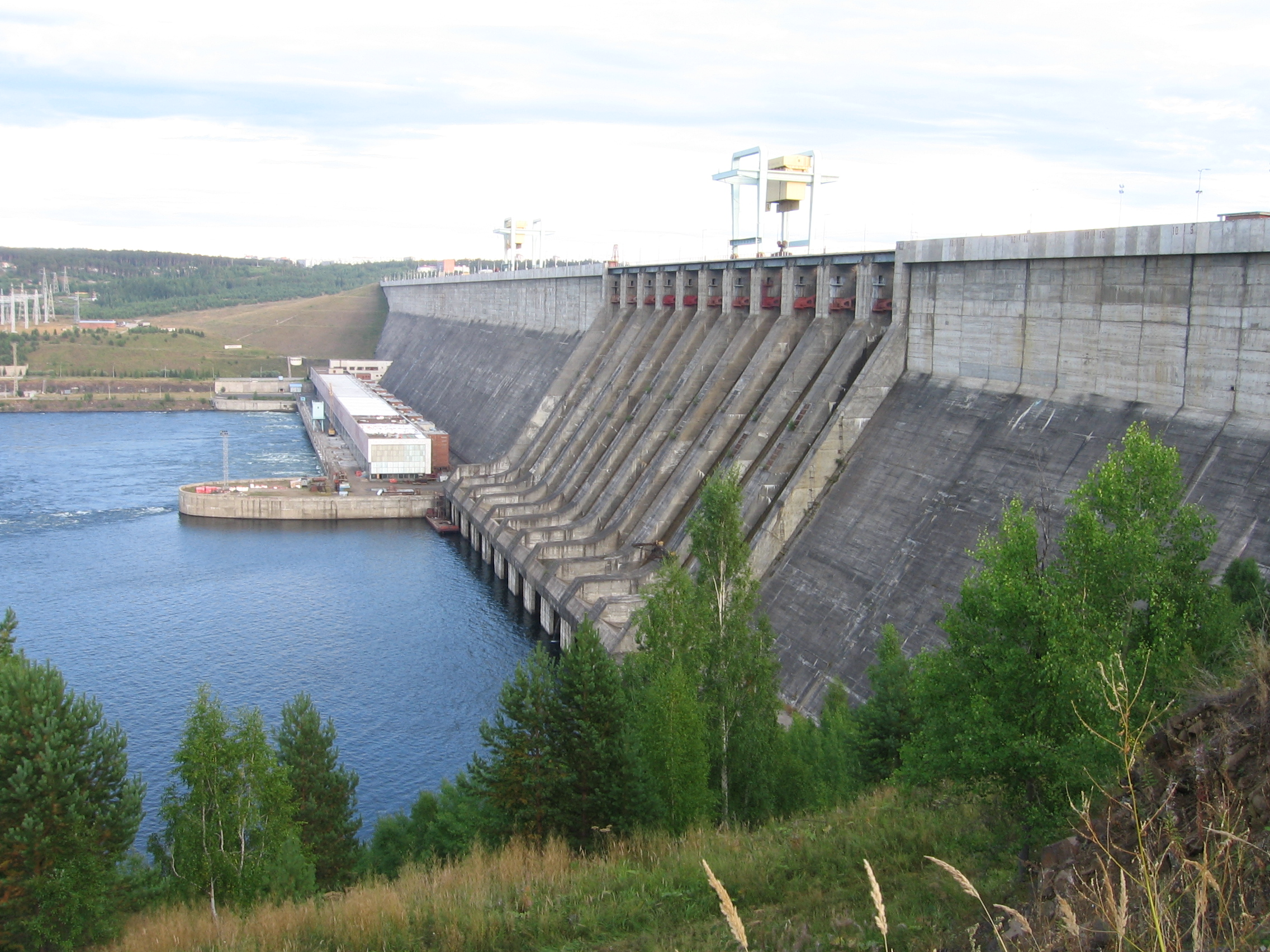
Usť-Ilimská
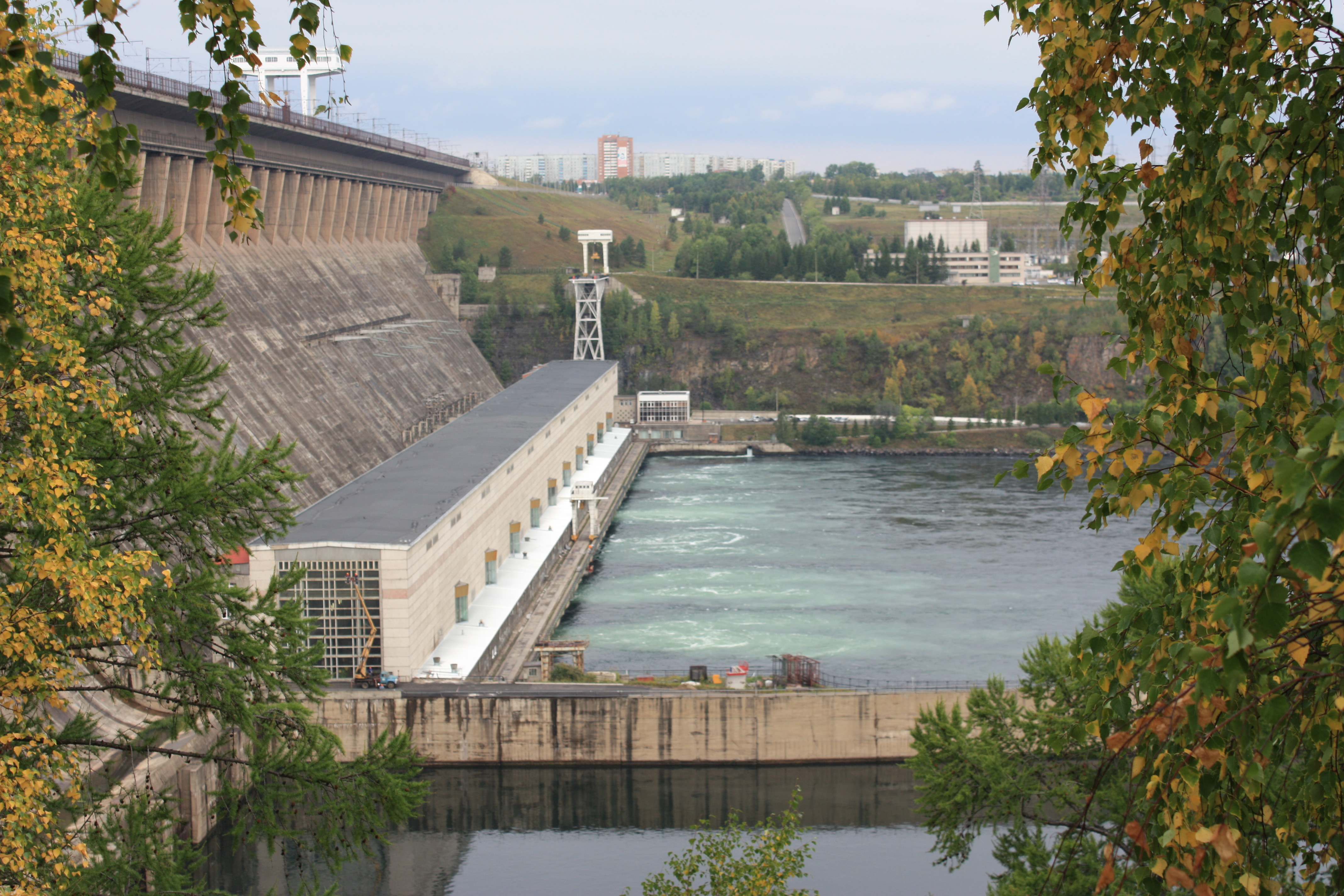
Bratská
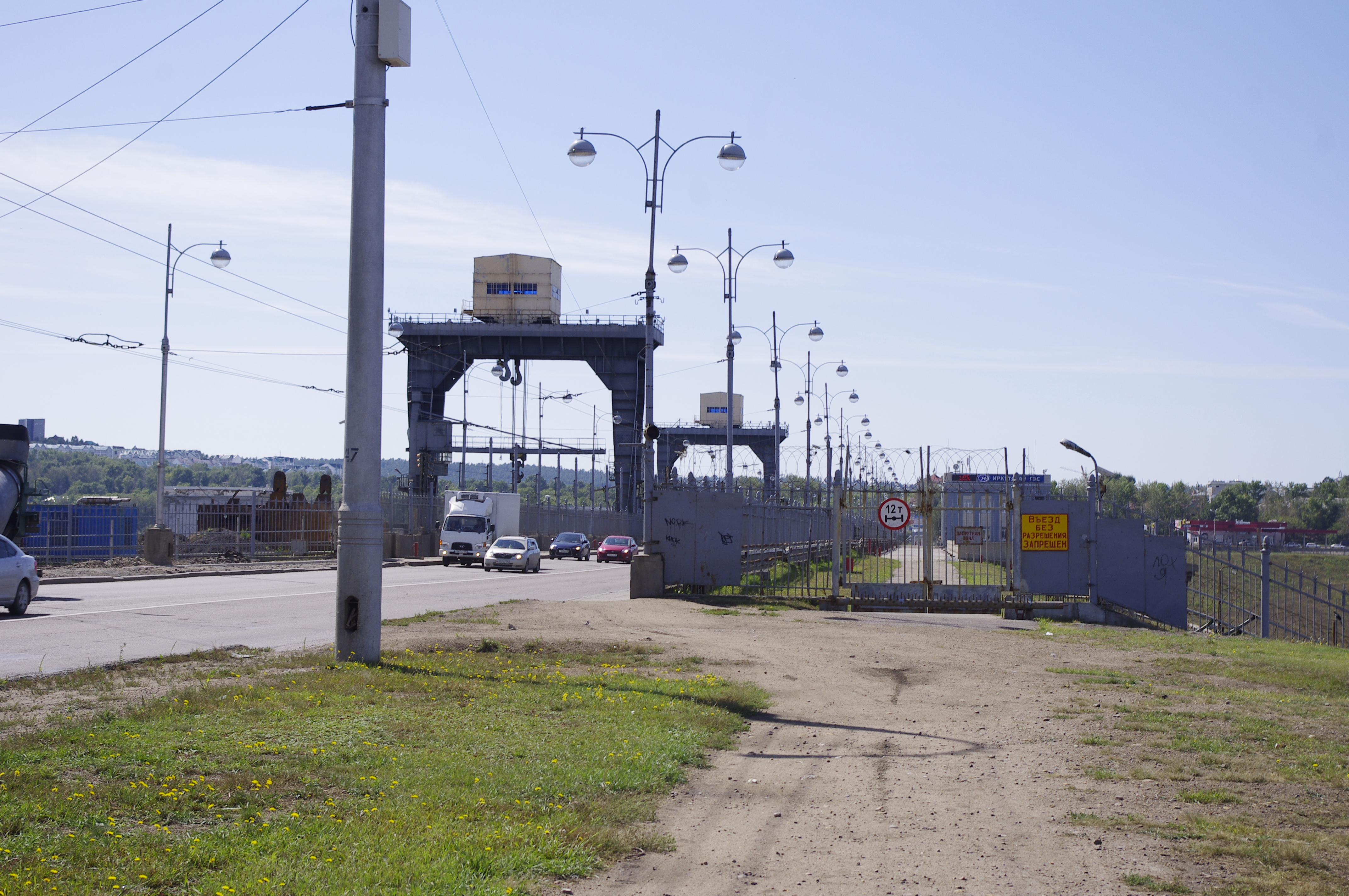
Irkutská

### Dálný Východ
Regulaci dálněvýchodní části Jednotného energetického systému Ruska zajišťují vodní díla na levostranných přítocích Amuru Zeja a Bureja. V povodích těchto řek se pravidelně v letních měsících dostavují monzunové lijáky, která na věčně zmrzlé půdě vyvolávají rychlé a mohutné povodně. Objemy přehradních jezer přispívají výrazným způsobem ke zplošťování povodní nejen na těchto řekách, ale i na samotném dolním Amuru.

Samostatnou energetickou soustavu na severovýchodě Sibiře podporují Kolymská a Srednekanská elektrárna na řece Kolymě.

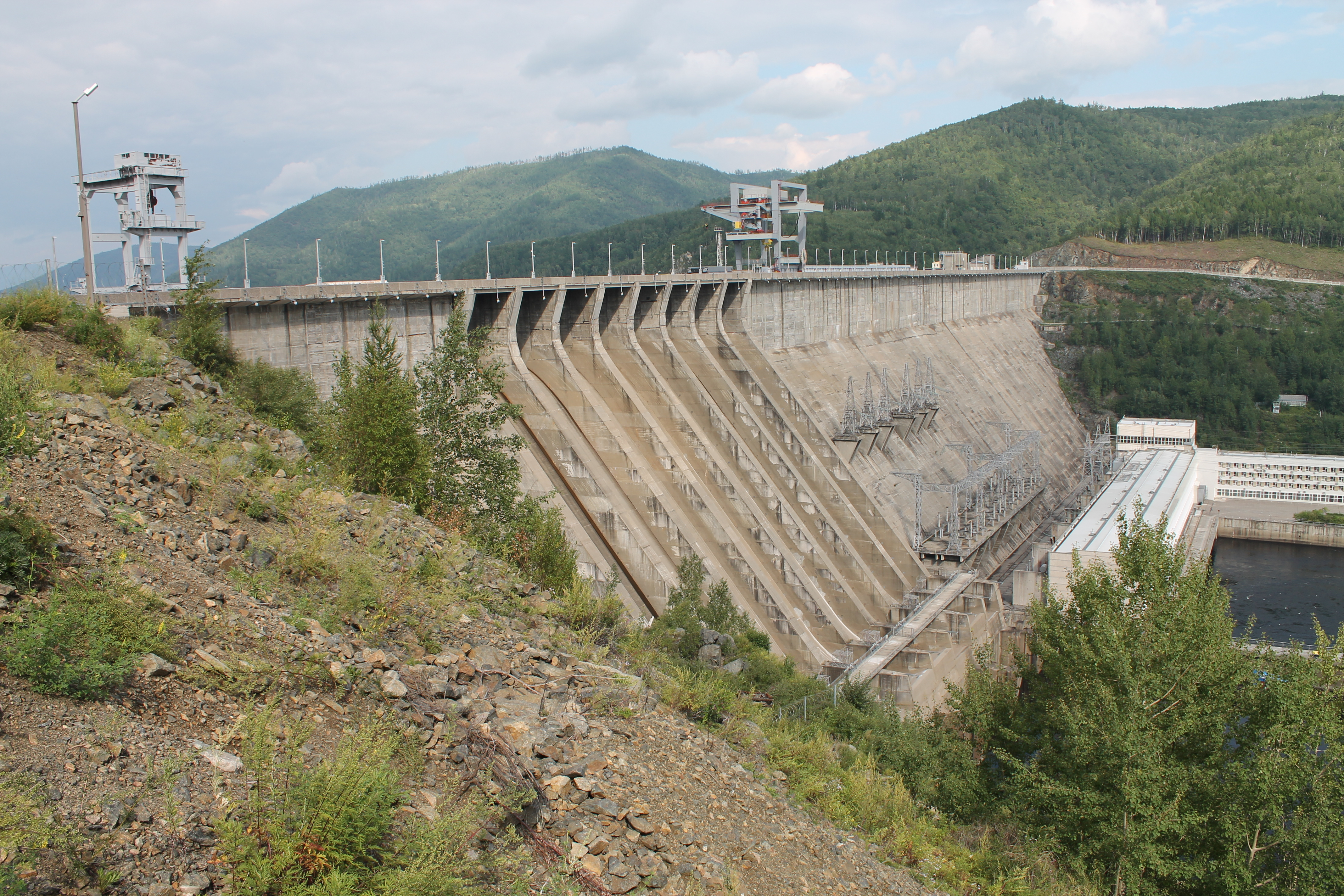
Zejská
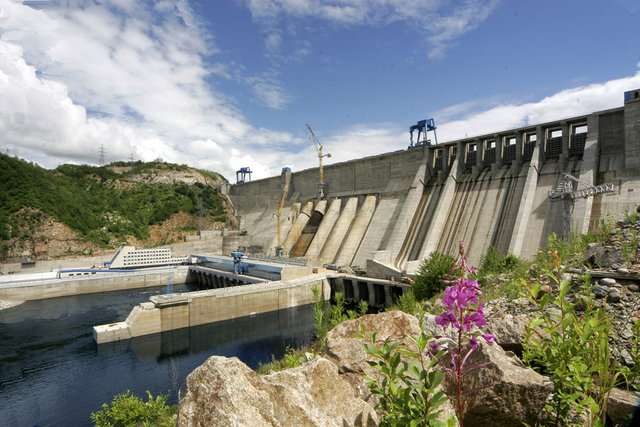
Burejská
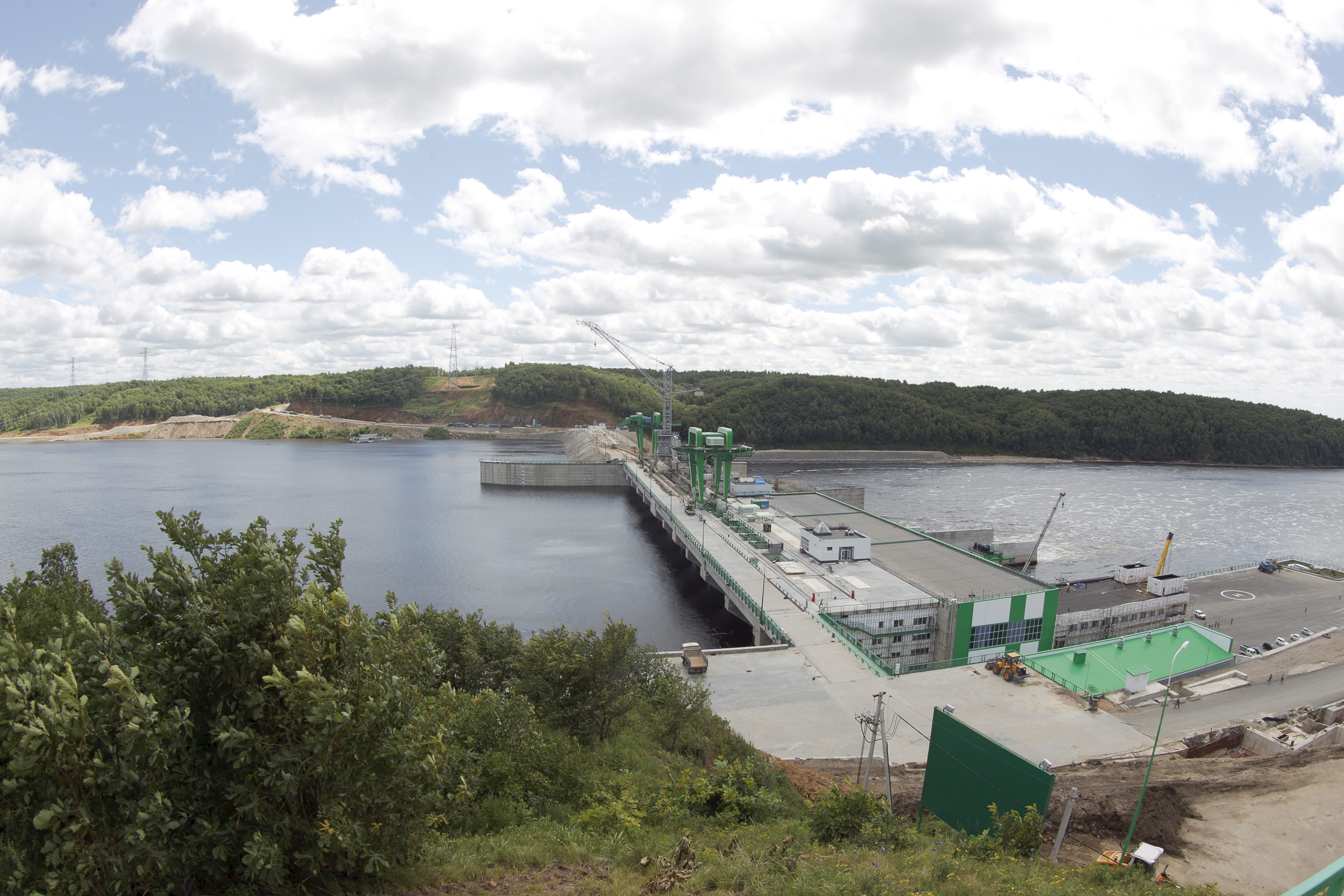
Nižněburejská
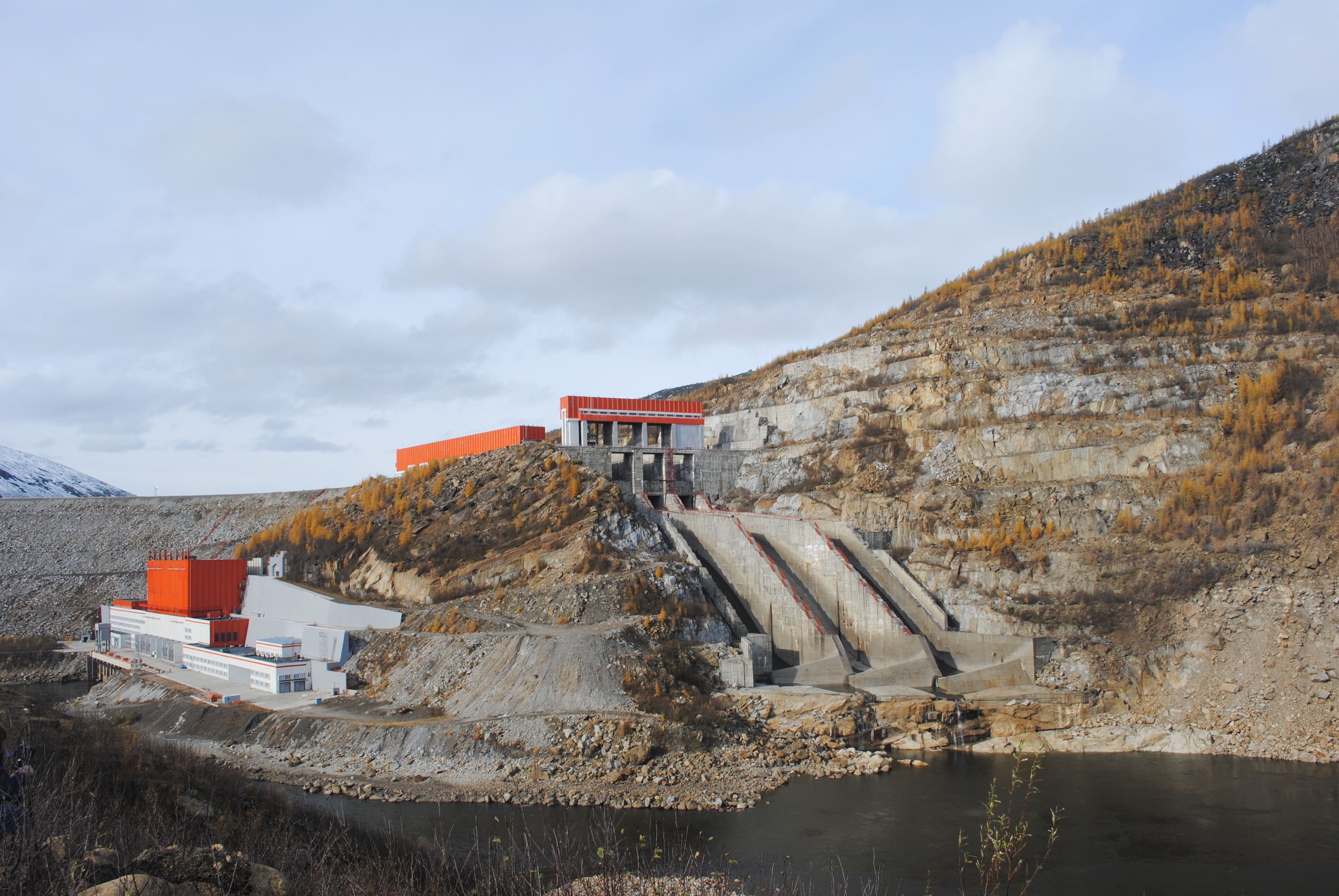
Kolymská
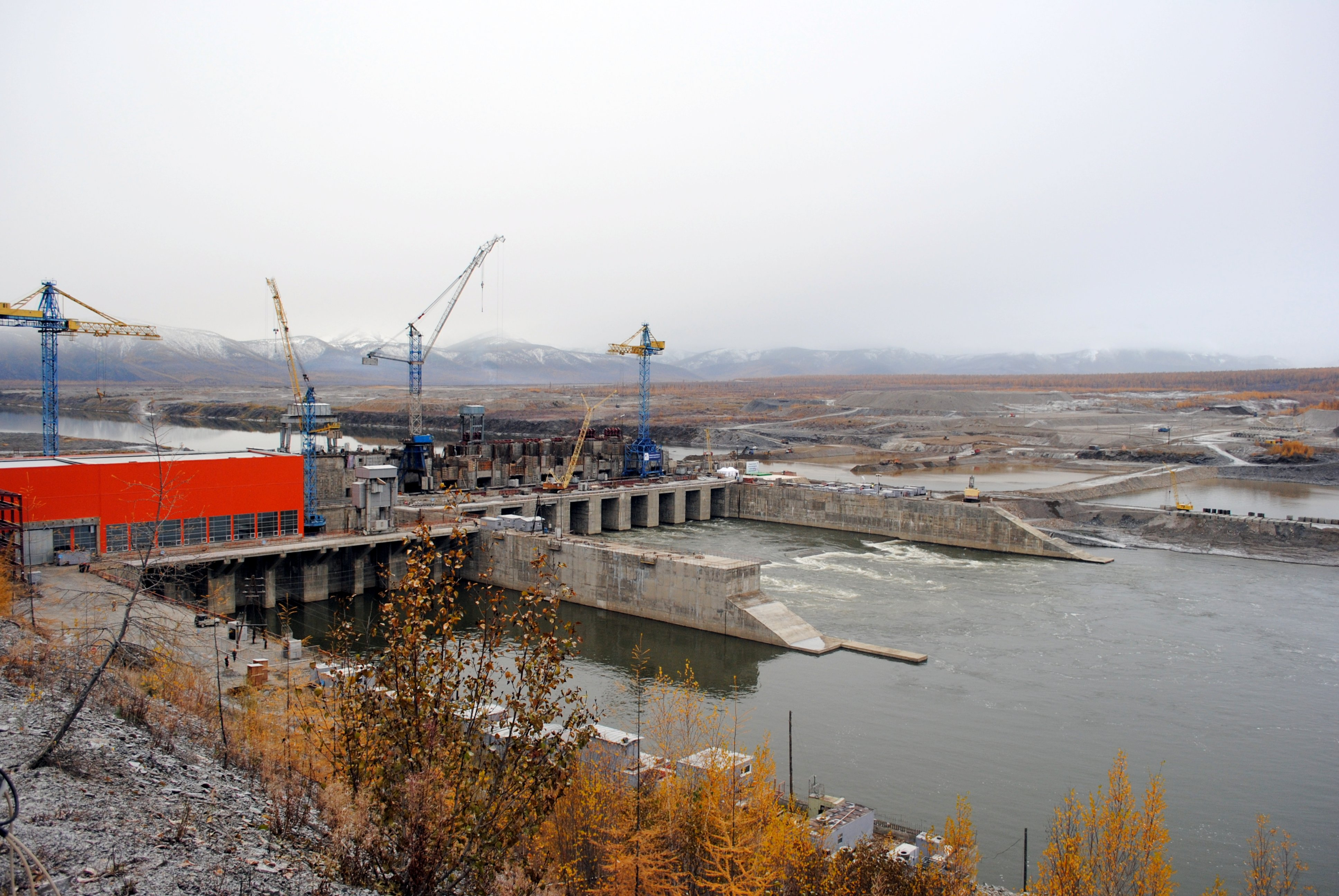
Usť-Srednjekanská

## Elektrárny s výkonem nad 1 000 MW
|     | Název             | Výkon (MW) | řeka    | průtok (m3/s) | spád (m) | oblast              | vlastník      | datum instalace agregátů |
| --- | ----------------- | ---------- | ------- | ------------- | -------- | ------------------- | ------------- | ------------------------ |
| 1.  | Sajansko-šušenská | 6 400      | Jenisej | 1 370         | 204      | Chakasija           | RusHydro      | 1978—1985 2011—2014      |
| 2.  | Krasnojarská      | 6 000      | Jenisej | 2 254         | 108      | Krasnojarský kraj   | EvroSibEnergo | 1967—1971                |
| 3.  | Bratská           | 4 500      | Angara  | 2 814         | 102      | Irkutská oblast     | EvroSibEnergo | 1961—1966                |
| 4.  | Usť-ilimská       | 3 840      | Angara  | 3 215         | 91       | Irkutská oblast     | EvroSibEnergo | 1974—1979                |
| 5.  | Bogučanská        | 2 997      | Angara  | 3 450         | 66       | Krasnojarský kraj   | EvroSibEnergo | 2012—2014                |
| 6.  | Volžská           | 2 671      | Volha   | 8 000         | 21,5     | Volgogradská oblast | RusHydro      | 1958—1961                |
| 7.  | Žiguljovská       | 2 477      | Volha   | 7 800         | 22       | Samarská oblast     | RusHydro      | 1955—1957                |
| 8.  | Burejská          | 2 010      | Bureja  | 890           | 103      | Amurská oblast      | RusHydro      | 2003—2007                |
| 9.  | Saratovská        | 1 415      | Volha   | 7 900         | 11,4     | Saratovská oblast   | RusHydro      | 1967—1970                |
| 10. | Čeboksarská       | 1 370      | Volha   | 3 280         | 19 (14)* | Čuvašsko            | RusHydro      | 1980—1986                |
| 11. | Zejská            | 1 330      | Zeja    | 900           | 78,5     | Amurská oblast      | RusHydro      | 1975—1980                |
| 12. | Nižněkamská       | 1 205      | Kama    | 3 245         | 18 (13)* | Tatarstan           | TatEnergo     | 1979—1987                |
| 13. | Zagorská          | 1 200      | Kuňa    | **            | 105      | Moskevská oblast    | RusHydro      | 1987 - 2000              |
| 14. | Votkinská         | 1 035      | Kama    | 2 750         | 18       | Permský kraj        | RusHydro      | 1961—1963                |
| 15. | Čirkejská         | 1 000      | Sulak   | 120           | 170      | Dagestan            | RusHydro      | 1974—1976                |

*Horní údaj ukazuje projektovaný spád, dolní údaj vychází z hladiny k roku 2019, kdy není o napuštění přehradní nádrže po projektovanou kótu stále rozhodnuto.
**Přečerpávací elektrárna